# Liste der Mitglieder des Ordens vom Heiligen Geist
Diese Seite enthält eine Liste der Kommandeure, Offiziere und Ritter des Ordens vom Heiligen Geist.

## Großmeister
Großmeister des Ordens war der König von Frankreich.

## Kanzler und Siegelbewahrer
| Amtszeit          | Name | Geboren | Gestorben | Bemerkungen                                                                                       |
| ----------------- | --- | ------- | --------- | ------------------------------------------------------------------------------------------------- |
| 1578–1599         | Philippe Hurault, comte de Cheverny                                                                       | 1528    | 1599      | auch Kanzler und Siegelbewahrer von Frankreich                                                    |
| 1599–1606         | Charles III. de Bourbon, Erzbischof von Rouen                                                             | 1554    | 1610      |                                                                                                   |
| 1606–1611         | Guillaume de L’Aubespine, Baron de Châteauneuf-sur-Cher                                                   | 1547    | 1629      |                                                                                                   |
| 1611–1633         | Charles de L’Aubespine, Marquis de Châteauneuf, Abt von Préaux                                            | 1580    | 1653      | Sohn Guillaume de L’Aubespines                                                                    |
| 1633–1636         | Claude de Bullion                                                                                         | 1569    | 1640      |                                                                                                   |
| 1636–1640         | Nicolas Le Jay                                                                                            |         | 1640      | Erster Präsident des Parlements von Paris                                                         |
| 1641–1645         | Pierre Séguier                                                                                            | 1588    | 1672      | Kanzler und Siegelbewahrer von Frankreich                                                         |
| 1645–1645         | Charles de L’Aubespine, Marquis de Châteauneuf, Abt von Préaux                                            | 1580    | 1653      |                                                                                                   |
| 1645–1654         | Louis Barbier de La Rivière, Bischof von Langres                                                          | 1593    | 1670      | Pair von Frankreich, ab 1650 nur noch Kanzler                                                     |
| 1650–1656         | Abel Servien, Marquis de Sablé, Comte de La Roche-des-Aubiers                                             | 1593    | 1659      | 1650–1654 nur Siegelbewahrer                                                                      |
| 1656–1659         | Basile Fouquet, Abt von Barbeaux und Rigny                                                                | 1623    | 1680      | gab 1656 das Amt des Siegelbewahrers wieder ab                                                    |
| 1656–1661         | Henri de Guénégaud, Marquis de Plancy, Comte de Montbrison                                                | 1609    | 1676      | nur Siegelbewahrer                                                                                |
| 1659–1661         | Louis Fouquet, Bischof von Agde                                                                           | 1633    | 1702      | Bruder von Basile Fouquet, nur Kanzler                                                            |
| 1661–1671         | Hardouin de Péréfixe de Beaumont, Bischof von Rodez                                                       | 1606    | 1671      | später Erzbischof von Paris, anfangs nur Kanzler, übernimmt 1661 auch das Amt des Siegelbewahrers |
| 1671–1691         | François-Michel Le Tellier, marquis de Louvois                                                            | 1641    | 1691      |                                                                                                   |
| Juli/August 1691  | Louis Boucherat, Seigneur de Compant                                                                      | 1616    | 1699      | Kanzler von Frankreich                                                                            |
| 1691–1701         | Louis François Le Tellier, marquis de Barbezieux                                                          | 1668    | 1701      | Sohn François-Michel Le Telliers                                                                  |
| 1701–1716         | Jean-Baptiste Colbert, marquis de Torcy                                                                   | 1665    | 1746      | 1697–1701 Schatzmeister des Ordens                                                                |
| 1756–1756         | Henri Charles Arnauld de Pomponne, Abt von Saint-Médard in Soissons                                       | 1669    | 1756      |                                                                                                   |
| 1756–1770         | Louis Phélypeaux de Saint-Florentin, später Duc de La Vrillière                                           | 1705    | 1777      |                                                                                                   |
| Februar/März 1770 | René-Nicolas-Charles-Augustin de Maupeou, Marquis de Morangles et de Bully, Vicomte de Bruyères-le-Châtel | 1714    | 1792      | Kanzler von Frankreich                                                                            |
| 1770–1787         | Georges Louis Phélypeaux d’Herbault, Erzbischof von Bourges                                               | 1729    | 1787      |                                                                                                   |
| 1787–1789         | Chrétien François de Lamoignon, Marquis de Basville                                                       | 1735    | 1789      | Siegelbewahrer von Frankreich                                                                     |
| 30. Mai 1789      | Charles Louis François-de-Paule de Barentin, Seigneur d’Hardivilliers et de La Malmaison                  | 1738    | 1819      | Siegelbewahrer von Frankreich, trat am Tag der Amtsübernahme wieder zurück                        |
| 1789–1790         | Aimar-Charles-Marie de Nicolaï, Marquis de Goussainville                                                  | 1747    | 1794      |                                                                                                   |
| 1814              | Charles Henri Dambray                                                                                     | 1760    | 1829      |                                                                                                   |
| 1814              | Charles Louis François-de-Paule de Barentin, Seigneur d’Hardivilliers et de La Malmaison                  | 1738    | 1819      | 2. Mal                                                                                            |

## Vogt und Zeremonienmeister
| Amtszeit       | Name                                                                                                | Geboren | Gestorben | Bemerkungen                                    |
| -------------- | --------------------------------------------------------------------------------------------------- | ------- | --------- | ---------------------------------------------- |
| 1578–1597      | Guillaume I. Pot, Chevalier, Seigneur de Rhodes et de Chemault                                      |         | 1603      | Großzeremonienmeister von Frankreich           |
| 1597–1612      | Guillaume II. Pot, Chevalier, Seigneur de Rhodes et de Chemaut                                      |         | 1616      | Sohn Guillaume I. Pots                         |
| 1612–1619      | François Pot, Chevalier, Seigneur du Magnet, de Rhodes et de Chemaut                                |         | 1622      | Bruder Guillaume II. Pots                      |
| 1619–1621      | Henri Auguste de Loménie, Chevalier, Comte de Brienne et de Montbéron, Baron de Pougy et de Boussac | 1594    | 1666      |                                                |
| 1621–1627      | Charles de Loménie, Vicomte de Planche, Baron du Parc                                               |         |           |                                                |
| 1627–1643      | Michel de Beauclerc, Chevalier, Baron d’Achères et de Rougemont, Marquis d’Estiau et de Mirebeau    |         |           |                                                |
| 1643–1653      | Louis I. Phélypeaux de La Vrillière, Chevalier, Marquis de Châteauneuf et de Tanlay-sur-Loire       | 1599    | 1681      |                                                |
| 1653–1657      | Hugues de Lionne, Chevalier, Marquis de Berny                                                       | 1611    | 1671      | Außenminister                                  |
| 1657–1661      | Eugène Rogier, Comte de Villeneuve et des Chapelles, Marquis de Kervéno et de Cucé                  |         |           |                                                |
| 1661–1671      | Mace Bertrand, Baron de Vouvant, de Mervant et Mouilleron                                           |         | 1688      |                                                |
| 1671–1684      | Jean-Jacques de Mesmes, Comte d’Avaux, Vicomte de Neufchastel                                       | 1640    | 1688      |                                                |
| 1684–1703      | Antoine de Mesmes, genannt „Comte d’Avaux“, Chevalier, Seigneur d’Irval et de Roissy                | 1640    | 1709      |                                                |
| 1703–1709      | Jean-Antoine de Mesmes, Comte d’Avaux, Marquis de Saint-Etienne, Vicomte de Neufchastel             | 1661    | 1723      | Sohn Jean-Jacques’ de Mesmes                   |
| 1709–1715      | Jérôme Phélypeaux, Chevalier, Comte de Pontchartrain                                                | 1674    | 1747      | Sohn Louis Phélypeaux’, Comte de Pontchartrain |
| 1715–1721      | Nicolas Le Camus                                                                                    | 1688    |           | Erster Präsident des Cour des Aides de Paris   |
| März–Juni 1721 | Félix Le Pelletier de La Houssaye                                                                   | 1663    | 1723      | Generalkontrolleur der Finanzen                |
| 1721–1743      | François Victor Le Tonnelier de Breteuil, Marquis de Fontenay-Trésigny, Baron de Boitron            | 1686    | 1743      | Staatskriegsminister                           |
| 1743–1749      | Jean-Jacques Amelot de Chaillou, Marquis de Combrande, baron de Châtillon-sur-Indre                 | 1689    | 1749      | Außenminister                                  |
| 1749–1754      | Michel de Dreux, Marquis de Brézé                                                                   | 1700    | 1754      |                                                |
| März–Juli 1754 | François Dominique de Barberie, Marquis de Saint-Contest et de La Châteigneraie                     | 1701    | 1754      | Außenminister                                  |
| 1754–1772      | Armand-Jérôme Bignon, Seigneur d’Isebelle et d’Hardricourt                                          | 1711    | 1772      |                                                |
| 1772–1783      | Jean Paulin d’Aguesseau, Seigneur de Fresne                                                         | 1701    | 1784      |                                                |
| 1783–1790      | Henri Cardin Jean Baptiste d’Aguesseau, Marquis de Fresne                                           | 1752    | 1826      |                                                |
| 1822           | Emmanuel Dambray                                                                                    | 1785    | 1868      |                                                |

## Schatzmeister
| Amtszeit             | Name | Geboren | Gestorben | Bemerkungen                                                      |
| -------------------- | --- | ------- | --------- | ---------------------------------------------------------------- |
| 1578–1588            | Nicolas de Neufville, Marquis de Villeroy                                                                | 1542    | 1617      |                                                                  |
| 1589–1607            | Martin Ruzé, Chevalier, Seigneur de Beaulieu, de Longjumeau, de Chilly                                   | um 1530 | 1613      |                                                                  |
| 1607–1621            | Pierre Brûlart, Chevalier, Marquis de Sillery, Vicomte de Puisieux                                       | um 1583 | 1640      | 1617–1626 Außenminister                                          |
| 1621–1633            | Thomas Morant, Baron du Mesnil-Garnier                                                                   |         |           |                                                                  |
| 1633–1651            | Claude Bouthillier, Chevalier, Seigneur de Pont-sur-Seine et de Fossigny                                 | 1581    | 1652      | Surintendant des Finances                                        |
| 1651–1652            | Léon Bouthillier, comte de Chavigny et de Buzançais                                                      | 1608    | 1652      |                                                                  |
| 1652–1654            | Michel Le Tellier, Chevalier, Seigneur de Chaville                                                       | 1603    | 1685      | Kanzler von Frankreichgermain                                    |
| 1654–1665            | Jérôme de Nouveau, Chevalier, Baron de Linières, Seigneur de Fromont                                     | 1613    | 1665      |                                                                  |
| 1665–1675            | Jean Baptiste Colbert, Chevalier, Marquis de Seignelay                                                   | 1619    | 1683      |                                                                  |
| 1675–1690            | Jean-Baptiste II. Colbert, Chevalier, Marquis de Seignelay et de Châteauneuf-sur-Cher, Baron de Linières | 1651    | 1690      | Sohn Jean Baptiste Colberts                                      |
| 1690–1696            | Charles Colbert, marquis de Croissy, Chevalier                                                           | 1629    | 1696      |                                                                  |
| 1697–1701            | Jean-Baptiste Colbert, marquis de Torcy et de Sablé                                                      | 1665    | 1746      | 1701 bis 1716 Kanzler und Siegelbewahrer des Ordens              |
| 1701–1706            | Gilbert Colbert, Chevalier, Seigneur de Saint-Pouanges et de Chabanais                                   | 1642    | 1706      |                                                                  |
| 1706–1713            | Michel Chamillart, Chevalier, Marquis de Cany                                                            | 1652    | 1721      |                                                                  |
| November 1713        | Nicolas Desmarets, Marquis de Maillebois, de Blévy et du Rouvray, Comte de Bourbonne                     | 1648    | 1721      |                                                                  |
| 1713–1715            | Louis IV. Chauvelin, Seigneur de Crisenoy                                                                | 1683    | 1715      |                                                                  |
| September 1715       | Gaston Jean Baptiste Terrat, Marquis de Chantôme et de Travers                                           |         | 1719      |                                                                  |
| 1715–1724            | Antoine Crozat, marquis du Châtel, Seigneur de Mouy et de Vandeuil                                       | um 1655 | 1738      |                                                                  |
| 1724–1728            | Joseph Jean-Baptiste Fleuriau, Seigneur d’Armenonville                                                   | 1661    | 1728      | Justizminister                                                   |
| 1724–1736            | Charles Gaspard Dodun, Marquis d’Herbault                                                                | 1679    | 1736      | Finanzminister                                                   |
| 29.–30. Juli 1736    | Henri François d’Aguesseau, Seigneur de Fresne                                                           | 1668    | 1751      | Kanzler von Frankreich                                           |
| 1736–1743            | Jean-Frédéric Phélypeaux, comte de Maurepas                                                              | 1701    | 1781      |                                                                  |
| 1743–1747            | Philibert Orry, Comte de Vignory,                                                                        | 1689    | 1747      | Finanzminister                                                   |
| 1747–1754            | Jean-Baptiste de Machault d’Arnouville                                                                   | 1701    | 1794      | Siegelbewahrer von Frankreich, Finanzminister und Justizminister |
| 1754–1758            | Antoine Louis Rouillé, Comte de Jouy                                                                     | 1689    | 1761      | Außenminister                                                    |
| April–September 1758 | Marc-René de Voyer de Paulmy d’Argenson, Marquis d’Argenson                                              | 1722    | 1787      |                                                                  |
| 1758–1762            | Jean Boullongne                                                                                          | 1690    | 1769      |                                                                  |
| 1762–1781            | Henri Léonard Jean Baptiste Bertin, Comte de Bourdeille                                                  | 1720    | 1792      |                                                                  |
| 18.–19. Februar 1781 | Armand Thomas Hue, Marquis de Miromesnil                                                                 | 1723    | 1796      | Siegelbewahrer von Frankreich, Justizminister                    |
| 1781–1784            | Charles Gravier, comte de Vergennes et de Toulougeon                                                     | 1717    | 1787      | Schriftführer 1774 bis 1781                                      |
| 1784–1787            | Charles Alexandre de Calonne                                                                             | 1734    | 1802      |                                                                  |
| 1787–1790            | Louis Le Pelletier, Seigneur de Mortefontaine                                                            | 1730    | 1814      |                                                                  |
| 1814–1828            | Raymond, Comte de Séze                                                                                   | 1748    | 1828      |                                                                  |
| 1828–1830            | Gérard de Lally-Tollendal                                                                                | 1751    | 1830      |                                                                  |
| 1830–1830            | Étienne-Romain de Sèze                                                                                   | 1780    | 1862      |                                                                  |

## Schriftführer
| Amtszeit                  | Name | Geboren | Gestorben | Bemerkungen                                                                |
| ------------------------- | --- | ------- | --------- | -------------------------------------------------------------------------- |
| 1578–1608                 | Claude de L’Aubespine, Seigneur de Verderonne                                                                                      |         |           |                                                                            |
| 1608–1621                 | Antoine Potier de Gesvres, Seigneur de Sceaux                                                                                      |         | 1621      |                                                                            |
| 1621–1637                 | Charles Duret, Seigneur de Chevry                                                                                                  |         |           |                                                                            |
| 1637–1643                 | Claude de Mesmes, Comte d’Avaux | 1595    | 1650      |                                                                            |
| 1643–1656                 | Noël de Bullion, Chevalier, Seigneur de Bonnelles, Marquis de Galardon                                                             |         | 1670      | Sohn von Claude de Bullion                                                 |
| 1656–1657                 | Nicolas Potier, Chevalier, Seigneur de Novion                                                                                      | 1618    | 1693      |                                                                            |
| 1657–1671                 | Nicolas Jeannin de Castille, Marquis de Montjeu                                                                                    |         |           |                                                                            |
| 1671–1700                 | Balthazar Phélypeaux, Chevalier, Seigneur de La Vrillière, Marquis de Châteauneuf et de Tanlay-sur-Loire, Comte de Saint-Florentin | 1638    | 1700      |                                                                            |
| Mai 1700                  | Louis II. Phélypeaux de Pontchartrain                                                                                              | 1643    | 1727      | Kanzler von Frankreich                                                     |
| 1700–1713                 | Daniel François Voysin, Seigneur de La Noraye et du Mesnil-Bourré                                                                  | 1655    | 1717      | Kanzler und Siegelbewahrer von Frankreich                                  |
| 1713–1716                 | Chrétien de Lamoignon, Marquis de Basville                                                                                         | 1675    | 1729      |                                                                            |
| Februar 1716              | François Michel de Verthamon, Marquis de Bréau                                                                                     |         |           |                                                                            |
| Februar 1716              | Claude Le Bas de Montargis, Marquis du Boucher-Valgrand                                                                            |         |           |                                                                            |
| 1716–1724                 | André Potier, Seigneur de Novion, Marquis de Grignon                                                                               | 1659    | 1731      | Erster Präsident des Parlement                                             |
| 1724–1736                 | Jean-Frédéric Phélypeaux, comte de Maurepas                                                                                        | 1701    | 1781      |                                                                            |
| 31. Juli – 3. August 1736 | Germain Louis Chauvelin, Marquis de Grosbois                                                                                       | 1685    | 1762      | Siegelbewahrer von Frankreich                                              |
| 1736–1756                 | Louis Phélypeaux de Saint-Florentin                                                                                                | 1705    | 1777      | später Kanzler und Siegelbewahrer von Frankreich, 1770 Duc de La Vrillière |
| 1756–1770                 | Abel François Poisson de Vandières, Marquis de Marigny                                                                             | 1727    | 1781      |                                                                            |
| 12.–20. Juli 1770         | Étienne François d’Aligre, Comte de Marans, genannt "Marquis d’Aligre"                                                             | 1727    | 1798      | Erster Präsident des Parlement                                             |
| 1770–1774                 | Joseph Marie Terray, Abt von Molesmes                                                                                              | 1715    | 1778      |                                                                            |
| 15.–16. September 1774    | Jean-François Joly de Fleury | 1718    | 1802      |                                                                            |
| 1774–1781                 | Charles Gravier, Comte de Vergennes et de Toulongeon                                                                               | 1719    | 1787      | 1781–1784 Schatzmeister                                                    |
| 1781–1790                 | Antoine-Jean Amelot de Chaillou | 1732    | 1795      |                                                                            |

## 1578–1589: KönigHeinrichIII.
| Aufnahme | Name                                                                       | Geboren | Gestorben | Bemerkungen |
| --- | -------------------------------------------------------------------------- | ------- | --------- | --- |
| 1. Verleihung 21. Dezember 1578 Aufnahme in den Orden 31. Dezember 1578 Église des Grands-Augustins (Paris) | Charles I. de Bourbon, Kardinal, Erzbischof von Rouen                      | 1523    | 1590      | genannt „le cardinal de Bourbon“, Legat in Avignon, Pair von Frankreich                                                                                           |
| 1. Verleihung 21. Dezember 1578 Aufnahme in den Orden 31. Dezember 1578 Église des Grands-Augustins (Paris) | Louis de Lorraine, Kardinal, Erzbischof von Reims                          | 1555    | 1588      | genannt „le cardinal de Guise“ |
| 1. Verleihung 21. Dezember 1578 Aufnahme in den Orden 31. Dezember 1578 Église des Grands-Augustins (Paris) | René de Birague                                                            | 1506    | 1583      | 1573–1578 Kanzler von Frankreich, 1582 Bischof von Lavaur, Kardinal                                                                                               |
| 1. Verleihung 21. Dezember 1578 Aufnahme in den Orden 31. Dezember 1578 Église des Grands-Augustins (Paris) | Philippe de Lénoncourt                                                     | 1527    | 1592      | 1550–1556 Bischof von Châlons, 1560–1563 Bischof von Auxerre, Kardinal, Neffe von Robert II. de Lénoncourt                                                        |
| 1. Verleihung 21. Dezember 1578 Aufnahme in den Orden 31. Dezember 1578 Église des Grands-Augustins (Paris) | Pierre de Gondi, Kardinal, Bischof von Paris                               | 1533    | 1616      | genannt „le cardinal de Retz“ |
| 1. Verleihung 21. Dezember 1578 Aufnahme in den Orden 31. Dezember 1578 Église des Grands-Augustins (Paris) | Charles de Pérusse d’Escars, Bischof von Langres                           | 1522    | 1614      | Älterer Bruder von Anne de Pérusse d’Escars |
| 1. Verleihung 21. Dezember 1578 Aufnahme in den Orden 31. Dezember 1578 Église des Grands-Augustins (Paris) | René de Daillon du Lude, Abt von Les Châteliers                            |         | 1600      | 1553–1562 Bischof von Luçon, 1590 Bischof von Bayeux |
| 1. Verleihung 21. Dezember 1578 Aufnahme in den Orden 31. Dezember 1578 Église des Grands-Augustins (Paris) | Jacques Amyot, Großalmosenier von Frankreich                               | 1513    | 1593      | 1570 Bischof von Auxerre |
| 1. Verleihung 21. Dezember 1578 Aufnahme in den Orden 31. Dezember 1578 Église des Grands-Augustins (Paris) | Luigi Gonzaga, Duc de Nevers                                               | 1539    | 1595      | Pair von Frankreich |
| 1. Verleihung 21. Dezember 1578 Aufnahme in den Orden 31. Dezember 1578 Église des Grands-Augustins (Paris) | Philippe-Emmanuel de Lorraine, duc de Mercœur                              | 1558    | 1602      | Pair von Frankreich |
| 1. Verleihung 21. Dezember 1578 Aufnahme in den Orden 31. Dezember 1578 Église des Grands-Augustins (Paris) | Jacques II. de Crussol, 2. Duc d’Uzès                                      | 1540    | 1586      | Pair von Frankreich |
| 1. Verleihung 21. Dezember 1578 Aufnahme in den Orden 31. Dezember 1578 Église des Grands-Augustins (Paris) | Charles de Lorraine, duc d’Aumale                                          | 1556    | 1631      | Pair von Frankreich, siehe Herzog von Aumale |
| 1. Verleihung 21. Dezember 1578 Aufnahme in den Orden 31. Dezember 1578 Église des Grands-Augustins (Paris) | Honorat de Savoye, Marquis de Villars                                      | 1511    | 1580      | 1572 Marschall und Admiral von Frankreich |
| 1. Verleihung 21. Dezember 1578 Aufnahme in den Orden 31. Dezember 1578 Église des Grands-Augustins (Paris) | Artus de Cossé, comte de Secondigny                                        | 1512    | 1582      | 1567 Marschall von Frankreich, Grand panetier de France |
| 1. Verleihung 21. Dezember 1578 Aufnahme in den Orden 31. Dezember 1578 Église des Grands-Augustins (Paris) | François Gouffier le Jeune, Seigneur de Crèvecoeur et de Bonnivet          | 1518    | 1594      | |
| 1. Verleihung 21. Dezember 1578 Aufnahme in den Orden 31. Dezember 1578 Église des Grands-Augustins (Paris) | François de Pérusse, Comte d’Escars                                        |         | 1595      | |
| 1. Verleihung 21. Dezember 1578 Aufnahme in den Orden 31. Dezember 1578 Église des Grands-Augustins (Paris) | Charles de Hallwin, Seigneur de Piennes, Marquis de Meignelais             | um 1540 | 1591      | 1587 Duc de Hallvin, Pair von Frankreich |
| 1. Verleihung 21. Dezember 1578 Aufnahme in den Orden 31. Dezember 1578 Église des Grands-Augustins (Paris) | Charles de La Rochefoucauld, Seigneur de Barbézieux                        | 1520    | 1583      | [ 1 ] |
| 1. Verleihung 21. Dezember 1578 Aufnahme in den Orden 31. Dezember 1578 Église des Grands-Augustins (Paris) | Jean de Pérusse d’Escars, Prince de Carency                                |         | 1595      | |
| 1. Verleihung 21. Dezember 1578 Aufnahme in den Orden 31. Dezember 1578 Église des Grands-Augustins (Paris) | Christophe Juvénal des Ursins, Marquis de Trainel                          |         | 1588      | |
| 1. Verleihung 21. Dezember 1578 Aufnahme in den Orden 31. Dezember 1578 Église des Grands-Augustins (Paris) | François le Roy, Comte de Clinchamp                                        |         | 1606      | Lieutenant du Roi des Anjou, Touraine und Maine |
| 1. Verleihung 21. Dezember 1578 Aufnahme in den Orden 31. Dezember 1578 Église des Grands-Augustins (Paris) | Scipione Fieschi, Conte di Lavagna                                         |         | 1598      | Chevalier d’honneur der Königin Katharina de Médici, Bruder von Giovanni Luigi Fieschi                                                                            |
| 1. Verleihung 21. Dezember 1578 Aufnahme in den Orden 31. Dezember 1578 Église des Grands-Augustins (Paris) | Antoine, Sire de Pons, Comte de Marennes                                   |         | 1580      | Capitaine des Cent gentilshommes de la maison du Roi. |
| 1. Verleihung 21. Dezember 1578 Aufnahme in den Orden 31. Dezember 1578 Église des Grands-Augustins (Paris) | Jacques, Sire de Humières et de Monchy, Marquis d’Ancre                    |         | 1579      | Gouverneur von Péronne |
| 1. Verleihung 21. Dezember 1578 Aufnahme in den Orden 31. Dezember 1578 Église des Grands-Augustins (Paris) | Jean VI. d’Aumont, Comte de Châteauroux                                    | 1522    | 1595      | 1579 Marschall von Frankreich |
| 1. Verleihung 21. Dezember 1578 Aufnahme in den Orden 31. Dezember 1578 Église des Grands-Augustins (Paris) | Jean de Chourses, Seigneur de Malicorne                                    |         | um 1593   | Gouverneur von Poitou |
| 1. Verleihung 21. Dezember 1578 Aufnahme in den Orden 31. Dezember 1578 Église des Grands-Augustins (Paris) | Albert de Gondi, Comte de Retz                                             | 1522    | 1602      | 1573 Marschall von Frankreich, General der Galeeren, 1581 Duc de Retz                                                                                             |
| 1. Verleihung 21. Dezember 1578 Aufnahme in den Orden 31. Dezember 1578 Église des Grands-Augustins (Paris) | René de Villequier le Jeune                                                |         |           | Gouverneur von Paris und Île de France, Schwiegervater von François d’O (siehe unten)                                                                             |
| 1. Verleihung 21. Dezember 1578 Aufnahme in den Orden 31. Dezember 1578 Église des Grands-Augustins (Paris) | Jean IV. Blosset, Baron de Torcy                                           |         | 1587      | Gouverneur von Paris und Île de France. |
| 1. Verleihung 21. Dezember 1578 Aufnahme in den Orden 31. Dezember 1578 Église des Grands-Augustins (Paris) | Claude de Villequier l’Ainé, Vicomte de la Guerche                         |         | 1595      | Bruder von René de Villequier |
| 1. Verleihung 21. Dezember 1578 Aufnahme in den Orden 31. Dezember 1578 Église des Grands-Augustins (Paris) | Antoine IV. d’Estrées, Marquis de Cœuvres                                  |         | 1609      | Großmeister der Artillerie von Frankreich, Vater von Gabrielle d’Estrées                                                                                          |
| 1. Verleihung 21. Dezember 1578 Aufnahme in den Orden 31. Dezember 1578 Église des Grands-Augustins (Paris) | Charles Robert de La Marck, Comte de Braine et de Maulévrier               | 1541    | 1622      | Capitaine des Cent-Suisses, zweiter Sohn von Robert IV. de La Marck                                                                                               |
| 1. Verleihung 21. Dezember 1578 Aufnahme in den Orden 31. Dezember 1578 Église des Grands-Augustins (Paris) | François de Balzac, Seigneur d’Entragues                                   |         | nach 1605 | Gouverneur von Orléans, (der französischen Wikipedia folgend) Ehemann von Marie Touchet, Vater von Catherine Henriette de Balzac d’Entragues                      |
| 1. Verleihung 21. Dezember 1578 Aufnahme in den Orden 31. Dezember 1578 Église des Grands-Augustins (Paris) | Philibert de La Guiche, Seigneur de Chaumont                               |         | 1607      | Großmeister der Artillerie von Frankreich |
| 1. Verleihung 21. Dezember 1578 Aufnahme in den Orden 31. Dezember 1578 Église des Grands-Augustins (Paris) | Filippo Strozzi                                                            | 1541    | 1582      | Colonel général der französischen Infanterie. |
| 2. Verleihung 21. Dezember 1579 Aufnahme in den Orden 31. Dezember 1579 Église des Grands-Augustins (Paris) | François de Bourbon                                                        | 1558    | 1614      | 1588 Prince de Conti |
| 2. Verleihung 21. Dezember 1579 Aufnahme in den Orden 31. Dezember 1579 Église des Grands-Augustins (Paris) | François de Bourbon                                                        | 1542    | 1592      | 1582 Duc de Montpensier, Pair von Frankreich |
| 2. Verleihung 21. Dezember 1579 Aufnahme in den Orden 31. Dezember 1579 Église des Grands-Augustins (Paris) | Henri I. de Lorraine, duc de Guise                                         | 1550    | 1588      | |
| 2. Verleihung 21. Dezember 1579 Aufnahme in den Orden 31. Dezember 1579 Église des Grands-Augustins (Paris) | Louis de Saint-Gelais, dit de Lusignan, Seigneur de Lansac                 | 1512    | 1589      | siehe Saint-Gelais (Begriffsklärung) |
| 2. Verleihung 21. Dezember 1579 Aufnahme in den Orden 31. Dezember 1579 Église des Grands-Augustins (Paris) | Jean d’Ebrard, Baron de Saint-Sulpice                                      |         |           | |
| 2. Verleihung 21. Dezember 1579 Aufnahme in den Orden 31. Dezember 1579 Église des Grands-Augustins (Paris) | Jacques II. de Goÿon de Matignon, Seigneur de Matignon, Comte de Torigny   | 1525    | 1598      | 1579 Marschall von Frankreich |
| 2. Verleihung 21. Dezember 1579 Aufnahme in den Orden 31. Dezember 1579 Église des Grands-Augustins (Paris) | Bertrand de Salignac de Lamothe Fénelon                                    |         |           | |
| 3. Verleihung 21. Dezember 1580 Aufnahme in den Orden 31. Dezember 1580 Saint-Sauveur (Blois)               | François de Luxembourg                                                     | 1542    | 1613      | 1576 Duc de Piney, 1581 Pair von Frankreich, Sohn von Antoine II., Graf von Ligny und Brienne                                                                     |
| 3. Verleihung 21. Dezember 1580 Aufnahme in den Orden 31. Dezember 1580 Saint-Sauveur (Blois)               | Charles de Birague                                                         |         | nach 1590 | Staatsrat, Gouverneur von Saluzzo |
| 3. Verleihung 21. Dezember 1580 Aufnahme in den Orden 31. Dezember 1580 Saint-Sauveur (Blois)               | Jean de Léaumont, Seigneur de Puygaillard                                  |         | 1584      | Großfeldmarschall |
| 3. Verleihung 21. Dezember 1580 Aufnahme in den Orden 31. Dezember 1580 Saint-Sauveur (Blois)               | René de Rochechouart, Baron de Mortemart                                   | 1528    | 1587      | [ 2 ] |
| 3. Verleihung 21. Dezember 1580 Aufnahme in den Orden 31. Dezember 1580 Saint-Sauveur (Blois)               | Henri III. de Lenoncourt                                                   |         | 1584      | Maréchal de camp |
| 3. Verleihung 21. Dezember 1580 Aufnahme in den Orden 31. Dezember 1580 Saint-Sauveur (Blois)               | Nicolas d’Angennes, Seigneur de Rambouillet, Vidame du Mans                | 1533    | 1611      | |
| 4. Verleihung 21. Dezember 1581 Aufnahme in den Orden 31. Dezember 1581 Église des Grands-Augustins (Paris) | Charles I. de Lorraine, duc d’Elbeuf                                       | 1556    | 1605      | Großstallmeister von Frankreich, Großjägermeister von Frankreich, Pair von Frankreich.                                                                            |
| 4. Verleihung 21. Dezember 1581 Aufnahme in den Orden 31. Dezember 1581 Église des Grands-Augustins (Paris) | Armand de Gontaut, seigneur de Biron                                       | 1524    | 1592      | 1577 Marschall von Frankreich |
| 4. Verleihung 21. Dezember 1581 Aufnahme in den Orden 31. Dezember 1581 Église des Grands-Augustins (Paris) | Gui de Daillon, Comte du Lude                                              | 1530    | 1585      | Gouverneur von Poitou und Seneschall von Anjou, Bruder von René de Daillon                                                                                        |
| 4. Verleihung 21. Dezember 1581 Aufnahme in den Orden 31. Dezember 1581 Église des Grands-Augustins (Paris) | François de La Baume, Comte de Suze                                        |         | 1587      | Gouverneur der Provence |
| 4. Verleihung 21. Dezember 1581 Aufnahme in den Orden 31. Dezember 1581 Église des Grands-Augustins (Paris) | Antoine de Lévis, Comte de Caylus                                          |         | 1586      | Gouverneur von Rouergue, Vater von Jacques de Lévis, comte de Caylus                                                                                              |
| 4. Verleihung 21. Dezember 1581 Aufnahme in den Orden 31. Dezember 1581 Église des Grands-Augustins (Paris) | Jean de Thévalle, Seigneur d’Aviré et de Bouillé                           |         | nach 1588 | Gouverneur von Metz |
| 4. Verleihung 21. Dezember 1581 Aufnahme in den Orden 31. Dezember 1581 Église des Grands-Augustins (Paris) | Louis d’Angennes, Marquis de Maintenon, Baron de Meslay                    | 1536    |           | Bruder von Nicolas d’Angennes (siehe oben), Grand-maréchal des logis de la maison du Roi                                                                          |
| 5. Verleihung 21. Dezember 1582 Aufnahme in den Orden 31. Dezember 1582 Église des Grands-Augustins (Paris) | Charles II. de Lorraine, Herzog von Mayenne                                | 1554    | 1611      | Admiral von Frankreich und Großkammerherr von Frankreich |
| 5. Verleihung 21. Dezember 1582 Aufnahme in den Orden 31. Dezember 1582 Église des Grands-Augustins (Paris) | Anne de Joyeuse, Duc de Joyeuse                                            | 1560    | 1587      | Pair von Frankreich und Admiral von Frankreich, |
| 5. Verleihung 21. Dezember 1582 Aufnahme in den Orden 31. Dezember 1582 Église des Grands-Augustins (Paris) | Jean Louis de Nogaret de La Valette, Duc d’Epernon                         | 1554    | 1642      | Colonel général der französischen Infanterie |
| 5. Verleihung 21. Dezember 1582 Aufnahme in den Orden 31. Dezember 1582 Église des Grands-Augustins (Paris) | Tanneguy le Veneur, Comte de Tillières                                     |         |           | Lieutenant-général in der Normandie |
| 5. Verleihung 21. Dezember 1582 Aufnahme in den Orden 31. Dezember 1582 Église des Grands-Augustins (Paris) | Jean de Mouy, Seigneur de la Meilleraye                                    |         |           | Vizeadmiral von Frankreich, Generalleutnant der Normandie |
| 5. Verleihung 21. Dezember 1582 Aufnahme in den Orden 31. Dezember 1582 Église des Grands-Augustins (Paris) | Philippe de Volvire, Baron de Ruffec                                       |         | 1586      | Gouverneur des Angoumois |
| 5. Verleihung 21. Dezember 1582 Aufnahme in den Orden 31. Dezember 1582 Église des Grands-Augustins (Paris) | François de Mandelot, Vicomte de Châlon                                    |         |           | Gouverneur des Lyonnais |
| 5. Verleihung 21. Dezember 1582 Aufnahme in den Orden 31. Dezember 1582 Église des Grands-Augustins (Paris) | Tristan de Rostaing, Baron de la Guerche                                   |         | 1580      | Grand-maître des eaux et forêts de France |
| 5. Verleihung 21. Dezember 1582 Aufnahme in den Orden 31. Dezember 1582 Église des Grands-Augustins (Paris) | Jean-Jacques de Susanne, Comte de Cerny                                    |         |           | |
| 6. Verleihung 21. Dezember 1583 Aufnahme in den Orden 31. Dezember 1583 Église des Grands-Augustins (Paris) | Charles de Lorraine de Vaudémont Kardinal, Bischof von Toul                | 1561    | 1587      | genannt „le cardinal de Vaudémont“ |
| 6. Verleihung 21. Dezember 1583 Aufnahme in den Orden 31. Dezember 1583 Église des Grands-Augustins (Paris) | Honorat de Bueil, Seigneur de Fontaines                                    |         |           | Vizeadmiral de France, Generalleutnant der Bretagne |
| 6. Verleihung 21. Dezember 1583 Aufnahme in den Orden 31. Dezember 1583 Église des Grands-Augustins (Paris) | René de Rochefort, Baron de Frollois                                       |         |           | Gouverneur des Blésois |
| 6. Verleihung 21. Dezember 1583 Aufnahme in den Orden 31. Dezember 1583 Église des Grands-Augustins (Paris) | Jean de Vivonne, Marquis de Pisany                                         |         |           | Seneschall der Saintonge |
| 6. Verleihung 21. Dezember 1583 Aufnahme in den Orden 31. Dezember 1583 Église des Grands-Augustins (Paris) | Louis Châteigner, Seigneur de la Roche-Posay                               |         |           | Gouverneur von La Marche |
| 6. Verleihung 21. Dezember 1583 Aufnahme in den Orden 31. Dezember 1583 Église des Grands-Augustins (Paris) | Bernard de Nogaret, Seigneur de la Valette                                 |         | 1592      | später Admiral von Frankreich |
| 6. Verleihung 21. Dezember 1583 Aufnahme in den Orden 31. Dezember 1583 Église des Grands-Augustins (Paris) | Henri de Joyeuse, Comte du Bouchage                                        | 1563    | 1608      | später 4. Duc de Joyeuse, Pair von Frankreich und Marschall von Frankreich, Bruder von Anne de Joyeuse (siehe oben),                                              |
| 6. Verleihung 21. Dezember 1583 Aufnahme in den Orden 31. Dezember 1583 Église des Grands-Augustins (Paris) | Nicolas de Grimonville, Seigneur de Larchant                               |         |           | Capitaine des Cent archers de la garde du Roi. |
| 6. Verleihung 21. Dezember 1583 Aufnahme in den Orden 31. Dezember 1583 Église des Grands-Augustins (Paris) | Louis d’Amboise d’Aubijoux, Comte d’Aubijoux                               | 1583    | 1614      | siehe auch Haus Amboise |
| 6. Verleihung 21. Dezember 1583 Aufnahme in den Orden 31. Dezember 1583 Église des Grands-Augustins (Paris) | François Parisot de la Valette, Seigneur de Cornusson                      |         |           | Gouverneur und Seneschall von Toulouse |
| 6. Verleihung 21. Dezember 1583 Aufnahme in den Orden 31. Dezember 1583 Église des Grands-Augustins (Paris) | François de Cazillac, Baron de Cessac                                      |         | 1593      | |
| 6. Verleihung 21. Dezember 1583 Aufnahme in den Orden 31. Dezember 1583 Église des Grands-Augustins (Paris) | Joachim, Seigneur de Dinteville                                            |         |           | Lieutenant-général im Gouvernement Champagne |
| 6. Verleihung 21. Dezember 1583 Aufnahme in den Orden 31. Dezember 1583 Église des Grands-Augustins (Paris) | Joachim de Châteauvieux, Comte de Confolans                                |         |           | Chevalier d’honneur der Königin Maria de Médici |
| 6. Verleihung 21. Dezember 1583 Aufnahme in den Orden 31. Dezember 1583 Église des Grands-Augustins (Paris) | Charles de Balzac, Seigneur de Clermont d’Entragues.                       |         |           | Ehemann von Marie Touchet, Vater von Catherine Henriette de Balzac d’Entragues, siehe auch Duell der Mignons                                                      |
| 6. Verleihung 21. Dezember 1583 Aufnahme in den Orden 31. Dezember 1583 Église des Grands-Augustins (Paris) | Charles du Plessis, Seigneur de Liancourt                                  |         | 1620      | später Marquis de Guercheville (uxor nomine) und Comte de Beaumont-sur-Oise, Gouverneur von Paris, Vater von Roger du Plessis, Duc de Liancourt                   |
| 6. Verleihung 21. Dezember 1583 Aufnahme in den Orden 31. Dezember 1583 Église des Grands-Augustins (Paris) | François de Chabannes, Marquis de Curton                                   |         |           | Lieutenant-général der Auvergne |
| 6. Verleihung 21. Dezember 1583 Aufnahme in den Orden 31. Dezember 1583 Église des Grands-Augustins (Paris) | Robert de Combault                                                         |         |           | Premier maître d’hôtel du roi |
| 6. Verleihung 21. Dezember 1583 Aufnahme in den Orden 31. Dezember 1583 Église des Grands-Augustins (Paris) | François, Seigneur de Senettaire (oder Saint-Nectaire) und la Ferté-Nabert |         |           | |
| 7. Verleihung 21. Dezember 1584 Aufnahme in den Orden 31. Dezember 1584 Église des Grands-Augustins (Paris) | Jean de Saint-Larry, Baron de Termes                                       |         |           | Feldmarschall und Gouverneur von Metz |
| 7. Verleihung 21. Dezember 1584 Aufnahme in den Orden 31. Dezember 1584 Église des Grands-Augustins (Paris) | Jean de Vienne, Baron de Ruffey                                            |         |           | Gouverneur des Bourbonnais |
| 7. Verleihung 21. Dezember 1584 Aufnahme in den Orden 31. Dezember 1584 Église des Grands-Augustins (Paris) | Louis de Castellane, genannt Adhémar de Monteil, Comte de Grignan          |         |           | Lieutenant-général der Provence |
| 8. Verleihung 21. Dezember 1585 Aufnahme in den Orden 31. Dezember 1585 Église des Grands-Augustins (Paris) | Charles de Bourbon, Graf von Soissons                                      | 1566    | 1612      | |
| 8. Verleihung 21. Dezember 1585 Aufnahme in den Orden 31. Dezember 1585 Église des Grands-Augustins (Paris) | Jean, Seigneur de Vassé, Baron de la Roche-Mabille.                        |         | 1589      | |
| 8. Verleihung 21. Dezember 1585 Aufnahme in den Orden 31. Dezember 1585 Église des Grands-Augustins (Paris) | Adrien Tiercelin, Marquis de Brosse                                        |         |           | später Lieutenant-général der Champagne |
| 8. Verleihung 21. Dezember 1585 Aufnahme in den Orden 31. Dezember 1585 Église des Grands-Augustins (Paris) | François Chabot, Marquis de Mirebeau, Comte de Charny                      |         | nach 1597 | Sohn Philippe Chabots |
| 8. Verleihung 21. Dezember 1585 Aufnahme in den Orden 31. Dezember 1585 Église des Grands-Augustins (Paris) | Gilles de Souvré, Marquis de Courtenvaux                                   | 1540    | 1626      | Marschall von Frankreich. |
| 8. Verleihung 21. Dezember 1585 Aufnahme in den Orden 31. Dezember 1585 Église des Grands-Augustins (Paris) | François d’O, Seigneur de Fresnes                                          |         | 1594      | Premier gentilhomme de la chambre du Roi, Surintendant des finances, Gouverneur von Paris und Île de France, siehe auch Mignon                                    |
| 8. Verleihung 21. Dezember 1585 Aufnahme in den Orden 31. Dezember 1585 Église des Grands-Augustins (Paris) | Claude de la Châtre, baron de la Maisonfort                                | 1536    | 1614      | |
| 8. Verleihung 21. Dezember 1585 Aufnahme in den Orden 31. Dezember 1585 Église des Grands-Augustins (Paris) | Giraud de Mauléon, Seigneur de Gourdan                                     |         |           | Gouverneur von Calais |
| 8. Verleihung 21. Dezember 1585 Aufnahme in den Orden 31. Dezember 1585 Église des Grands-Augustins (Paris) | Jacques de Loubens, Seigneur de Verdalle                                   |         |           | |
| 8. Verleihung 21. Dezember 1585 Aufnahme in den Orden 31. Dezember 1585 Église des Grands-Augustins (Paris) | Louis de Beron, genannt le Brave, Seigneur de Crillon                      | 1541    | 1615      | Mestre de camp du régiment des Gardes |
| 8. Verleihung 21. Dezember 1585 Aufnahme in den Orden 31. Dezember 1585 Église des Grands-Augustins (Paris) | Jean d’Angennes, Seigneur de Poigny                                        |         | 1593      | Bruder Nicolas und Louis d’Angennes, von Botschafter in Savoyen und Wien                                                                                          |
| 8. Verleihung 21. Dezember 1585 Aufnahme in den Orden 31. Dezember 1585 Église des Grands-Augustins (Paris) | François de la Jugie du Puy-Duval, Seigneur et Baron de Rieux              |         |           | Gouverneur von Narbonne |
| 8. Verleihung 21. Dezember 1585 Aufnahme in den Orden 31. Dezember 1585 Église des Grands-Augustins (Paris) | François-Louis d’Agoût de Montauban, Comte de Sault.                       |         |           | |
| 8. Verleihung 21. Dezember 1585 Aufnahme in den Orden 31. Dezember 1585 Église des Grands-Augustins (Paris) | Guillaume de Saulx, Vicomte de Tavannes                                    | 1553    | 1633      | Lieutenant-général in Burgund |
| 8. Verleihung 21. Dezember 1585 Aufnahme in den Orden 31. Dezember 1585 Église des Grands-Augustins (Paris) | Meri de Barbezières, Seigneur de la Roche-Chémeraut                        |         |           | Grand-maréchal des logis de la maison du Roi |
| 8. Verleihung 21. Dezember 1585 Aufnahme in den Orden 31. Dezember 1585 Église des Grands-Augustins (Paris) | François du Plessis, Seigneur de Richelieu                                 | 1548    | 1590      | Grand-prévôt de France |
| 8. Verleihung 21. Dezember 1585 Aufnahme in den Orden 31. Dezember 1585 Église des Grands-Augustins (Paris) | Gabriel Nompar I. de Caumont, Comte de Lauzun                              | 1535    |           | |
| 8. Verleihung 21. Dezember 1585 Aufnahme in den Orden 31. Dezember 1585 Église des Grands-Augustins (Paris) | Hector de Pardaillan, Seigneur de Montespan et de Gondrin.                 |         | 1611      | |
| 8. Verleihung 21. Dezember 1585 Aufnahme in den Orden 31. Dezember 1585 Église des Grands-Augustins (Paris) | Louis de Champagne, Comte de la Suze au Maine                              |         | 1587      | |
| 8. Verleihung 21. Dezember 1585 Aufnahme in den Orden 31. Dezember 1585 Église des Grands-Augustins (Paris) | René de Bouillé, Comte de Crancé                                           |         | 1599      | Gouverneur von Périgueux |
| 8. Verleihung 21. Dezember 1585 Aufnahme in den Orden 31. Dezember 1585 Église des Grands-Augustins (Paris) | Louis du Bois, Seigneur des Arpentis                                       |         |           | Gouverneur von Touraine |
| 8. Verleihung 21. Dezember 1585 Aufnahme in den Orden 31. Dezember 1585 Église des Grands-Augustins (Paris) | Jean d’O, Seigneur de Manou                                                |         |           | Capitaine des Cent archers de la garde du corps du Roi |
| 8. Verleihung 21. Dezember 1585 Aufnahme in den Orden 31. Dezember 1585 Église des Grands-Augustins (Paris) | Henri de Silly, Comte de la Rocheguyon, Damoiseau de Commercy              | 1551    | 1586      | |
| 8. Verleihung 21. Dezember 1585 Aufnahme in den Orden 31. Dezember 1585 Église des Grands-Augustins (Paris) | Antoine de Bauffremont, genannt de Vienne, Marquis d’Arc-en-Barrois.       | 1531    |           | [ 5 ] |
| 8. Verleihung 21. Dezember 1585 Aufnahme in den Orden 31. Dezember 1585 Église des Grands-Augustins (Paris) | Jean du Châtelet, Seigneur de Thon                                         |         |           | Gouverneur von Langres |
| 8. Verleihung 21. Dezember 1585 Aufnahme in den Orden 31. Dezember 1585 Église des Grands-Augustins (Paris) | François d’Escoubleau, Seigneur de Sourdis                                 |         |           | später Marquis d’Alluye, Premier écuyer de la Grande Écurie, Vater von François d’Escoubleau, genannt „le cardinal de Sourdis“, und Henri d’Escoubleau de Sourdis |
| 8. Verleihung 21. Dezember 1585 Aufnahme in den Orden 31. Dezember 1585 Église des Grands-Augustins (Paris) | Charles d’Ongnies, Comte de Chaulnes                                       |         |           | |
| 8. Verleihung 21. Dezember 1585 Aufnahme in den Orden 31. Dezember 1585 Église des Grands-Augustins (Paris) | David Bouchard, Vicomte d’Aubeterre                                        |         |           | Gouverneur von Périgord |
| 9. Verleihung 21. Dezember 1586 Aufnahme in den Orden 31. Dezember 1586 Église des Grands-Augustins (Paris) | Georges, Baron de Villequier, Vicomte de la Guierche.                      |         |           | |
| 9. Verleihung 21. Dezember 1586 Aufnahme in den Orden 31. Dezember 1586 Église des Grands-Augustins (Paris) | Jacques de Mouy, Seigneur de Pierrecourt                                   |         |           | Staatsrat |
| 9. Verleihung 21. Dezember 1586 Aufnahme in den Orden 31. Dezember 1586 Église des Grands-Augustins (Paris) | Charles de Vivonne, Seigneur de la Chasteigneraye                          |         |           | Seneschall der Saintonge |
| 9. Verleihung 21. Dezember 1586 Aufnahme in den Orden 31. Dezember 1586 Église des Grands-Augustins (Paris) | Jacques le Veneur, Comte de Tillières                                      |         |           | Lieutenant-général der Haute-Normandie |
| 10. Verleihung 21. Dezember 1587 Aufnahme in den Orden 31. Dezember 1587                                    | François de Foix-Candale, Bischof von Aire                                 |         | 1594      | |

### Ernannte, aber nicht aufgenommene Ritter und Kommandeure
Mehrere Personen wurden unter König Heinrich III. zu Ordensrittern oder -kommandeuren ernannt, ohne in den Orden aufgenommen zu werden, zählen somit nicht als Mitglieder.
| Ernennung | Name                                                  | Geboren | Gestorben | Bemerkungen |
| --------- | ----------------------------------------------------- | ------- | --------- | --- |
| 1578      | Luigi d’Este, Kardinal, Erzbischof von Auch           | 1538    | 1586      | am 31. Dezember 1578 zum Kommandeur ernannt |
| 1578      | François-Hercule de Valois-Angoulême, duc d’Alençon   | 1555    | 1584      | |
| 1578      | Louis III. de Bourbon, Duc de Montpensier             | 1513    | 1582      | |
| 1578      | Jacques de Savoie-Nemours, Duc de Nemours             | 1531    | 1585      | |
| 1578      | François de Montmorency, 2. Duc de Montmorency        | 1530    | 1579      | Pair von Frankreich, Marschall von Frankreich und Großmeister von Frankreich                                                                                         |
| 1578      | Léonor Chabot                                         | um 1526 | 1597      | Großstallmeister von Frankreich, Bruder von François Chabot |
| 1578      | Guillaume II., 8. Vicomte de Joyeuse                  | um 1520 | 1592      | Generalleutnant im Gouvernement Languedoc, Marschall von Frankreich, Vater von Anne und Henri de Joyeuse (siehe oben),                                               |
| 1578      | Laurent de Maugiron                                   |         | 1588      | Lieutenant-général der Dauphiné, Vater von Louis de Maugiron |
| 1578      | René de Tournemine, Baron de la Hunaudaye             |         | 1590      | |
| 1578      | Gaspard de Montmorin, Seigneur de Saint-Hérem.        | um 1530 |           | |
| 1578      | Jean de Losse                                         | 1504    | 1580      | Gouverneur von Verdun |
| 1578      | Claude Motier de la Fayette, Seigneur de Hautefeuille |         |           | |
| 1578      | Gilbert III. de Lévis, Duc de Ventadour               |         | 1591      | 1589 Pair von Frankreich, Gouverneur des Limousin und dann des Lyonnais,                                                                                             |
| 1578      | Roger I. de Saint-Lary                                | um 1525 | 1579      | Marschall von Frankreich |
| 1580      | Charles de Vendosme de Rubempré                       |         |           | Gouverneur von Rue |
| 1580      | Jean de Pontevés, Baron de Cotignac                   |         |           | Großseneschall und Admiral der Provence |
| 1580      | Jean de Rieux, Marquis d’Asserac                      |         | 1595      | |
| 1582      | Charles de Belleville, Comte de Cosnac                |         |           | Lieutenant-général der Saintonge |
| 1584      | Jean Louis de La Rochefoucault, Comte de Randan       | 1556    | 1590      | [ 7 ] |
| 1584      | Charles de Mouy, Seigneur de la Meilleraye            |         |           | Vizeadmiral von Frankreich |
| 1585      | Michel de Castelnau, Seigneur de Mauvissère           |         |           | Gouverneur von Saint-Dizier, Botschafter in England |
| 1585      | Hector Regnaud de Durfort, Comte de Launac-en-Agenais |         | 1612      | [ 8 ] |
| 1585      | François de Brailly, Seigneur de Mainvilliers         |         |           | |
| 1587      | Christophe, Baron de Bassompierre.                    |         | 1596      | |
| 1578      | François de Joyeuse                                   | 1562    | 1615      | Kommandeur, 1581 Bischof von Narbonne, 1585 Kardinal, 1588 Erzbischof von Toulouse, 1604/15 Erzbischof von Rouen, Bruder von Anne und Henri de Joyeuse (siehe oben), |
| 1578      | Philippe d’Angennes, Seigneur de Fargis               |         | 1590      | Bruder von Nicolas, Jean und Louis d’Angennes, Gouverneur von Maine                                                                                                  |
| 1578      | René du Bellay, Prince d’Yvetot                       |         |           | |
| 1578      | Artus de Maillé, Seigneur de Brézé                    |         |           | Gouverneur des Anjou |

## 1589–1610: KönigHeinrichIV.
Heinrich IV., der zweite Souverän des Ordens, bekam die Ordenskette selbst erst anlässlich seiner Krönung am 28. Februar 1594; in den Jahren dazwischen stand der älteste Ritter, der Marschall Biron, in Abwesenheit des Königs dem Orden vor.
| Aufnahme                                                           | Name                                                                                  | Geboren | Gestorben | Bemerkungen |
| ------------------------------------------------------------------ | ------------------------------------------------------------------------------------- | ------- | --------- | --- |
| 1. Verleihung 31. Dezember 1591 Église de Mantes                   | Renaud de Beaune de Sambançay, Erzbischof von Bourges                                 | 1527    | 1606      | Großalmosenier von Frankreich, 1595 Erzbischof von Sens                                                                              |
| 1. Verleihung 31. Dezember 1591 Église de Mantes                   | Charles de Gontaut, Baron de Biron                                                    | 1562    | 1602      | Generalfeldmarschall, später Duc de Biron, Pair de France und 1594 Marschall von Frankreich, Sohn von Armand de Gontaut (siehe oben) |
| 2. Verleihung 7. Dezember 1595 Église des Grands-Augustins (Paris) | Philippe du Bec, Erzbischof von Reims                                                 | 1519    | 1605      | |
| 2. Verleihung 7. Dezember 1595 Église des Grands-Augustins (Paris) | Henri d’Escoubleau, Bischof von Maillezais                                            |         | 1615      | |
| 2. Verleihung 7. Dezember 1595 Église des Grands-Augustins (Paris) | Henri de Bourbon, duc de Montpensier                                                  | 1573    | 1608      | Pair von Frankreich, Gouverneur der Normandie                                                                                        |
| 2. Verleihung 7. Dezember 1595 Église des Grands-Augustins (Paris) | Henri I. d’Orléans Duc de Longueville                                                 | 1568    | 1595      | |
| 2. Verleihung 7. Dezember 1595 Église des Grands-Augustins (Paris) | François d’Orléans                                                                    | um 1570 | 1631      | 1601 Comte de Saint-Pol, 1608 Duc de Fronsac                                                                                         |
| 2. Verleihung 7. Dezember 1595 Église des Grands-Augustins (Paris) | Antoine de Brichanteau, marquis de Nangis                                             | 1552    | 1617      | Oberst im französischen Garderegiment, Admiral von Frankreich                                                                        |
| 2. Verleihung 7. Dezember 1595 Église des Grands-Augustins (Paris) | Jean de Beaumanoir, Marquis de Lavardin                                               | 1551    | 1614      | 1595 Marschall von Frankreich |
| 2. Verleihung 7. Dezember 1595 Église des Grands-Augustins (Paris) | François d’Espinay, Seigneur de Saint-Luc                                             | 1554    | 1597      | 1596 Großmeister der Artillerie von Frankreich, Gouverneur von Brouage                                                               |
| 2. Verleihung 7. Dezember 1595 Église des Grands-Augustins (Paris) | Roger II. de Saint-Lary de Bellegarde, Baron de Termes                                | um 1562 | 1646      | Großstallmeister von Frankreich, Premier gentilhomme de la chambre du Roi, 1619 Duc de Bellegarde                                    |
| 2. Verleihung 7. Dezember 1595 Église des Grands-Augustins (Paris) | Henri I. d’Albret, Comte de Marennes, Baron de Miossens                               |         |           | |
| 2. Verleihung 7. Dezember 1595 Église des Grands-Augustins (Paris) | Antoine de Roquelaure, Seigneur de Roquelaure                                         | 1543    | 1625      | Marschall von Frankreich und Generalleutnant in Guyenne                                                                              |
| 2. Verleihung 7. Dezember 1595 Église des Grands-Augustins (Paris) | Charles d’Humières, Marquis d’Ancre                                                   |         | 1595      | Sohn von Jacques d’HumIéres (siehe oben), Generalleutnant der Picardie                                                               |
| 2. Verleihung 7. Dezember 1595 Église des Grands-Augustins (Paris) | Guillaume de Hautemer, Seigneur de Fervaques, Comte de Grancey                        | 1539    | 1613      | 1597 Marschall von Frankreich |
| 2. Verleihung 7. Dezember 1595 Église des Grands-Augustins (Paris) | François de Cugnac, Seigneur de Dampierre                                             |         | 1615      | Maréchal des camps et armées du Roi                                                                                                  |
| 2. Verleihung 7. Dezember 1595 Église des Grands-Augustins (Paris) | Antoine de Silly, Comte de la Rochepot                                                | um 1540 | 1609      | 1585 Gouverneur des Anjou |
| 2. Verleihung 7. Dezember 1595 Église des Grands-Augustins (Paris) | Odet de Matignon, Comte de Torigni                                                    | 1559    | 1595      | Generalleutnant in der Normandie |
| 2. Verleihung 7. Dezember 1595 Église des Grands-Augustins (Paris) | François de La Grange d’Arquian, seigneur de Montigny                                 | 1555    | 1617      | 1616 Marschall von Frankreich |
| 2. Verleihung 7. Dezember 1595 Église des Grands-Augustins (Paris) | Charles de Balzac, Baron de Dunes.                                                    |         | 1611      | Comte de Graville |
| 2. Verleihung 7. Dezember 1595 Église des Grands-Augustins (Paris) | Charles II. de Cossé, Comte de Brissac,                                               | 1550    | 1621      | Marschall von Frankreich, 1611 Duc de Brissac                                                                                        |
| 2. Verleihung 7. Dezember 1595 Église des Grands-Augustins (Paris) | Pierre de Mornay, seigneur de Buhi                                                    | 1548    | 1598      | Feldmarschall und Generalleutnant in der Île de France                                                                               |
| 2. Verleihung 7. Dezember 1595 Église des Grands-Augustins (Paris) | François de la Magdeleine, Marquis de Ragny                                           | 1543    | 1626      | Gouverneur des Nivernois |
| 2. Verleihung 7. Dezember 1595 Église des Grands-Augustins (Paris) | Claude de l’Isle, Seigneur de Marivaut                                                | 1552    | 1598      | Gouverneur von Laon |
| 2. Verleihung 7. Dezember 1595 Église des Grands-Augustins (Paris) | Charles de Choiseul, Marquis de Praslin                                               | 1563    | 1626      | 1619 Marschall von Frankreich |
| 2. Verleihung 7. Dezember 1595 Église des Grands-Augustins (Paris) | Humbert de Marcilly, seigneur de Cipierre                                             |         |           | Maréchal des camps et armées du Roi                                                                                                  |
| 2. Verleihung 7. Dezember 1595 Église des Grands-Augustins (Paris) | Gilbert de Chazeron                                                                   |         |           | 1595 Gouverneur des Lyonnais |
| 2. Verleihung 7. Dezember 1595 Église des Grands-Augustins (Paris) | René de Viau, seigneur de Chanlivaut                                                  |         |           | Gouverneur des Auxerrois |
| 2. Verleihung 7. Dezember 1595 Église des Grands-Augustins (Paris) | Claude Gruel, seigneur de la Frette                                                   |         | 1615      | Gouverneur von Chartres |
| 2. Verleihung 7. Dezember 1595 Église des Grands-Augustins (Paris) | Georges Babou, Seigneur de la Bourdaisière                                            |         | 1607      | Capitaine des Cent gentilshommes de la maison du Roi                                                                                 |
| 3. Verleihung 5. Januar 1597 Kirche der Abtei Saint Ouen (Rouen)   | Henri I. de Montmorency, 3. Duc de Montmorency                                        | 1534    | 1614      | Pair von Frankreich, Marschall von Frankreich, Connétable von Frankreich                                                             |
| 3. Verleihung 5. Januar 1597 Kirche der Abtei Saint Ouen (Rouen)   | Hercule de Rohan, 2. Duc de Montbazon                                                 | um 1568 | 1654      | |
| 3. Verleihung 5. Januar 1597 Kirche der Abtei Saint Ouen (Rouen)   | Charles de Montmorency, Baron, später Duc de Damville                                 | 1537    | 1612      | Admiral von Frankreich |
| 3. Verleihung 5. Januar 1597 Kirche der Abtei Saint Ouen (Rouen)   | Alphonse d’Ornano                                                                     | 1548    | 1610      | Generaloberst der Korsen, 1595 Marschall von Frankreich                                                                              |
| 3. Verleihung 5. Januar 1597 Kirche der Abtei Saint Ouen (Rouen)   | Urbain de Laval, Seigneur de Bois-Dauphin, Marquis de Sablé,                          | 1557    | 1629      | 1597 Marschall von Frankreich (Maréchal Boisdauphin)                                                                                 |
| 3. Verleihung 5. Januar 1597 Kirche der Abtei Saint Ouen (Rouen)   | Charles II. de Luxembourg, Comte de Brienne et de Ligny                               | um 1572 | 1608      | Gouverneur von Metz |
| 3. Verleihung 5. Januar 1597 Kirche der Abtei Saint Ouen (Rouen)   | Gilbert de La Trémouille, Marquis de Royan, Comte d’Olonne                            |         | 1603      | Capitaine des Cent gentilshommes de la maison du Roi, Seneschall des Poitou                                                          |
| 3. Verleihung 5. Januar 1597 Kirche der Abtei Saint Ouen (Rouen)   | Jacques Chabot, Marquis de Mirebeau, Comte de Charny                                  |         | 1630      | Maîstre de camp du régiment de Champagne, Generalleutnant en Burgund, Sohn von François Chabot                                       |
| 3. Verleihung 5. Januar 1597 Kirche der Abtei Saint Ouen (Rouen)   | Jean VII. de Bueil, Comte de Sancerre et de Marans                                    |         | 1638      | Grand-échanson de France. |
| 3. Verleihung 5. Januar 1597 Kirche der Abtei Saint Ouen (Rouen)   | Guillaume de Gadagne, Baron de Verdun                                                 |         |           | Gouverneur des Lyonnais |
| 3. Verleihung 5. Januar 1597 Kirche der Abtei Saint Ouen (Rouen)   | Louis de l’Hospital, Marquis de Vitry                                                 |         | 1611      | Capitaine des gardes du corps, Gouverneur von Meaux                                                                                  |
| 3. Verleihung 5. Januar 1597 Kirche der Abtei Saint Ouen (Rouen)   | Pons de Lauzières-Thémines-Cardaillac, Marquis de Thémines                            | 1553    | 1627      | Seneschall und Gouverneur des Quercy, Marschall von Frankreich                                                                       |
| 3. Verleihung 5. Januar 1597 Kirche der Abtei Saint Ouen (Rouen)   | Louis d’Oignies, Comte de Chaulnes                                                    |         |           | Gouverneur von Péronne, Montdidier und Roye                                                                                          |
| 3. Verleihung 5. Januar 1597 Kirche der Abtei Saint Ouen (Rouen)   | Edme de Malain, Baron de Lux                                                          |         | 1613      | Generalleutnant im Burgund |
| 3. Verleihung 5. Januar 1597 Kirche der Abtei Saint Ouen (Rouen)   | Antoine d’Aumont, Marquis de Nolay                                                    | 1563    | 1635      | Sohn von Jean VI. d’Aumont (siehe oben), Gouverneur von Boulogne                                                                     |
| 3. Verleihung 5. Januar 1597 Kirche der Abtei Saint Ouen (Rouen)   | Louis de La Châtre de La Maisonfort                                                   |         | 1630      | Gouverneur des Berry, später Marschall von Frankreich.                                                                               |
| 3. Verleihung 5. Januar 1597 Kirche der Abtei Saint Ouen (Rouen)   | Jean de Durfort, Seigneur de Born                                                     |         | 1613      | Generalleutnant der Artillerie von Frankreich,                                                                                       |
| 3. Verleihung 5. Januar 1597 Kirche der Abtei Saint Ouen (Rouen)   | Louis de Bueil, seigneur de Racan                                                     |         |           | Maréchal des camps et armées du Roi, Gouverneur von Le Croisic                                                                       |
| 3. Verleihung 5. Januar 1597 Kirche der Abtei Saint Ouen (Rouen)   | Claude d’Harville, Seigneur de Paloiseau, Baron de Nainville                          |         | 1636      | Gouverneur von Compiègne und Calais                                                                                                  |
| 3. Verleihung 5. Januar 1597 Kirche der Abtei Saint Ouen (Rouen)   | Eustache de Conflans, Vicomte d’Ouchy                                                 |         | 1628      | Generalleutnant der Armee des Königs, Gouverneur von Saint-Quentin                                                                   |
| 3. Verleihung 5. Januar 1597 Kirche der Abtei Saint Ouen (Rouen)   | Louis de Grimouville, Seigneur de Larchant                                            |         |           | Gouverneur von Évreux |
| 3. Verleihung 5. Januar 1597 Kirche der Abtei Saint Ouen (Rouen)   | Charles de Neufville, Baron, später Marquis d’Alincourt et de Villeroy, Comte de Bury | 1566    | 1642      | Grand maréchal des logis de la maison du Roi, Gouverneur des Lyonnais                                                                |
| 4. Verleihung 2. Januar 1599 Église des Grands-Augustins (Paris)   | Anne de Lévis, 2. Duc de Ventadour                                                    |         | 1622      | Pair von Frankreich, Gouverneur des Limousin, Generalleutnant im Gouvernement Languedoc, Sohn von Gilbert III. de Lévis              |
| 4. Verleihung 2. Januar 1599 Église des Grands-Augustins (Paris)   | Jacques Mitte, Comte de Miolans, Seigneur de Chévrières, Baron de Saint-Chaumont      |         | 1610      | Generalleutnant im Gouvernement Lyonnais                                                                                             |
| 4. Verleihung 2. Januar 1599 Église des Grands-Augustins (Paris)   | Jean-François de Faudoas d’Averton, Comte de Belin                                    |         |           | Gouverneur von Ham, Paris und Calais.                                                                                                |
| 4. Verleihung 2. Januar 1599 Église des Grands-Augustins (Paris)   | Bertrand de Baylens, Baron de Poyanne                                                 |         |           | Gouverneur von Acqs, Seneschall der Landes de Bordeaux.                                                                              |
| 4. Verleihung 2. Januar 1599 Église des Grands-Augustins (Paris)   | René de Rieux, Marquis d’Ouessant (Oixant)                                            | 1548    | 1628      | Gouverneur von Brest |
| 4. Verleihung 2. Januar 1599 Église des Grands-Augustins (Paris)   | Brandelis de Champagne, Marquis de Villaines.                                         | 1556    | 1617      | |
| 4. Verleihung 2. Januar 1599 Église des Grands-Augustins (Paris)   | Jacques de l’Hospital, Marquis de Choisi                                              |         |           | Gouverneur und Seneschall der Auvergne                                                                                               |
| 4. Verleihung 2. Januar 1599 Église des Grands-Augustins (Paris)   | Robert de la Vieuville, Baron de Rugle                                                |         | 1612      | Großfalkner von Frankreich, Gouverneur von Reims                                                                                     |
| 4. Verleihung 2. Januar 1599 Église des Grands-Augustins (Paris)   | Charles Goyon de Matignon, Comte de Torigni,.                                         |         | 1648      | Generalleutnant in der Basse-Normandie                                                                                               |
| 4. Verleihung 2. Januar 1599 Église des Grands-Augustins (Paris)   | François Juvénal des Ursins, Marquis de Trainel,                                      | 1570    | 1650      | Colonel de Reîtres français, maréchal des camps et armées du Roi, Botschafter in England                                             |
| 5. Verleihung 1606                                                 | Jacques-Davy Duperron, Kardinal, Erzbischof von Sens                                  | 1556    | 1618      | Großalmosenier von Frankreich |
| 6. Verleihung 12. März 1608 Rom                                    | Alessandro Sforza-Conti, Duca di Segni, Principe di Valmontane, Conte di Santafiore   |         | 1631      | |
| 6. Verleihung 12. März 1608 Rom                                    | Gianantonio Orsini, Duca di Santo-Gemini, Principe di Scandriglia, Conte d’Ercole     |         |           | |

### Ernannte, aber nicht aufgenommene Ritter und Kommandeure
| Ernennung | Name                                                                  | Geboren | Gestorben | Bemerkungen |
| --------- | --------------------------------------------------------------------- | ------- | --------- | --- |
|           | Charles II. de Bourbon, Kardinal, Erzbischof von Rouen                | 1562    | 1594      | Kommandeur, Sohn von Louis I. de Bourbon, prince de Condé                                                              |
| 1595      | Anne d’Anglure, marquis de Givry.                                     |         |           | |
| 1595      | Michel d’Estourmel, Seigneur de Guyencourt.                           |         |           | |
| 1595      | Jean de Monluc de Balagny                                             | 1553    | 1603      | 1594 Marschall von Frankreich                                                                                          |
| 1595      | Gaspard de Schomberg                                                  |         |           | Colonel des Reîtres.                                                                                                   |
| 1595      | Jean VI. de Lévis, Seigneur de Mirepoix, genannt Vicomte de Montségur | 1540    | 1607      | 1596 Feldmarschall (oder aber dessen Sohn Jean (1565–1603), genannt Vicomte de Mirepoix, ebenfalls 1596 Feldmarschall) |
| 1595      | Jean, Marquis de Coëtquen                                             |         |           | |
| 1595      | Robert de Harlay                                                      |         |           | Vater von Nicolas de Harlay (siehe unten)                                                                              |
| 1595      | François de Senicourt                                                 |         |           | |
| 1599      | Sebastien Marquis de Rosmadec                                         |         |           | |
| 1604      | Henri de Noailles                                                     |         |           | wohl Henri de Noailles (1554–1623), 1593 Comte d’Ayen                                                                  |
| 1604      | Nicolas de Harlay, Seigneur de Sancy                                  | 1546    | 1629      | Sohn von Robert de Harlay                                                                                              |
| 1604      | François de l’Isle.                                                   |         |           | |
| 1604      | Jean-Paul d’Esparbès de Lussan                                        |         |           | |
| 1604      | Bernard de Beon du Masses                                             |         |           | |
| 1604      | Jean de Gontaut                                                       |         |           | vielleicht Jean II. de Gontaut († 1636), Baron de Biron, Sohn von Armand und Bruder von Charles                        |
| 1604      | Jérôme de Gondi                                                       |         |           | |

## 1610–1643: KönigLudwig XIII.
Ludwig XIII., dritter Souverän des Ordens, erhielt die Ordenskette am 18. Oktober 1610, dem Vorabend seiner Krönung.
| Aufnahme                                                            | Name | Geboren  | Gestorben | Bemerkungen |
| ------------------------------------------------------------------- | --- | -------- | --------- | --- |
| 1. Verleihung 18. Oktober 1610                                      | Henri II. de Bourbon, prince de Condé                                                                                              | 1588     | 1646      | Premier Pair von Frankreich, Großmeister von Frankreich |
| 2. Verleihung September 1618                                        | François de la Rochefoucauld, Kardinal, Bischof von Senlis                                                                         | 1558     | 1645      | Großalmosenier von Frankreich, Bruder von Jean Louis de La Rochefoucauld, Comte de Randan (siehe oben),                                                               |
| 3. Verleihung 31. Dezember 1619 Église des Grands-Augustins (Paris) | Henri de Gondi, Kardinal, Bischof von Paris,.                                                                                      | 1572     | 1622      | genannt „le cardinalde Retz“, Maître de l’Oratoire du Roi |
| 3. Verleihung 31. Dezember 1619 Église des Grands-Augustins (Paris) | Bertrand d’Echaud, Erzbischof von Tours                                                                                            |          | 1641      | Erster Kaplan des Königs |
| 3. Verleihung 31. Dezember 1619 Église des Grands-Augustins (Paris) | Christophe de l’Étang, Bischof von Carcassonne                                                                                     |          | 1621      | Maître de la chapelle du Roi |
| 3. Verleihung 31. Dezember 1619 Église des Grands-Augustins (Paris) | Gabriel de L’Aubespine, Bischof von Orléans                                                                                        | 1579     | 1630      | |
| 3. Verleihung 31. Dezember 1619 Église des Grands-Augustins (Paris) | Artus d’Épinay de Saint-Luc, Bischof von Marseille                                                                                 |          | 1621      | |
| 3. Verleihung 31. Dezember 1619 Église des Grands-Augustins (Paris) | Jean-Baptiste Gaston de Bourbon, duc d’Orléans                                                                                     | 1608     | 1660      | |
| 3. Verleihung 31. Dezember 1619 Église des Grands-Augustins (Paris) | Louis de Bourbon-Condé, Graf von Soissons                                                                                          | 1604     | 1641      | |
| 3. Verleihung 31. Dezember 1619 Église des Grands-Augustins (Paris) | Charles de Lorraine, Herzog von Guise, Fürst von Joinville                                                                         | 1571     | 1640      | Pair von Frankreich, Gouverneur von Provence |
| 3. Verleihung 31. Dezember 1619 Église des Grands-Augustins (Paris) | Henri de Lorraine, Herzog von Mayenne und Aiguillon                                                                                | 1578     | 1621      | Pair von Frankreich, Großkammerherr von Frankreich, Gouverneur von Guyenne, Sohn von Herzog Charles II. de Lorraine                                                   |
| 3. Verleihung 31. Dezember 1619 Église des Grands-Augustins (Paris) | Claude de Lorraine, Herzog von Chevreuse, Fürst von Joinville                                                                      | 1578     | 1657      | Pair von Frankreich, Großkammerherr von Frankreich, Gouverneur von Haute und Basse Marche, Bruder von Charles de Lorraine, duc de Guise                               |
| 3. Verleihung 31. Dezember 1619 Église des Grands-Augustins (Paris) | César de Bourbon, Herzog von Vendôme, Beaufort, Étampes und Ponthièvre, Fürst von Martigues                                        | 1594     | 1665      | Gouverneur von Bretagne, Pair von Frankreich, später Großmeister von Frankreich                                                                                       |
| 3. Verleihung 31. Dezember 1619 Église des Grands-Augustins (Paris) | Charles de Valois, Herzog von Angoulême, Graf von Auvergne                                                                         | 1573     | 1650      | Pair von Frankreich und Generaloberst der leichten Kavallerie |
| 3. Verleihung 31. Dezember 1619 Église des Grands-Augustins (Paris) | Charles II. de Lorraine, Herzog von Elbeuf                                                                                         | 1596     | 1657      | Pair von Frankreich, Gouverneur von Picardie |
| 3. Verleihung 31. Dezember 1619 Église des Grands-Augustins (Paris) | Henri II. de Montmorency, Duc de Montmorency                                                                                       | 1595     | 1632      | Pair von Frankreich, Admiral von Frankreich, Gouverneur des Languedoc, später Marschall von Frankreich                                                                |
| 3. Verleihung 31. Dezember 1619 Église des Grands-Augustins (Paris) | Emmanuel I. de Crussol, 3. Duc d’Uzès                                                                                              | 1570     | 1657      | Pair von Frankreich, Chevalier d’honneur der Königin Anne d’Autriche                                                                                                  |
| 3. Verleihung 31. Dezember 1619 Église des Grands-Augustins (Paris) | Henri de Gondi, Duc de Retz et de Beaupreau                                                                                        | 1590     | 1659      | Pair von Frankreich |
| 3. Verleihung 31. Dezember 1619 Église des Grands-Augustins (Paris) | Charles d’Albert, duc de Luynes | 1578     | 1621      | Pair von Frankreich, Großfalkner von Frankreich, Gouverneur von Picardie, Connétable von Frankreich                                                                   |
| 3. Verleihung 31. Dezember 1619 Église des Grands-Augustins (Paris) | Honoré d’Albert, Duc de Chaulnes                                                                                                   | 1581     | 1649      | Pair von Frankreich, Marschall von Frankreich, Gouverneur von Picardie                                                                                                |
| 3. Verleihung 31. Dezember 1619 Église des Grands-Augustins (Paris) | Louis VIII. de Rohan, Comte de Rochefort                                                                                           | 1598     | 1667      | später Prince de Guéméné, 1654 3. Duc de Montbazon, Pair von Frankreich, Großjägermeister von Frankreich                                                              |
| 3. Verleihung 31. Dezember 1619 Église des Grands-Augustins (Paris) | Joachim de Bellengreville, Seigneur de Neuville-Gambetz, de Bomicourt etc.                                                         |          | 1621      | 1604 Prévôt de l’hôtel du Roi et grande prévôté de France. |
| 3. Verleihung 31. Dezember 1619 Église des Grands-Augustins (Paris) | Martin du Bellay, Prince d’Ivetot, Marquis de Thouarcé, etc.                                                                       | 1570     | 1637      | Generalleutnant in der Normandie, dann im Anjou, Capitaine de cinquante hommes d’armes des Ordonnances, Maréchal des camps et armées du Roi.                          |
| 3. Verleihung 31. Dezember 1619 Église des Grands-Augustins (Paris) | Charles I. de Blanchefort, marquis de Créquy, Prince de Poix, Comte de Sault                                                       | 1578     | 1638      | 1626 Duc de Lesdiguières, Pair von Frankreich, Marschall von Frankreich                                                                                               |
| 3. Verleihung 31. Dezember 1619 Église des Grands-Augustins (Paris) | Gilbert Filhet, Seigneur de la Curée et de la Roche-Turpin                                                                         | 1556     | 1633      | Capitaine de cinquante hommes d’armes, Maréchal des camps et armées du Roi.                                                                                           |
| 3. Verleihung 31. Dezember 1619 Église des Grands-Augustins (Paris) | Philippe de Béthune, Comte de Charost                                                                                              | 1566     | 1649      | Bailli de Mantes et de Meulant, Botschafter in Italien, Deutschland und England, jüngerer Bruder von Maximilien de Béthune, duc de Sully (Haus Béthune)               |
| 3. Verleihung 31. Dezember 1619 Église des Grands-Augustins (Paris) | Charles de Coligny, Marquis d’Andelot                                                                                              | 1564     | 1632      | Generalleutnant im Gouvernement Champagne. |
| 3. Verleihung 31. Dezember 1619 Église des Grands-Augustins (Paris) | Jean-François de La Guiche, Seigneur de Saint-Géran, Comte de la Palisse                                                           | 1570     | 1632      | Gouverneur des Bourbonnais, später Marschall von Frankreich |
| 3. Verleihung 31. Dezember 1619 Église des Grands-Augustins (Paris) | René du Bec, Marquis de Vardes et de la Bosse                                                                                      |          |           | Staatsrat, Capitaine de cinquante hommes d’armes, Gouverneur der Thiérache.                                                                                           |
| 3. Verleihung 31. Dezember 1619 Église des Grands-Augustins (Paris) | Antoine-Arnaud de Pardaillan, Seigneur de Gondrin et d’Antin, Marquis de Montespan                                                 | 1562     | 1624      | Capitaine des Gardes du corps du Roi, Feldmarschall und Generalleutnant in der Province Guyenne, Sohn von Hector de Pardaillan                                        |
| 3. Verleihung 31. Dezember 1619 Église des Grands-Augustins (Paris) | Henri de Schomberg, Comte de Nanteuil                                                                                              | 1575     | 1632      | Surintendant des Finances, Gouverneur von Haute und Basse Marche und des Limousin, Marschall von Frankreich                                                           |
| 3. Verleihung 31. Dezember 1619 Église des Grands-Augustins (Paris) | François de Bassompierre | 1579     | 1646      | Generaloberst der Schweizer, dann Marschall von Frankreich, Sohn von Christophe de Bassompierre                                                                       |
| 3. Verleihung 31. Dezember 1619 Église des Grands-Augustins (Paris) | Henri de Bourdeille, Vicomte de Bourdeille, Marquis, d’Archiac                                                                     |          | 1641      | Capitaine de cent hommes d’armes, Seneschall und Gouverneur von Périgord                                                                                              |
| 3. Verleihung 31. Dezember 1619 Église des Grands-Augustins (Paris) | Jean-Baptiste d’Ornano, Comte de Montlaur                                                                                          | 1581     | 1626      | Generaloberst der Korsen, Generalleutnant en Normandie, dann Marschall von Frankreich, Sohn von Alphonse d’Ornano                                                     |
| 3. Verleihung 31. Dezember 1619 Église des Grands-Augustins (Paris) | Timoléon d’Espinay, Seigneur de Saint-Luc, Comte d’Estelan                                                                         | 1580     | 1644      | Gouverneur von Brouage, Generalleutnant in Guyenne, dann Marschall von Frankreich                                                                                     |
| 3. Verleihung 31. Dezember 1619 Église des Grands-Augustins (Paris) | Henri de Bauffremont, Marquis de Sénecey                                                                                           |          | 1622      | Gouverneur von Auxonne |
| 3. Verleihung 31. Dezember 1619 Église des Grands-Augustins (Paris) | René Potier, Comte de Tresmes | um 1579  | 1670      | 1648 Duc de Tresmes, Pair von Frankreich, Capitaine des Gardes du corps du Roi, Generalleutnant im Gouvernement Champagne                                             |
| 3. Verleihung 31. Dezember 1619 Église des Grands-Augustins (Paris) | Philippe-Emmanuel de Gondi, Comte de Joigny                                                                                        |          | 1662      | Galeerengeneral |
| 3. Verleihung 31. Dezember 1619 Église des Grands-Augustins (Paris) | Charles II. d’Angennes, Marquis de Rambouillet, Vidame du Mans, Seigneur d’Arquenay, etc., Espagne.                                | 1577     | 1652      | Capitaine des Cent gentilshommes de la maison du Roi, Sohn von Nicolas d’Angennes                                                                                     |
| 3. Verleihung 31. Dezember 1619 Église des Grands-Augustins (Paris) | Louis II. de Crévant, Vicomte de Brigueil, Marquis d’Humières                                                                      | 1565     | 1648      | Capitaine des Cent gentilshommes de la maison du Roi et Gouverneur von Compiègne                                                                                      |
| 3. Verleihung 31. Dezember 1619 Église des Grands-Augustins (Paris) | Bertrand de Vignolles, dit de la Hire, Baron de Vignolles, Seigneur de Casaubon et Preschat                                        | 1566     | 1636      | Generalleutnant en Champagne, Premier maréchal des camps et armées du Roi, Gouverneur von Sainte-Ménéhould                                                            |
| 3. Verleihung 31. Dezember 1619 Église des Grands-Augustins (Paris) | Antoine II. de Gramont, Souverain de Bidache, Comte de Guiche et de Louvignières, dann Duc de Gramont                              | um 1572  | 1644      | Vizekönig von Navarra und Béarn, Gouverneur von Bayonne, Vater von Antoine III. de Gramont                                                                            |
| 3. Verleihung 31. Dezember 1619 Église des Grands-Augustins (Paris) | François Nompar de Caumont, Comte de Lauzun                                                                                        |          | nach 1622 | Staatsrat, Capitaine de cinquante hommes d’armes, Sohn von Gabriel Nompar I.                                                                                          |
| 3. Verleihung 31. Dezember 1619 Église des Grands-Augustins (Paris) | Melchior Mitte, Comte de Miolans, Marquis de Saint-Chaumont et de Montpezal, Seigneur de Chevrières                                | 1586     | 1649      | Staatsminister, Generalleutnant des armées du Roi, Generalleutnant im Gouvernement Provence, Botschafter in Rom                                                       |
| 3. Verleihung 31. Dezember 1619 Église des Grands-Augustins (Paris) | Léonor de la Magdeleine, Marquis de Ragny,.                                                                                        |          | 1628      | Lieutenant pour le Roi au comté de Charollais |
| 3. Verleihung 31. Dezember 1619 Église des Grands-Augustins (Paris) | Jean de Varignies, seigneur de Blainville                                                                                          |          | 1628      | Maître de la garde-robe du Roi |
| 3. Verleihung 31. Dezember 1619 Église des Grands-Augustins (Paris) | Léon d’Albert, Seigneur de Brantes                                                                                                 | 1582     | 1630      | Kapitänleutnant der Chevau-légers de la garde, Gouverneur von Blaye, dann Duc de Luxembourg (uxor nomine) und Pair von Frankreich                                     |
| 3. Verleihung 31. Dezember 1619 Église des Grands-Augustins (Paris) | Nicolas de Brichanteau, Marquis de Nangis                                                                                          |          | 1654      | Staatsrat, Capitaine de cinquante hommes d’armes |
| 3. Verleihung 31. Dezember 1619 Église des Grands-Augustins (Paris) | Charles de Vivonne, Baron de la Chasteigneraye                                                                                     | 1598     |           | Gouverneur von Parthenay |
| 3. Verleihung 31. Dezember 1619 Église des Grands-Augustins (Paris) | André de Cochefilet, Comte de Vauvineux, Baron de Vaucelas                                                                         |          | 1661      | Botschafter in Spanien |
| 3. Verleihung 31. Dezember 1619 Église des Grands-Augustins (Paris) | Gaspard Dauvet, Seigneur des Marêts                                                                                                |          | 1632      | Staatsrat, Gouverneur von Beauvais und Beauvaisis, Botschafter in England                                                                                             |
| 3. Verleihung 31. Dezember 1619 Église des Grands-Augustins (Paris) | Lancelot, Seigneur de Vassé, Baron de la Roche-Mabile, Seigneur d’Esquilly                                                         |          | 1628      | Staatsrat |
| 3. Verleihung 31. Dezember 1619 Église des Grands-Augustins (Paris) | Charles, Sire de Rambures |          |           | Feldmarschall, Gouverneur von Doullens |
| 3. Verleihung 31. Dezember 1619 Église des Grands-Augustins (Paris) | Antoine de Buade, Seigneur de Frontenac, Baron de Palluau                                                                          |          |           | Capitaine du château de Saint-Germain-en-Laye, Premier maître d’hôtel du Roi                                                                                          |
| 3. Verleihung 31. Dezember 1619 Église des Grands-Augustins (Paris) | Nicolas de L’Hospital, Marquis und dann Duc de Vitry                                                                               | um 1582  | 1644      | 1617 Marschall von Frankreich, Gouverneur von Brie |
| 3. Verleihung 31. Dezember 1619 Église des Grands-Augustins (Paris) | Jean (II.) de Souvré, Marquis de Courtenvaux                                                                                       | 1585     | 1656      | Staatsrat, Premier gentilhomme de la Chambre du Roi, Gouverneur von Touraine                                                                                          |
| 3. Verleihung 31. Dezember 1619 Église des Grands-Augustins (Paris) | François de L’Hospital, Seigneur du Hallier, Comte de Rosnay,                                                                      | 1583     | 1660      | Capitaine des Gardes du corps du Roi, dann Marschall von Frankreich und Staatsminister                                                                                |
| 3. Verleihung 31. Dezember 1619 Église des Grands-Augustins (Paris) | Louis de la Marck, Marquis de Mauny                                                                                                |          | 1626      | Erster Stallmeister der Königin Anne d’Autriche, Sohn von Charles Robert de la Marck                                                                                  |
| 3. Verleihung 31. Dezember 1619 Église des Grands-Augustins (Paris) | Charles I. de La Vieuville, Marquis dann Duc de la Vieuville                                                                       | 1582     | 1653      | Capitaine des Gardes du corps du Roi, Surintendant des Finances, Großfalkner von Frankreich                                                                           |
| 3. Verleihung 31. Dezember 1619 Église des Grands-Augustins (Paris) | Louis d’Aloigny, Marquis de Rochefort, Baron de Craon                                                                              |          | 1657      | Bailli des Berry |
| 3. Verleihung 31. Dezember 1619 Église des Grands-Augustins (Paris) | César-Auguste de Saint-Lary, Baron de Termes                                                                                       |          | 1621      | Großstallmeister von Frankreich |
| 3. Verleihung 31. Dezember 1619 Église des Grands-Augustins (Paris) | Alexandre de Rohan, Marquis de Marigny                                                                                             | 1578     | 1638      | Capitaine de cent hommes d’armes |
| 3. Verleihung 31. Dezember 1619 Église des Grands-Augustins (Paris) | François de Silly, Comte de la Rocheguyon                                                                                          | 1586     | 1628      | 1621 Duc de la Rocheguyon, Grand louvetier de France, Sohn von Henri de Silly                                                                                         |
| 3. Verleihung 31. Dezember 1619 Église des Grands-Augustins (Paris) | Antoine-Hercule de Budos, Marquis de Portes                                                                                        |          | 1629      | Vizeadmiral von Frankreich |
| 3. Verleihung 31. Dezember 1619 Église des Grands-Augustins (Paris) | François V. de La Rochefoucauld, Comte de La Rochefoucauld, 4. Prince de Marsillac                                                 | 1588     | 1650      | 1622 Duc de La Rochefoucauld, Gouverneur des Poitou, Vater von François VI., Duc de La Rochefoucauld                                                                  |
| 3. Verleihung 31. Dezember 1619 Église des Grands-Augustins (Paris) | Jacques d’Etampes, Seigneur de Valençay                                                                                            | 1579     | 1639      | Grand maréchal des logis de la maison du Roi, dann Gouverneur von Calais                                                                                              |
| 3. Verleihung 31. Dezember 1619 Église des Grands-Augustins (Paris) | Henri II. d’Albret, baron de Miossens                                                                                              |          |           | Maitre de camp de mille hommes de pied entretenus pour le Roi au pays de Bigorre                                                                                      |
| 4. Verleihung 26. Juli 1622 Grenoble, Kathedrale                    | François de Bonne, duc de Lesdiguières                                                                                             | 1543     | 1626      | Pair von Frankreich, Connétable von Frankreich, Gouverneur und Generalleutnant der Dauphiné                                                                           |
| 5. Verleihung 28. Juni 1625 London, Somerset House                  | Antoine Coëffier, genannt Ruzé, Marquis d’Effiat et de Longjumeau, Baron de Massy et de Beaulieu                                   | 1581     | nach 1632 | Gouverneur des Bourbonnais und der Auvergne, Surintendant des Finances, dann Marschall von Frankreich                                                                 |
| 6. Verleihung 24. März 1632                                         | Alphonse-Louis du Plessis de Richelieu, Kardinal, Erzbischof von Lyon                                                              | 1582     | 1653      | Großalmosenier von Frankreich, der ältere Bruder des Kardinals Richelieu                                                                                              |
| 7. Verleihung 14. Mai 1633 Fontainebleau                            | Armand-Jean du Plessis, duc de Richelieu, Kardinal                                                                                 | 1585     | 1642      | Pair von Frankreich, Großmeister von Frankreich, Generalsuperintendent der Schifffahrt und des Handels, Gouverneur von Bretagne, Bruder von Alphonse Louis du Plessis |
| 7. Verleihung 14. Mai 1633 Fontainebleau                            | Louis de Nogaret de La Valette d’Épernon, Erzbischof von Toulouse, Kardinal                                                        | 1593     | 1639      | genannt „le cardinal de la Valette“, Bruder von Bernard de Nogaret |
| 7. Verleihung 14. Mai 1633 Fontainebleau                            | Claude de Rebé, Erzbischof von Narbonne, Baron d’Arcque                                                                            | 1585     | 1659      | |
| 7. Verleihung 14. Mai 1633 Fontainebleau                            | Jean-François de Gondi, erster Erzbischof von Paris                                                                                | 1584     | 1654      | Maître de la chapelle du Roi, |
| 7. Verleihung 14. Mai 1633 Fontainebleau                            | Henri d’Escoubleau de Sourdis, Erzbischof von Bordeaux                                                                             | 1593     | 1645      | Sohn von François d’Escoubleau (siehe oben) |
| 7. Verleihung 14. Mai 1633 Fontainebleau                            | Henri II. d’Orléans, Duc de Longueville                                                                                            | 1595     | 1663      | Gouverneur der Normandie |
| 7. Verleihung 14. Mai 1633 Fontainebleau                            | Henri de Lorraine, comte d’Harcourt                                                                                                | 1601     | 1666      | Großstallmeister von Frankreich |
| 7. Verleihung 14. Mai 1633 Fontainebleau                            | Louis Emmanuel de Valois, Comte d’Alais                                                                                            | 1596     | 1653      | 1650 Duc d’Angoulême, dann Gouverneur von Provence |
| 7. Verleihung 14. Mai 1633 Fontainebleau                            | Henri de La Trémoïlle, 2. Duc de Thouars                                                                                           | 1598     | 1674      | Pair von Frankreich |
| 7. Verleihung 14. Mai 1633 Fontainebleau                            | Charles de Lévis, 4. Duc de Ventadour                                                                                              | 1600     | 1649      | Pair von Frankreich, Generalleutnant im Languedoc, Gouverneur des Limousin, Sohn von Anne de Lévis, 2. Herzog                                                         |
| 7. Verleihung 14. Mai 1633 Fontainebleau                            | Henri de Nogaret de La Valette, genannt de Foix, Duc de Foix-Candale                                                               | 1591     | 1639      | Pair von Frankreich, Sohn von Jean Louis de Nogaret de La Valette |
| 7. Verleihung 14. Mai 1633 Fontainebleau                            | Charles de Schomberg, Duc de Halluin                                                                                               | 1601     | 1656      | Colonel général des Reîtres, Marschall der deutschen Truppen, Gouverneur des Languedoc, Pair von Frankreich, Marschall von Frankreich                                 |
| 7. Verleihung 14. Mai 1633 Fontainebleau                            | François de Cossé, 2. Duc de Brissac                                                                                               | um 1585  | 1651      | Pair von Frankreich, Grand panetier de France, Sohn von Charles II., 1. Duc de Brissac                                                                                |
| 7. Verleihung 14. Mai 1633 Fontainebleau                            | Bernard de Nogaret de La Valette, Duc de la Valette et d’Epernon                                                                   | 1592     | 1661      | Colonel-général der französischen Infanterie, Gouverneur von Metz, Sohn von Jean Louis de Nogaret de La Valette                                                       |
| 7. Verleihung 14. Mai 1633 Fontainebleau                            | Charles-Henri, Comte de Clermont et de Tonnerre, Marquis de Crusy                                                                  | 1571     | 1640      | Premier baron et connétable héréditaire de Dauphiné, Staatsrat, Capitaine de cent hommes d’armes                                                                      |
| 7. Verleihung 14. Mai 1633 Fontainebleau                            | François-Annibal d’Estrées, Marquis de Cœuvres                                                                                     | um 1573  | 1670      | Marschall von Frankreich, dann Duc d’Estrées und Pair von Frankreich, Sohn von Antoine IV. d’Estrées                                                                  |
| 7. Verleihung 14. Mai 1633 Fontainebleau                            | Jean de Nettancourt, Comte de Vaubecourt, Baron d’Orne et de Choiseul                                                              |          | 1642      | Staatsrat, Maréchal des camps et armées du Roi, Gouverneur von Châlons.                                                                                               |
| 7. Verleihung 14. Mai 1633 Fontainebleau                            | Henri I., Marquis de la Ferté-Sennetaire (Saint-Nectaire)                                                                          | 1574     | 1662      | Botschafter in England und Rom, Staatsminister |
| 7. Verleihung 14. Mai 1633 Fontainebleau                            | Philibert, Vicomte de Pompadour |          | 1634      | Generalleutnant im Limousin |
| 7. Verleihung 14. Mai 1633 Fontainebleau                            | René aux Epaules, genannt de Laval, Marquis de Néelle                                                                              | 1575     | 1650      | Feldmarschall |
| 7. Verleihung 14. Mai 1633 Fontainebleau                            | Guillaume de Simiane, Marquis de Gordes                                                                                            |          | 1642      | Capitaine des Gardes du corps du Roi |
| 7. Verleihung 14. Mai 1633 Fontainebleau                            | Charles de Lannoy, Comte de Lannoy                                                                                                 |          | 1649      | Premier maître d’hôtel du Roi, Gouverneur von Montreuil, |
| 7. Verleihung 14. Mai 1633 Fontainebleau                            | François de Nagu, Marquis de Varennes                                                                                              |          | 1637      | Gouverneur von Aigues-Mortes |
| 7. Verleihung 14. Mai 1633 Fontainebleau                            | Urbain de Maillé, Marquis de Brézé                                                                                                 | 1598     | 1650      | Marschall von Frankreich, Gouverneur von Calais et de Saumur, Urenkel von Artus de Maillé                                                                             |
| 7. Verleihung 14. Mai 1633 Fontainebleau                            | Jean de Gallard, de Béarn, Comte de Brassac                                                                                        |          |           | Gouverneur von Saintonge |
| 7. Verleihung 14. Mai 1633 Fontainebleau                            | François II. de Noailles, Comte d’Ayen                                                                                             |          | 1645      | Staatsrat, Capitaine de cent hommes d’armes des Ordonnances, Maréchal des camps et armées du Roi, Generalleutnant in der Auvergne, Sohn von Henri de Noailles         |
| 7. Verleihung 14. Mai 1633 Fontainebleau                            | Bernard de Baylens, Baron de Poyanne                                                                                               |          | 1646      | Generalleutnant im Béarn |
| 7. Verleihung 14. Mai 1633 Fontainebleau                            | Gabriel de la Vallée-Fossés, Marquis d’Everly                                                                                      |          | 1636      | Feldmarschall, Gouverneur von Lothringen und der Städte Montpellier und Verdun.                                                                                       |
| 7. Verleihung 14. Mai 1633 Fontainebleau                            | Charles de Livron, Marquis de Bourbonne                                                                                            |          |           | Generalleutnant in der Champagne, Feldmarschall |
| 7. Verleihung 14. Mai 1633 Fontainebleau                            | Gaspard-Armand, Vicomte de Polignac, Marquis de Chalançon                                                                          |          | 1659      | Gouverneur von Le Puy-en-Velay |
| 7. Verleihung 14. Mai 1633 Fontainebleau                            | Louis, Vicomte d’Arpajon, Marquis de Séverac                                                                                       | vor 1601 | 1679      | Lieutenant général des armées du roi, 1650 Duc d’Arpajon |
| 7. Verleihung 14. Mai 1633 Fontainebleau                            | Charles d’Escoubleau, Marquis de Sourdis et d’Alluye                                                                               | 1588     | 1666      | Staatsrat, Maréchal des camps et armées du Roi, Gouverneur von Orléans.                                                                                               |
| 7. Verleihung 14. Mai 1633 Fontainebleau                            | François de Bonne de Créquy, Comte de Sault,                                                                                       | 1600     | 1677      | dann Duc de Lesdiguières, Pair von Frankreich, Gouverneur der Dauphiné, Sohn von Charles de Blanchefort                                                               |
| 7. Verleihung 14. Mai 1633 Fontainebleau                            | François de Béthune, Comte d'Orval                                                                                                 | 1599     | 1678      | 1652 Duc de Béthune-Orval, Erster Stallmeister der Königin Anne d’Autriche (Haus Béthune)                                                                             |
| 7. Verleihung 14. Mai 1633 Fontainebleau                            | Claude de Rouvroy | 1607     | 1693      | Pair von Frankreich, Grand louvetier de France, dann Duc de Saint-Simon                                                                                               |
| 7. Verleihung 14. Mai 1633 Fontainebleau                            | Charles du Cambout, Baron de Pont-Château et de la Roche-Bernard, Marquis de Coislin                                               |          | 1648      | Gouverneur von Brest, Generalleutnant in der Basse-Bretagne |
| 7. Verleihung 14. Mai 1633 Fontainebleau                            | François II. de Vignerot, Marquis du Pont-de-Courlai                                                                               | 1610     | 1646      | Gouverneur du Havre de Grâce, dann Général des galères de France |
| 7. Verleihung 14. Mai 1633 Fontainebleau                            | Charles de La Porte, Marquis de la Meilleraye                                                                                      | 1602     | 1664      | später Duc de la Meilleraye, Pair von Frankreich, Großmeister der Artillerie von Frankreich, Marschall von Frankreich                                                 |
| 7. Verleihung 14. Mai 1633 Fontainebleau                            | Gabriel de Rochechouart de Mortemart, Marquis de Mortemart                                                                         | 1601     | 1675      | 1650 1. Duc de Mortemart, Pair von Frankreich, Gouverneur von Paris, Enkel von René de Rochechouart (siehe oben),                                                     |
| 7. Verleihung 14. Mai 1633 Fontainebleau                            | Antoine d’Aumont de Rochebaron, Seigneur de Villequier                                                                             | 1601     | 1669      | Neffe von Antoine d’Aumont, Marquis de Nolay, 1665 Duc d’Aumont und Pair von Frankreich, 1651 Marschall von Frankreich                                                |
| 7. Verleihung 14. Mai 1633 Fontainebleau                            | Just-Henri, Comte de Tournon et de Roussillon                                                                                      |          | 1643      | Seneschall der Auvergne, Feldmarschall |
| 7. Verleihung 14. Mai 1633 Fontainebleau                            | Louis de Mouy, Seigneur de la Meilleraye                                                                                           |          | 1637      | Generalleutnant im Gouvernement Normandie |
| 7. Verleihung 14. Mai 1633 Fontainebleau                            | Charles Damas, Comte de Thianges,                                                                                                  |          | 1638      | Feldmarschall, Generalleutnant des Bresse und des Charollois |
| 7. Verleihung 14. Mai 1633 Fontainebleau                            | Hector de Gelas de Voisins, Marquis de Leheron et d’Ambres, Vicomte de Lautrec                                                     | 1592     | 1645      | Seneschall und Gouverneur des Lauraguais |
| 7. Verleihung 14. Mai 1633 Fontainebleau                            | Henri de Baudéan, Comte de Parabère, Marquis de la Mothe-Sainte-Heraye, Vicomte de Pardaillan, Seigneur de Castelnau, etc.         | 1594     | 1653      | Staatsrat, Gouverneur des Haut und Bas-Poitou. |
| 7. Verleihung 14. Mai 1633 Fontainebleau                            | Jean de Monchy, Marquis de Montcavrel                                                                                              | 1577     | 1638      | Gouverneur von Ardres und Etampes |
| 7. Verleihung 14. Mai 1633 Fontainebleau                            | Roger du Plessis, Seigneur de Liancourt, Marquis de Guercheville, Comte de la Rocheguyon, Sohn von Charles du Plessis (siehe oben) | 1598     | 1674      | 1643 Duc de Liancourt und Pair von Frankreich |
| 7. Verleihung 14. Mai 1633 Fontainebleau                            | Charles de Rouvroy de Saint-Simon, genannt „le marquis de Saint-Simon“, Seigneur du Plessis et de Pont-Sainte-Maixence,            | 1602     | 1690      | Colonel du régiment de Navarre, Lieutenant général des armées du Roi, Gouverneur von Senlis.                                                                          |
| 8. Verleihung 22. Mai 1642 im Feldlager vor Perpignan               | Honoré II. Grimaldi, Prince de Monaco, 1. Duc de Valentinois                                                                       | 1597     | 1662      | Pair von Frankreich |

### Ernannte, aber nicht aufgenommene Ritter und Kommandeure
| Ernennung | Name                                                       | Geboren | Gestorben | Bemerkungen                                                              |
| --------- | ---------------------------------------------------------- | ------- | --------- | ------------------------------------------------------------------------ |
| 1611      | François de Monceaux d’Auxi, Baron de Mérigny,             |         |           | Vizeadmiral der Normandie.                                               |
| 1611      | François Damas, Seigneur de Thianges                       |         |           |                                                                          |
| 1611      | Christophe de Harlay, Comte de Beaumont                    |         |           | Botschafter in England                                                   |
| 1611      | Pierre de Harcourt, Marquis de Beuvron                     | 1550    | 1627      |                                                                          |
| 1612      | François d’Esparbès de Lussan, Marquis d’Aubeterre         |         | 1628      | Marschall von Frankreich                                                 |
| 1612      | Isaac de La Rochefoucauld, Baron de Montendre              |         | 1612      | [ 13 ]                                                                   |
| 1613      | Armand-Léon de Durfort, Seigneur de Born                   |         | nach 1616 | Generalleutnant der Artillerie von Frankreich, Sohn von Jean de Durfort, |
| 1614      | Antoine d’Authun, Seigneur de la Baume                     |         |           | Seneschall der Stadt Lyon.                                               |
| 1614      | Charles Comte d’Escars, Baron d’Aix.                       |         |           |                                                                          |
| 1615      | Louis de Montbron, Seigneur de Fontaines et de Chalandray. |         |           |                                                                          |
| 1615      | César de Dizimieu                                          |         |           | Gouverneur von Stadt und Burg Vienne                                     |
| 1615      | Étienne de Bonne, Vicomte de Tallard                       |         |           |                                                                          |
| 1616      | Léon de Durfort                                            |         |           | wohl ein Sohn von Armand Léon de Durfort († 1616, siehe oben)            |
| 1616      | Louis Gouffier, Duc de Roannais                            | 1575    | 1642      | Pair de France                                                           |
| 1618      | Emmanuel de Savoie, Baron de Pressigny                     |         |           | Seneschall und Gouverneur von Land und Herzogtum Châtellerault           |
| 1618      | Henri des Prez, Marquis de Montpezat.                      |         | 1619      |                                                                          |
| 1618      | Charles de Balzac, Bischof von Noyon                       |         | 1625      | Pair von Frankreich                                                      |
| 1618      | Claude de Joyeuse, Comte de Grandpré                       |         |           | [ 14 ]                                                                   |
| 1619      | Alexandre de Vieuxpont, Marquis de Coëmur                  |         |           | Vizeadmiral der Bretagne                                                 |
| 1619      | André d’Oraison                                            |         |           |                                                                          |
| 1619      | Jacques de Castille, Baron de Castelnau                    |         |           |                                                                          |
| 1619      | Claude-François de la Baume, 9. Comte de Montrevel.        | 1584    | 1621      | 1621 Marschall von Frankreich,                                           |
| 1619      | Henri de Balzac, seigneur de Clermont d’Entragues          |         |           |                                                                          |
| 1619      | Edme de Rochefort, Marquis de la Boullaye                  |         |           | Generalleutnant im Nivernois                                             |
| 1621      | Jacques du Blé, Marquis d’Uxelles                          |         |           |                                                                          |
| 1625      | François de Savary, Marquis de Maulevrier                  | 1560    | 1628      | Botschafter in Rom und Konstantinopel                                    |
| 1625      | François de l’Aubespine, baron d’Hauterive                 |         |           |                                                                          |
| 1626      | Adrien de Montluc-Montesquiou, Prince de Chabanais         | 1571    | 1646      | Generalleutnant von Foix                                                 |
| 1629      | César de Balzac d’Entragues, Seigneur de Gré               |         |           |                                                                          |
| 1629      | Jean-Louis de Rochechouart, Seigneur de Chandenier         | 1582    | 1635      | [ 16 ]                                                                   |
| 1629      | Louis de Marillac, Comte de Beaumont-le-Roger              |         |           | Marschall von Frankreich                                                 |
| 1633      | Emmanuel-Philibert de la Beraudière.                       |         |           |                                                                          |
| 1633      | Jean de Saint-Bonnet, Marquis de Thoiras                   | 1585    | 1636      | Marschall von Frankreich                                                 |
| 1633      | Charles II. de Lévis, 3. Comte de Charlus                  |         | 1662      | [ 17 ]                                                                   |
| 1633      | Enzo, Marchese di Bentivoglio.                             |         |           |                                                                          |
| 1633      | Georges de Brancas, Duc de Villars                         | 1568    | 1657      | Pair von Frankreich                                                      |

## 1643–1715: König LudwigXIV.
Ludwig XIV., vierter Souverän des Ordens, erhält die Ordenskette am 8. Juni 1654, dem Vorabend seiner Krönung.
| Aufnahme                                              | Name | Geboren   | Gestorben | Bemerkungen |
| ----------------------------------------------------- | --- | --------- | --------- | --- |
| 1. Verleihung 28. April 1653 Paris                    | Antonio Barberini, Kardinal, Erzbischof von Reims                                                       | 1607      | 1671      | |
| 2. Verleihung 8. Juni 1654 Reims                      | Philippe de Bourbon, Duc d’Anjou                                                                        | 1640      | 1701      | 1661 Duc d’Orléans |
| 3. Verleihung 31. Dezember 1661 Paris                 | Camille de Neufville de Villeroy, Erzbischof von Lyon                                                   | 1606      | 1693      | Sohn von Charles de Neufville |
| 3. Verleihung 31. Dezember 1661 Paris                 | François Adhémar de Monteil de Grignan, Erzbischof von Arles                                            | 1603      | 1689      | |
| 3. Verleihung 31. Dezember 1661 Paris                 | Georges d’Aubusson de La Feuillade, Bischof von Metz, Erzbischof von Embrun                             | 1609      | 1697      | |
| 3. Verleihung 31. Dezember 1661 Paris                 | François Harlay de Champvallon, Erzbischof von Rouen, später Erzbischof von Paris                       | 1625      | 1695      | Pair von Frankreich, 1670 Erzbischof von Paris                                                                                    |
| 3. Verleihung 31. Dezember 1661 Paris                 | Léonor de Matignon, Bischof von Lisieux                                                                 | 1604      | 1680      | |
| 3. Verleihung 31. Dezember 1661 Paris                 | Gaspard de Daillon du Lude, Bischof von Albi                                                            | 1603      | 1676      | Enkel von Gui de Daillon |
| 3. Verleihung 31. Dezember 1661 Paris                 | Henri de La Mothe-Houdancourt, Bischof von Rennes, später Erzbischof von Auch                           | 1612      | 1684      | |
| 3. Verleihung 31. Dezember 1661 Paris                 | Philippe-Emmanuel de Beaumanoir de Lavardin, Bischof von Le Mans                                        | 1617      | 1671      | |
| 3. Verleihung 31. Dezember 1661 Paris                 | Louis II. de Bourbon, prince de Condé                                                                   | 1621      | 1686      | Premier Pair von Frankreich, duc d’Enghien                                                                                        |
| 3. Verleihung 31. Dezember 1661 Paris                 | Henri III. Jules de Bourbon, prince de Condé, duc d’Enghien                                             | 1643      | 1709      | Pair von Frankreich, Großmeister von Frankreich                                                                                   |
| 3. Verleihung 31. Dezember 1661 Paris                 | Armand de Bourbon, prince de Conti                                                                      | 1629      | 1666      | Gouverneur des Languedoc |
| 3. Verleihung 31. Dezember 1661 Paris                 | Henri de Bourbon, duc de Verneuil                                                                       | 1601      | 1682      | Pair von Frankreich |
| 3. Verleihung 31. Dezember 1661 Paris                 | Louis II. Duc de Vendôme et de Mercoeur                                                                 | 1612      | 1669      | Pair von Frankreich, Gouverneur von Provence, später Kardinal und päpstlicher Legat in Frankreich                                 |
| 3. Verleihung 31. Dezember 1661 Paris                 | François de Vendôme, 2. Duc de Beaufort                                                                 | 1616      | 1669      | Pair von Frankreich, Großmeister von Frankreich, Surintendant de la navigation et du commerce de France.                          |
| 3. Verleihung 31. Dezember 1661 Paris                 | François de Crussol, 4. Duc d’Uzès                                                                      | 1604      | 1680      | Pair von Frankreich |
| 3. Verleihung 31. Dezember 1661 Paris                 | Louis Charles d’Albert de Luynes, 2. Duc de Luynes,                                                     | 1620      | 1699      | Pair von Frankreich und Großfalkner von Frankreich                                                                                |
| 3. Verleihung 31. Dezember 1661 Paris                 | Charles d’Albert d’Ailly, Duc de Chaulnes                                                               | 1625      | 1698      | Pair von Frankreich, Gouverneur von Bretagne                                                                                      |
| 3. Verleihung 31. Dezember 1661 Paris                 | François VI., Duc de la Rochefoucauld                                                                   | 1613      | 1680      | Pair von Frankreich und Gouverneur des Poitou, Sohn von François V. de La Rochefoucauld                                           |
| 3. Verleihung 31. Dezember 1661 Paris                 | Pierre de Gondi, Duc de Retz                                                                            | um 1602   | 1676      | Pair von Frankreich und General der Galeeren                                                                                      |
| 3. Verleihung 31. Dezember 1661 Paris                 | Antoine III. Agénor de Gramont-Toulongeon, 2. Duc de Gramont,                                           | 1604      | 1678      | Pair von Frankreich und Marschall von Frankreich                                                                                  |
| 3. Verleihung 31. Dezember 1661 Paris                 | César de Choiseul du Plessis-Praslin, Duc de Choiseul, Comte du Plessis-Praslin                         | 1598      | 1675      | Pair von Frankreich und Marschall von Frankreich                                                                                  |
| 3. Verleihung 31. Dezember 1661 Paris                 | Nicolas de Neufville, duc de Villeroy                                                                   | 1598      | 1685      | Pair von Frankreich und Marschall von Frankreich, Sohn von Charles de Neufville                                                   |
| 3. Verleihung 31. Dezember 1661 Paris                 | Charles III. de Blanchefort, Prince de Poix,                                                            | 1623      | 1687      | Pair von Frankreich, Gouverneur von Paris, später Duc de Poix (genannt Duc de Créquy)                                             |
| 3. Verleihung 31. Dezember 1661 Paris                 | Jacques d’Estampes, Marquis de la Ferté-Imbault et de Mauny                                             | 1590      | 1668      | Marschall von Frankreich |
| 3. Verleihung 31. Dezember 1661 Paris                 | Henri II. de La Ferté-Senneterre                                                                        | 1599      | 1681      | 1665 Duc de la Ferté-Senneterre, Pair von Frankreich, 1651 Marschall von Frankreich, Gouverneur von Lothringen, Sohn von Henri I. |
| 3. Verleihung 31. Dezember 1661 Paris                 | Philippe de Montaut, Duc de Navailles                                                                   | um 1619   | 1684      | Marschall von Frankreich |
| 3. Verleihung 31. Dezember 1661 Paris                 | Jacques Rouxel, Comte de Grancey                                                                        | 1603      | 1680      | Marschall von Frankreich |
| 3. Verleihung 31. Dezember 1661 Paris                 | Gaston-Jean-Baptiste de Roquelaure, Duc de Roquelaure                                                   | 1615      | 1683      | Gouverneur von Guyenne, Vater von Antoine Gaston de Roquelaure                                                                    |
| 3. Verleihung 31. Dezember 1661 Paris                 | Philippe-Jules Mancini, Herzog von Nevers,                                                              | 1641      | 1707      | Gouverneur des Nivernois und des Pays d’Aunis.                                                                                    |
| 3. Verleihung 31. Dezember 1661 Paris                 | Giulio Cesarini, Duca di Cittanova                                                                      |           | 1665      | Er erhielt die Ordenskette erst 1662 in Rom                                                                                       |
| 3. Verleihung 31. Dezember 1661 Paris                 | François Honorat de Beauvilliers, Duc de Saint-Aignan                                                   | um 1608   | 1687      | Pair von Frankreich, Premier gentilhomme de la Chambre du Roi                                                                     |
| 3. Verleihung 31. Dezember 1661 Paris                 | Henri de Daillon, Comte du Lude                                                                         | nach 1622 | 1685      | 1675 Duc du Lude, Pair von Frankreich, 1669–1685 Großmeister der Artillerie von Frankreich, Neffe von Gaspard de Daillon          |
| 3. Verleihung 31. Dezember 1661 Paris                 | Louis de Béthune, Duc de Charost, genannt Duc de Béthune,                                               | 1605      | 1681      | Generalleutnant in der Picardie (Haus Béthune)                                                                                    |
| 3. Verleihung 31. Dezember 1661 Paris                 | Anne de Noailles, Duc de Noailles, Comte d’Ayen                                                         | nach 1613 | 1678      | Pair von Frankreich und Gouverneur des Roussillon, Sohn von François II. de Noailles                                              |
| 3. Verleihung 31. Dezember 1661 Paris                 | François de Comminges, Seigneur de Guitaut                                                              | 1579      | 1663      | Gouverneur von Saumur |
| 3. Verleihung 31. Dezember 1661 Paris                 | François de Clermont, Comte de Tonnerre et de Clermont, Vicomte de Tallard.                             | 1601      | 1679      | |
| 3. Verleihung 31. Dezember 1661 Paris                 | Alexandre-Guillaume de Melun, Prince d’Epinoy                                                           |           | 1679      | erblicher Connétable von Flandern                                                                                                 |
| 3. Verleihung 31. Dezember 1661 Paris                 | César Phoebus d’Albret                                                                                  | 1615      | 1676      | Marschall von Frankreich, Gouverneur von Guyenne                                                                                  |
| 3. Verleihung 31. Dezember 1661 Paris                 | François du Bec Crespin, Marquis de Vardes                                                              | 1621      | 1688      | Capitaine des Cent-Suisses de la garde ordinaire du Roi                                                                           |
| 3. Verleihung 31. Dezember 1661 Paris                 | Charles Maximilien de Belleforière, Marquis de Soyecourt                                                |           | 1679      | Großjägermeister von Frankreich                                                                                                   |
| 3. Verleihung 31. Dezember 1661 Paris                 | François de Paule de Clermont, Marquis de Monglat, Comte de Chiverny,                                   |           | 1688      | Grand maître de la garde-robe du Roi.                                                                                             |
| 3. Verleihung 31. Dezember 1661 Paris                 | Philippe de Clérembault, Comte de Palluau                                                               | 1607      | 1665      | Marschall von Frankreich, Gouverneur des Berry                                                                                    |
| 3. Verleihung 31. Dezember 1661 Paris                 | Jean de Schulemberg, Comte de Montdejeu                                                                 | 1598      | 1671      | Marschall von Frankreich |
| 3. Verleihung 31. Dezember 1661 Paris                 | Gaston-Jean-Baptiste de Comminges, genannt „le comte de Comminges“                                      | 1614      | 1670      | Gouverneur von Saumur |
| 3. Verleihung 31. Dezember 1661 Paris                 | François de Simiane et de Pontevès, Marquis de Gordes                                                   | 1623      | 1680      | Grand Seneschall de Provence |
| 3. Verleihung 31. Dezember 1661 Paris                 | Henri de Beringhen, Seigneur d’Armainvilliers,                                                          | 1603      | 1692      | Erster Stallmeister der Petite écurie du Roi.                                                                                     |
| 3. Verleihung 31. Dezember 1661 Paris                 | Jean du Bouchet, Marquis de Sourches                                                                    |           | 1677      | Prévôt de l’hôtel du Roi et grande prévôté de France                                                                              |
| 3. Verleihung 31. Dezember 1661 Paris                 | Charles, Comte de Froulay                                                                               | 1601      | 1671      | Grand maréchal des logis de la maison du Roi                                                                                      |
| 3. Verleihung 31. Dezember 1661 Paris                 | Jacques-François, Marquis de Hautefort, Comte de Montignac                                              | 1609      | 1680      | Erster Stallmeister der Königin                                                                                                   |
| 3. Verleihung 31. Dezember 1661 Paris                 | François Goyon de Matignon, Comte de Torigny                                                            | 1607      | 1675      | Generalleutnant in der Basse-Normandie                                                                                            |
| 3. Verleihung 31. Dezember 1661 Paris                 | Charles de Sainte-Maure, Duc de Montausier                                                              | 1610      | 1690      | Pair von Frankreich, Gouverneur von Monseigneur le Dauphin                                                                        |
| 3. Verleihung 31. Dezember 1661 Paris                 | François d’Espinay, Marquis de Saint-Luc                                                                |           | 1670      | Generalleutnant in der Guyenne |
| 3. Verleihung 31. Dezember 1661 Paris                 | Hippolyte de Béthune, Comte de Selles, genannt „le comte de Béthune“                                    | 1603      | 1665      | Chevalier d’honneur der Königin (Haus Béthune)                                                                                    |
| 3. Verleihung 31. Dezember 1661 Paris                 | Ferdinand de la Baume, 10. Comte de Montrevel                                                           | 1603      | 1678      | Generalleutnant im Pays de Bresse, Bugey etc., Sohn von Claude François de la Baume                                               |
| 3. Verleihung 31. Dezember 1661 Paris                 | Louis-Armand III., Vicomte de Polignac, Marquis de Chalançon                                            | 1608      | 1692      | Gouverneur der Stadt Le Puy |
| 3. Verleihung 31. Dezember 1661 Paris                 | Antoine de Brouilly, Marquis de Piennes                                                                 | 1611      | 1676      | Gouverneur von Pinerolo |
| 3. Verleihung 31. Dezember 1661 Paris                 | Jean, marquis de Pompadour                                                                              |           | 1684      | Generalleutnant im Limousin |
| 3. Verleihung 31. Dezember 1661 Paris                 | Louis de Cardaillac et de Lévis, Comte de Biculés                                                       |           | 1666      | Generalleutnant im Languedoc |
| 3. Verleihung 31. Dezember 1661 Paris                 | Scipion de Grimoard de Beauvoir, Comte de Roure                                                         | 1609      | 1669      | Generalleutnant im Languedoc |
| 3. Verleihung 31. Dezember 1661 Paris                 | François de Monstiers, Comte de Mérinville et de Rieux                                                  |           | 1672      | Generalleutnant in der Provence                                                                                                   |
| 3. Verleihung 31. Dezember 1661 Paris                 | Henri de Baylens, Marquis de Poyanne                                                                    |           | 1667      | Generalleutnant im Béarn |
| 3. Verleihung 31. Dezember 1661 Paris                 | Léon de Sainte-Maure, Comte de Jonsac,                                                                  |           | 1671      | Generalleutnant in der Saintonge und im Angoumois.                                                                                |
| 3. Verleihung 31. Dezember 1661 Paris                 | Jacques Stuer, Comte de la Vauguyon, Marquis de Saint-Mégrin,                                           | 1588      | 1671      | Großseneschall der Guyenne. |
| 3. Verleihung 31. Dezember 1661 Paris                 | Charles-François de Joyeuse, Comte de Grandpré                                                          | 1620      | 1680      | Gouverneur von Mouzon und Beaumont                                                                                                |
| 3. Verleihung 31. Dezember 1661 Paris                 | Timoléon de Cossé, Comte de Chateaugiron,                                                               | um 1635   | 1667      | Grand panetier de France |
| 3. Verleihung 31. Dezember 1661 Paris                 | Charles-Martel, Comte de Clère                                                                          | 1623      | 1669      | Capitaine des Gardes du corps françaises de Monsieur frère unique du Roi                                                          |
| 3. Verleihung 31. Dezember 1661 Paris                 | Jean-Paul de Gourdon de Genouillac, Comte de Vaillac                                                    | 1620      | 1681      | Capitaine des gardes de Monsieur frère unique du Roi                                                                              |
| 3. Verleihung 31. Dezember 1661 Paris                 | Nicolas-Joachim Rouault, Marquis de Gamaches                                                            | 1621      | 1689      | Gouverneur von Saint-Valeri und Rue                                                                                               |
| 3. Verleihung 31. Dezember 1661 Paris                 | Godefroi, comte d’Estrades                                                                              | 1607      | 1686      | Gouverneur von Dünkirchen, ständiger Bürgermeister von Bordeaux, Vizekönig von Amerika, Marschall von Frankreich                  |
| 3. Verleihung 31. Dezember 1661 Paris                 | René-Gaspard de la Croix, Marquis de Castries                                                           | 1611      | 1674      | Gouverneur von Montpellier |
| 3. Verleihung 31. Dezember 1661 Paris                 | Guillaume de Pêchepeyrou et de Comminges, Comte de Guitaut                                              | 1625      | 1685      | Chambellan et premier gentilhomme de la chambre de M. le prince de Condé.                                                         |
| 4. Verleihung 4. November 1663 Paris                  | Christian Ludwig I., Herzog von Mecklenburg-Schwerin                                                    | 1623      | 1692      | |
| 5. Verleihung 12. Dezember 1671                       | Emmanuel Théodose de la Tour d’Auvergne, Kardinal                                                       | 1643      | 1715      | genannt „le cardinal de Bouillon“, Großalmosenier von Frankreich                                                                  |
| 6. Verleihung 29. Dezember 1675                       | Flavio Orsini, Duca di Bracciano                                                                        | 1620      | 1698      | |
| 6. Verleihung 29. Dezember 1675                       | Lodovico Sforza-Conti, Duca di Sforza, Ognano e Segni.                                                  |           | 1685      | |
| 6. Verleihung 29. Dezember 1675                       | Filippo Colonna, Principe di Sonnino.                                                                   | um 1640   | 1692      | |
| 7. Verleihung 22. Dezember 1675 Saint-Germain-en-Laye | François de Béthune, Marquis de Chabris                                                                 | 1638      | 1692      | Botschafter in Polen (Haus Béthune)                                                                                               |
| 8. Verleihung 30. November 1676 Zolkien, Polen        | Johann III. Sobieski, König von Polen                                                                   | 1629      | 1696      | |
| 9. Verleihung 1. Januar 1682 Saint-Germain-en-Laye    | Louis de Bourbon, Dauphin de Viennois                                                                   | 1661      | 1711      | |
| 10. Verleihung 2. Juni 1686 Versailles                | Philippe Charles de Bourbon, Duc de Chartres                                                            | 1674      | 1723      | 1701 Duc d’Orléans |
| 10. Verleihung 2. Juni 1686 Versailles                | Louis III. de Bourbon, prince de Condé, duc de Bourbon                                                  | 1668      | 1710      | Prinz von Geblüt, Pair von Frankreich, Großmeister von Frankreich, später Duc d’Enghien.                                          |
| 10. Verleihung 2. Juni 1686 Versailles                | François Louis de Bourbon, prince de Conti                                                              | 1664      | 1709      | |
| 10. Verleihung 2. Juni 1686 Versailles                | Louis Auguste I. de Bourbon, duc du Maine                                                               | 1670      | 1736      | Pair von Frankreich, Großmeister der Artillerie von Frankreich, Generaloberst der Schweizer und Bündner                           |
| 11. Verleihung 31. Dezember 1688 Versailles           | César d’Estrées, Kardinal, zuvor Bischof von Laon                                                       | 1628      | 1714      | Pair von Frankreich |
| 11. Verleihung 31. Dezember 1688 Versailles           | Pierre de Bonzi, Kardinal, Erzbischof von Narbonne                                                      | 1631      | 1733      | |
| 11. Verleihung 31. Dezember 1688 Versailles           | Charles-Maurice Le Tellier, Erzbischof von Reims                                                        | 1642      | 1710      | Premier Pair von Frankreich |
| 11. Verleihung 31. Dezember 1688 Versailles           | Pierre IV. du Cambout de Coislin, Kardinal, Bischof von Orléans                                         | 1637      | 1706      | Erster Kaplan des Königs, 1700 Großalmosenier von Frankreich                                                                      |
| 11. Verleihung 31. Dezember 1688 Versailles           | Louis-Joseph de Bourbon, duc de Vendôme                                                                 | 1654      | 1712      | Pair von Frankreich, General der Galeeren                                                                                         |
| 11. Verleihung 31. Dezember 1688 Versailles           | Louis de Lorraine, genannt „Monsieur le Grand“, Graf von Armagnac                                       | 1641      | 1718      | Großstallmeister von Frankreich, Gouverneur von Anjou, siehe Haus Guise                                                           |
| 11. Verleihung 31. Dezember 1688 Versailles           | Henri de Lorraine, Comte de Brionne                                                                     | 1661      | 1712      | Sohn von Louis de Lorraine |
| 11. Verleihung 31. Dezember 1688 Versailles           | Philippe de Lorraine, genannt „le chevalier de Lorraine“                                                | 1643      | 1702      | Bruder von Louis de Lorraine |
| 11. Verleihung 31. Dezember 1688 Versailles           | Charles de Lorraine, Comte de Marsan                                                                    | 1648      | 1708      | Bruder von Philippe de Lorraine                                                                                                   |
| 11. Verleihung 31. Dezember 1688 Versailles           | Charles Belgique Hollande de La Trémoille, Duc de Thouars, Prince de Tarente                            | 1655      | 1709      | Pair von Frankreich, Premier gentilhomme de la Chambre du Roi.                                                                    |
| 11. Verleihung 31. Dezember 1688 Versailles           | Emmanuel II. de Crussol, 5. Duc d’Uzès                                                                  | 1642      | 1692      | Pair von Frankreich |
| 11. Verleihung 31. Dezember 1688 Versailles           | Maximilien IV. Pierre de Béthune, Duc de Sully, Marquis de Rosny                                        | 1640      | 1694      | Pair von Frankreich (Haus Béthune)                                                                                                |
| 11. Verleihung 31. Dezember 1688 Versailles           | Charles Honoré d’Albert, duc de Luynes                                                                  | 1646      | 1712      | Pair von Frankreich |
| 11. Verleihung 31. Dezember 1688 Versailles           | Armand Jean de Vignerot du Plessis, 2. Duc de Richelieu et de Fronsac                                   | 1629      | 1715      | Pair von Frankreich |
| 11. Verleihung 31. Dezember 1688 Versailles           | François VII. de La Rochefoucauld, Duc de La Rochefoucault                                              | 1634      | 1714      | Pair von Frankreich, Großjägermeister von Frankreich, Sohn von François VI.                                                       |
| 11. Verleihung 31. Dezember 1688 Versailles           | Louis I. Grimaldi, Prince de Monaco, Duc de Valentinois                                                 | 1642      | 1701      | Pair von Frankreich |
| 11. Verleihung 31. Dezember 1688 Versailles           | François Annibal d’Estrées de Lauzière, Duc d’Estrées, Marquis de Thémines                              | 1648      | 1698      | Pair von Frankreich |
| 11. Verleihung 31. Dezember 1688 Versailles           | Antoine IV. de Gramont, 3. Duc de Gramont, Comte de Guiche                                              | 1641      | 1720      | Pair von Frankreich |
| 11. Verleihung 31. Dezember 1688 Versailles           | Armand-Charles de La Porte, Duc de Mazarin                                                              | um 1631   | 1713      | Pair von Frankreich und Großmeister der Artillerie von Frankreich                                                                 |
| 11. Verleihung 31. Dezember 1688 Versailles           | François de Neufville, duc de Villeroy                                                                  | 1644      | 1730      | Pair von Frankreich, Marschall von Frankreich, Sohn von Nicolas V. de Neufville                                                   |
| 11. Verleihung 31. Dezember 1688 Versailles           | Paul de Beauvilliers, duc de Saint-Aignan                                                               | 1648      | 1714      | Pair von Frankreich und Grande von Spanien                                                                                        |
| 11. Verleihung 31. Dezember 1688 Versailles           | Henri-François de Foix de Candale, Duc de Randan                                                        | 1639      | 1714      | Pair von Frankreich, Captal de Buch                                                                                               |
| 11. Verleihung 31. Dezember 1688 Versailles           | Léon Potier, genannt de Gesvres, Duc de Tresmes                                                         | um 1620   | 1704      | Pair von Frankreich, Premier gentilhomme de la Chambre du Roi, Sohn von René Potier                                               |
| 11. Verleihung 31. Dezember 1688 Versailles           | Anne Jules de Noailles, Duc de Noailles                                                                 | 1650      | 1708      | Pair von Frankreich, Marschall von Frankreich, Sohn von Anne de Noailles                                                          |
| 11. Verleihung 31. Dezember 1688 Versailles           | Armand du Cambout, Duc de Coislin, Comte de Crécy                                                       | 1635      | 1702      | Pair von Frankreich |
| 11. Verleihung 31. Dezember 1688 Versailles           | César Auguste, Duc de Choiseul                                                                          | um 1637   | 1705      | Pair von Frankreich, Lieutenant général des armées du Roi, Sohn von César de Choiseul                                             |
| 11. Verleihung 31. Dezember 1688 Versailles           | Louis-Marie-Victor d’Aumont de Rochebaron, Duc d’Aumont                                                 | 1632      | 1704      | Pair von Frankreich, Sohn von Herzog Antoine                                                                                      |
| 11. Verleihung 31. Dezember 1688 Versailles           | François-Henri de Montmorency-Bouteville, Duc de Piney-Luxembourg                                       | 1628      | 1695      | Pair von Frankreich, Marschall von Frankreich.                                                                                    |
| 11. Verleihung 31. Dezember 1688 Versailles           | François III. d’Aubusson, Vicomte d’Aubusson, Comte de la Feuillade, Duc de Roannais                    | 1631      | 1691      | Marschall von Frankreich, Vizekönig von Sizilien, Gouverneur der Dauphiné                                                         |
| 11. Verleihung 31. Dezember 1688 Versailles           | Bernardin Gigault, marquis de Bellefonds                                                                | 1630      | 1694      | Marschall von Frankreich |
| 11. Verleihung 31. Dezember 1688 Versailles           | Louis de Crevant, Herzog von Humières                                                                   | 1628      | 1694      | Duc d’Humiéres, Marschall von Frankreich und Großmeister der Artillerie von Frankreich                                            |
| 11. Verleihung 31. Dezember 1688 Versailles           | Jacques Henri I. de Durfort, Duc de Duras                                                               | 1625      | 1704      | Gouverneur der Franche-Comté, Marschall von Frankreich,                                                                           |
| 11. Verleihung 31. Dezember 1688 Versailles           | Guy Aldonce de Durfort, Comte de Lorges                                                                 | 1630      | 1702      | 1691 Duc de Lorge-Quintin, Marschall von Frankreich, Bruder von Jacques Henri de Durfort                                          |
| 11. Verleihung 31. Dezember 1688 Versailles           | Armand de Béthune, Duc de Charost                                                                       | 1640      | 1717      | Pair von Frankreich, Lieutenant-général au gouvernement de Picardie (Haus Béthune)                                                |
| 11. Verleihung 31. Dezember 1688 Versailles           | Jean II. d’Estrées, Comte de Nanteuil-le-Haudouin, genannt Comte d’Estrées                              | 1624      | 1707      | Vizeadmiral und Marschall von Frankreich, Vizekönig von Amerika, Lieutenant-général in der Bretagne,                              |
| 11. Verleihung 31. Dezember 1688 Versailles           | Charles II. de La Vieuville, Duc de la Vieuville                                                        | um 1616   | 1689      | Gouverneur des Poitou, Chevalier d’honneur der Königin und Gouverneur von Philippe d’Orléans, Duc de Chartres                     |
| 11. Verleihung 31. Dezember 1688 Versailles           | Jean-Baptiste de Cassagnet, Marquis de Tilladet                                                         |           | 1692      | Capitaine der Cent-Suisses de la garde du Roi                                                                                     |
| 11. Verleihung 31. Dezember 1688 Versailles           | Louis de Caillebot, Marquis de la Salle                                                                 |           | 1728      | Maître de la garde-robe du Roi |
| 11. Verleihung 31. Dezember 1688 Versailles           | Jacques-Louis de Béringhen, Comte de Châteauneuf                                                        |           | 1723      | Erster Stallmeister des Königs |
| 11. Verleihung 31. Dezember 1688 Versailles           | Philippe de Courcillon, Marquis de Dangeau                                                              | 1638      | 1720      | Gouverneur von Touraine, Chevalier d’honneur de Madame la Dauphine.                                                               |
| 11. Verleihung 31. Dezember 1688 Versailles           | Philibert de Gramont, Comte de Gramont                                                                  | 1621      | 1707      | Gouverneur des Pays d’Aunis und von La Rochelle                                                                                   |
| 11. Verleihung 31. Dezember 1688 Versailles           | Louis-François, Duc de Boufflers                                                                        | 1644      | 1711      | Pair von Frankreich, Marschall von Frankreich, Riter des Ordens vom Goldenen Vlies, Colonel des Gardes françaises.                |
| 11. Verleihung 31. Dezember 1688 Versailles           | François de Harcourt, Marquis de Beuvron,                                                               | 1627      | 1708      | Lieutenant-général im Gouvernement Normandie                                                                                      |
| 11. Verleihung 31. Dezember 1688 Versailles           | Henri de Mornay, Marquis de Montchevreuil,                                                              | 1622      | 1706      | Kapitän und Gouverneur von Saint-Germain en Laye.                                                                                 |
| 11. Verleihung 31. Dezember 1688 Versailles           | Edouard-François Colbert, Comte de Maulevrier                                                           | 1634      | 1693      | Generalleutnant des armées du Roi, Bruder von Jean Baptiste Colbert                                                               |
| 11. Verleihung 31. Dezember 1688 Versailles           | Joseph de Pons et de Guimera, Baron de Montclar                                                         | 1625      | 1690      | Lieutenant général des armées du Roi                                                                                              |
| 11. Verleihung 31. Dezember 1688 Versailles           | Henri-Charles de Beaumanoir, Marquis de Lavardin,                                                       | 1644      | 1701      | Generalleutnant in der Bretagne                                                                                                   |
| 11. Verleihung 31. Dezember 1688 Versailles           | Pierre de Villars, genannt „Marquis de Villars“                                                         | 1623      | 1698      | Staatsrat, Lieutenant général des armées du Roi, Botschafter in Savoyen, Dänemark und Spanien                                     |
| 11. Verleihung 31. Dezember 1688 Versailles           | François de Castellane, genannt Adhémar de Monteil, Comte de Grignan                                    | 1629      | 1714      | Generalleutnant en Provence |
| 11. Verleihung 31. Dezember 1688 Versailles           | Claude de Choiseul, Marquis de Francières, genannt „le comte de Choiseul“                               | 1632      | 1711      | 1693 Marschall von Frankreich |
| 11. Verleihung 31. Dezember 1688 Versailles           | Jacques III. Goyon de Matignon, Comte de Thorigny,                                                      | 1644      | 1725      | Generalleutnant in der Basse-Normandie, Vater von Jacques I., Fürst von Monaco                                                    |
| 11. Verleihung 31. Dezember 1688 Versailles           | Jean-Armand de Joyeuse, genannt „Marquis de Joyeuse“                                                    | 1631      | 1710      | Marschall von Frankreich |
| 11. Verleihung 31. Dezember 1688 Versailles           | François de Calvo                                                                                       | 1625      | 1690      | Lieutenant général des armées du Roi, Gouverneur von Aire                                                                         |
| 11. Verleihung 31. Dezember 1688 Versailles           | Charles, Comte d’Aubigné                                                                                | 1634      | 1703      | Gouverneur des Berry |
| 11. Verleihung 31. Dezember 1688 Versailles           | Charles de Montsaunin, Comte de Montval,.                                                               | 1616      | 1696      | Lieutenant général des armées du Roi                                                                                              |
| 11. Verleihung 31. Dezember 1688 Versailles           | Claude de Thiard de Bissy (1620)                                                                        | 1620      | 1701      | Lieutenant général des armées du Roi                                                                                              |
| 11. Verleihung 31. Dezember 1688 Versailles           | Antoine Coeffier, genannt Ruzé, Marquis d’Effiat,                                                       | 1638      | 1719      | Premier écuyer de Monsieur frère unique du Roi                                                                                    |
| 11. Verleihung 31. Dezember 1688 Versailles           | François, Comte de Montberon                                                                            | um 1632   | 1708      | Lieutenant général des armées du Roi                                                                                              |
| 11. Verleihung 31. Dezember 1688 Versailles           | Philippe-Auguste le Hardy, Marquis de la Trousse                                                        |           | 1691      | Capitaine-lieutenant des Gendarmes-dauphins, Lieutenant général des armées du Roi                                                 |
| 11. Verleihung 31. Dezember 1688 Versailles           | François de Monestay, Marquis de Chazeron                                                               |           | 1697      | Lieutenant général des armées du Roi                                                                                              |
| 11. Verleihung 31. Dezember 1688 Versailles           | Bernard de la Guiche, Comte de Saint-Géran                                                              | 1641      | 1696      | Lieutenant général des armées du Roi                                                                                              |
| 11. Verleihung 31. Dezember 1688 Versailles           | François d’Escoubleau, Comte de Sourdis                                                                 |           | 1707      | Lieutenant général des armées du Roi                                                                                              |
| 11. Verleihung 31. Dezember 1688 Versailles           | Philippe-Emmanuel-Ferdinand-François de Croÿ, Comte de Solre,                                           | 1641      | 1718      | Lieutenant général des armées du Roi.                                                                                             |
| 11. Verleihung 31. Dezember 1688 Versailles           | André de Béthoulat de Cossagne, Comte de la Vauguyon                                                    | 1630      | 1693      | Staatsrat, Botschafter in Spanien                                                                                                 |
| 11. Verleihung 31. Dezember 1688 Versailles           | George de Monchy, Marquis d’Hocquincourt                                                                |           | 1689      | Lieutenant général des armées du Roi                                                                                              |
| 11. Verleihung 31. Dezember 1688 Versailles           | Olivier de Saint-Georges, Marquis de Coüé-Vérac                                                         |           | 1704      | Lieutenant général et commandant pour le Roi en Poitou.                                                                           |
| 11. Verleihung 31. Dezember 1688 Versailles           | René Martel, Marquis d’Arcy                                                                             |           | 1694      | Botschaften in Savoyen, Gouverneur von M. le duc de Chartres, Staatsrat                                                           |
| 11. Verleihung 31. Dezember 1688 Versailles           | Alexis-Henri de Châtillon, genannt „Marquis de Châtillon“                                               | 1653      | 1737      | Premier gentilhomme de la chambre de Monsieur, frère unique du Roi.                                                               |
| 11. Verleihung 31. Dezember 1688 Versailles           | Nicolas Chalon du Blé, Marquis d’Uxelles                                                                | 1652      | 1730      | Marschall von Frankreich |
| 11. Verleihung 31. Dezember 1688 Versailles           | René III. de Froulay, Comte de Tessé                                                                    | 1650      | 1725      | Marschall von Frankreich, Premier écuyer de madame la Dauphine et grand d’Espagne.                                                |
| 11. Verleihung 31. Dezember 1688 Versailles           | Charles de Mornay, Marquis de Villarceaux                                                               |           | 1690      | Capitaine-lieutenant des Chevaux-légers de Monsieur le Dauphin                                                                    |
| 11. Verleihung 31. Dezember 1688 Versailles           | Charles d’Etampes, Marquis de Mauny, Seigneur la Ferté-Imbault                                          |           | 1716      | Capitaine des gardes de Philippe de France, duc d’Orléans.                                                                        |
| 11. Verleihung 31. Dezember 1688 Versailles           | Hyacinthe de Quatrebarbes, Marquis de la Rongère                                                        | 1644      | 1703      | Chevalier d’honneur de Madame, duchesse d’Orléans                                                                                 |
| 11. Verleihung 31. Dezember 1688 Versailles           | Jean d’Audibert, Comte de Lussan                                                                        | 1627      | 1712      | Premier gentilhomme de la chambre de M. le prince de Condé                                                                        |
| 12. Verleihung 29. Mai 1689 Versailles                | Toussaint de Forbin de Janson, Kardinal, Bischof von Beauvais                                           | 1631      | 1713      | genannt „Cardinal de Janson“, 1706 Großalmosenier von Frankreich nach dem Tod des Kardinals Coislin                               |
| 13. Verleihung 2. Februar 1693 Versailles             | Louis-Alexandre de Bourbon, comte de Toulouse                                                           | 1678      | 1737      | Pair von Frankreich, Admiral von Frankreich und Großjägermeister von Frankreich                                                   |
| 14. Verleihung 2. Februar 1694 Versailles             | Wilhelm Egon von Fürstenberg, Kardinal, Fürstbischof von Straßburg                                      | 1629      | 1704      | |
| 15. Verleihung 13. April 1694 Zolkien, Polen          | Henri Albert de La Grange d’Arquien, Marquis d’Arquien                                                  | 1613      | 1707      | 1695 Kardinal |
| 16. Verleihung 22. Mai 1695 Versailles                | Louis de Bourbon, dauphin de Viennois, duc de Bourgogne                                                 | 1682      | 1712      | |
| 16. Verleihung 22. Mai 1695 Versailles                | Philippe de Bourbon, duc d’Anjou                                                                        | 1683      | 1746      | später König von Spanien |
| 16. Verleihung 22. Mai 1695 Versailles                | André-Baptiste de Brancas                                                                               |           | 1695      | Admiral von Frankreich, die Ernennung führte durch den Tod des Admiral bei Doullens am 24. Juli nicht mehr zur formellen Aufnahme |
| 17. Verleihung 1. Januar 1696 Versailles              | François de Clermont-Tonnerre, Bischof von Noyon                                                        | 1629      | 1701      | Pair von Frankreich |
| 17. Verleihung 1. Januar 1696 Versailles              | Louis de Guiscard, Comte de Neuvy-sur-Loire, Marquis de Guiscard-Magny                                  | 1651      | 1720      | Gouverneur von Sedan und Namur, Lieutenant général des armées du Roi.                                                             |
| 18. Verleihung 4. Dezember 1696 Rom                   | Antonio Lanti Della Rovere, Duc de Bonmars                                                              |           | 1716      | |
| 19. Verleihung 1. Januar 1698 Versailles              | Louis-Antoine de Noailles, Erzbischof von Paris, Duc de Saint-Cloud                                     | 1651      | 1729      | Pair von Frankreich, 1700 Kardinal, Sohn von Anne de Noailles                                                                     |
| 20. Verleihung 2. Februar 1699 Versailles             | Charles de Bourbon, duc de Berry                                                                        | 1686      | 1714      | |
| 21. Verleihung 7. Juni 1699 Versailles                | Guido Vaini, Principe di Cantalupo, Duca di Salci                                                       |           | 1720      | |
| 22. Verleihung 19. Dezember 1700 Rom                  | Alexander Benedikt Sobieski, Prinz von Polen                                                            | 1677      | 1714      | |
| 22. Verleihung 19. Dezember 1700 Rom                  | Konstanty Wladyslaw Sobieski                                                                            | 1680      | 1726      | Bruder Alexander Sobieskis |
| 23. Verleihung 15. Mai 1701 Versailles                | Daniel de Cosnac, Erzbischof von Aix                                                                    | 1630      | 1708      | Premier aumônier de Monsieur duc d’Orléans                                                                                        |
| 23. Verleihung 15. Mai 1701 Versailles                | Charles-Henri du Cambout, Duc de Coislin, Bischof von Metz,                                             | 1664      | 1732      | Erster Kaplan des Königs |
| 23. Verleihung 15. Mai 1701 Versailles                | Camille d’Hostun de la Baume, duc de Tallard                                                            | um 1652   | 1728      | Marschall von Frankreich |
| 24. Verleihung 2. Februar 1703 Versailles             | Ferdinand, Comte de Marsin, Reichsgraf, Marquis de Clermont                                             | 1656      | 1706      | Marschall von Frankreich |
| 25. Verleihung 27. Mai 1703 Versailles                | Carlo-Amadeo Broglio, Comte de Revel                                                                    | 1649      | 1707      | Lieutenant général des armées du Roi                                                                                              |
| 26. Verleihung 1. Januar 1705 Versailles              | Jean d’Estrées, Abbé d’Évron, de Préau et St-Claude                                                     | 1666      | 1718      | Botschafter in Portugal |
| 26. Verleihung 1. Januar 1705 Versailles              | Roger Brulart, Marquis de Sillery, Vicomte de Puiseux                                                   | um 1640   | 1719      | Lieutenant général des armées du Roi, Botschafter in der Schweiz                                                                  |
| 27. Verleihung 2. Februar 1705 Versailles             | Henry d’Harcourt, Duc d’Harcourt.                                                                       | 1654      | 1718      | Pair von Frankreich, Marschall von Frankreich                                                                                     |
| 27. Verleihung 2. Februar 1705 Versailles             | Victor-Marie d’Estrées, Comte, dann Duc d’Estrées, genannt Maréchal de Cœuvres, dann Maréchal d’Estrées | 1660      | 1737      | Pair von Frankreich, Vizeadmiral und Marschall von Frankreich                                                                     |
| 27. Verleihung 2. Februar 1705 Versailles             | Claude-Louis-Hector de Villars, Duc de Villars                                                          | 1653      | 1734      | Pair von Frankreich, Marschall von Frankreich, Grande von Spanien, Ritter des Ordens von Goldenen Vlies, Gouverneur von Provence. |
| 27. Verleihung 2. Februar 1705 Versailles             | Noël Bouton de Chamilly                                                                                 | 1636      | 1715      | Marschall von Frankreich, Gouverneur von Straßburg                                                                                |
| 27. Verleihung 2. Februar 1705 Versailles             | François Louis de Rousselet, Marquis de Châteaurenault                                                  | 1637      | 1716      | Vizeadmiral und Marschall von Frankreich                                                                                          |
| 27. Verleihung 2. Februar 1705 Versailles             | Sébastien Le Prestre, Seigneur de Vauban                                                                | 1633      | 1707      | Marschall von Frankreich, Commissaire général des fortifications.                                                                 |
| 27. Verleihung 2. Februar 1705 Versailles             | Conrad von Rosen, Graf von Bollweiler und Ettweiler                                                     | 1628      | 1715      | Marschall von Frankreich |
| 27. Verleihung 2. Februar 1705 Versailles             | Nicolas-Auguste de la Baume, Marquis de Montrevel                                                       | 1645      | 1716      | 1703 Marschall von Frankreich, Sohn von Ferdinand de la Baume (siehe oben),                                                       |
| 28. Verleihung 1. März 1705 Versailles                | Don Isidoro Juan José-Domingo de la Cueva y Benavides, Marques de Bedmar                                | 1652      | 1723      | Grande von Spanien, Generalkommandant der Niederlande, Vizekönig von Sizilien                                                     |
| 29. Verleihung 1. Januar 1709 Versailles              | Louis IV. Henri de Bourbon, prince de Condé                                                             | 1692      | 1740      | Pair von Frankreich, Großmeister von Frankreich, Gouverneur von Burgund                                                           |
| 30. Verleihung 1. Januar 1711 Versailles              | Louis Armand II. de Bourbon, prince de Conti                                                            | 1695      | 1727      | Pair von Frankreich |
| 30. Verleihung 1. Januar 1711 Versailles              | Jacques Léonor Rouxel, Baron de Médavi, Comte de Grancey                                                | 1655      | 1725      | Marschall von Frankreich |
| 30. Verleihung 1. Januar 1711 Versailles              | Léonor-Marie du Maine, Comte du Bourg, Baron de l’Espinasse                                             | 1655      | 1739      | Marschall von Frankreich, Directeur général de la cavalerie                                                                       |
| 30. Verleihung 1. Januar 1711 Versailles              | Francesco Zenobio Filippo Albergotti                                                                    | 1654      | 1725      | Lieutenant général des armées du Roi.                                                                                             |
| 30. Verleihung 1. Januar 1711 Versailles              | Louis-Vincent, Marquis de Goësbriant                                                                    | 1659      | 1744      | Lieutenant général des armées du Roi                                                                                              |
| 31. Verleihung 2. Dezember 1712 Versailles            | Louis d’Aumont, Duc d’Aumont                                                                            | 1667      | 1723      | Pair von Frankreich, Sohn von Herzog Louis Marie                                                                                  |
| 32. Verleihung 7. Juni 1713 Versailles                | Armand I. Gaston Maximilien de Rohan-Soubise, Fürstbischof von Straßburg.                               | 1674      | 1749      | Großalmosenier von Frankreich |

### Ernannte, aber nicht aufgenommene Ritter und Kommandeure
| Ernennung | Name | Geboren | Gestorben | Bemerkungen |
| --------- | --- | ------- | --------- | --- |
| 1643      | Roger de Bossost, Baron d’Espenan.                                                                           |         |           | |
| 1643      | Louis Goth, Marquis de Rouillac                                                                              | 1584    | 1662      | Maréchal des camps et armées du Roi |
| 1644      | Giulio Cesare Colonna, Principe di Carbognano e Bassanello                                                   | 1602    | 1681      | in der französischen Wikipedia (als Quelle) steht hierzu: „N. prince de Carbognano, duc de Bassanello“; Principe di Carbognano und Principe (nicht Duca) di Bassanello war im Jahr 1644 Giulio Cesare Colonna |
| 1644      | N. de Soyécourt                                                                                              |         |           | Maréchal des camps et armées du Roi |
| 1646      | Rostaing Antoine d’Eure-du-Puis Saint-Martin, Seigneur d’Aiguebonne                                          |         |           | |
| 1646      | Antoine d’Estourmel                                                                                          |         |           | Premier écuyer de Madame la Duchesse d’Orléans |
| 1648      | Władysław IV. Wasa, König von Polen                                                                          | 1595    | 1648      | Ritter des Ordens vom Goldenen Vlies |
| 1648      | Philippe de La Mothe-Houdancourt                                                                             | 1605    | 1657      | Marschall von Frankreich |
| 1649      | NN, Marquis de Trans                                                                                         |         |           | |
| 1649      | Dominique Séguier, Bischof von Meaux                                                                         |         | 1659      | |
| 1650      | NN, Marquis d’Hautefort                                                                                      |         |           | |
| 1650      | Claude Yves de Tourzel, Marquis d’Allègre.                                                                   |         |           | |
| 1651      | Jacques, marquis de Castelnau                                                                                | 1620    | 1658      | Marschall von Frankreich |
| 1651      | Roger Hector de Pardaillan, Marquis d’Antin                                                                  |         | 1656/61   | Vater von Antoine-Arnaud de Pardaillan |
| 1651      | Sébastien de Rosmadec, Marquis de Molac                                                                      |         |           | |
| 1651      | Louis Châlon du Blé, Marquis d’Huxelles                                                                      | 1619    | 1658      | Vater von Nicolas Châlon du Blé |
| 1651      | Gabriel Nompar II. de Caumont, Comte de Lauzun.                                                              |         | 1660      | Sohn von François Nompar de Caumont |
| 1651      | François Sicaire, Marquis de Bourdeilles                                                                     |         |           | |
| 1651      | Charles-Antoine de Ferrières, Marquis de Sauvebeuf.                                                          |         |           | |
| 1651      | Jean-Pierre, marquis d’Aubeterre.                                                                            |         |           | |
| 1651      | Louis de Caillebot, Marquis de la Salle.                                                                     |         |           | |
| 1651      | N. de Barrault.                                                                                              |         |           | |
| 1651      | Isaac de Pas, Marquis de Feuquières                                                                          | 1618    | 1688      | |
| 1651      | François de Choiseul, Marquis de Praslin.                                                                    |         | 1690      | |
| 1651      | Louis Olivier, Marquis de Leuville.                                                                          |         |           | |
| 1651      | NN. d’Aumont                                                                                                 |         |           | |
| 1651      | Henri Bourcier de Barry de Saint-Aulnès.                                                                     |         |           | |
| 1651      | François de Gontaut de Biron                                                                                 |         |           | |
| 1651      | Georges Isauré, Marquis d’Hervaut.                                                                           |         |           | |
| 1651      | Philibert de Pompadour, Marquis de Laurière                                                                  |         |           | |
| 1651      | Jean de Lambert.                                                                                             |         |           | |
| 1651      | Philippe, Baron de Meillars.                                                                                 |         |           | |
| 1651      | Paul-Antoine de Cassagnet, Marquis de Fimarcon.                                                              |         |           | |
| 1651      | Charles de Monchy, Marquis d’Hocquincourt                                                                    | 1599    | 1658      | Marschall von Frankreich |
| 1652      | NN d’Hauterive.                                                                                              |         |           | |
| 1652      | NN de Souillac de Maumeige.                                                                                  |         |           | |
| 1652      | NN Baron de Clairavault.                                                                                     |         |           | |
| 1652      | Louis de Bridieu.                                                                                            |         |           | |
| 1652      | Hilaire de Laval, Marquis de Laval-Lezay, Marquis de Trèves                                                  |         | 1670      | |
| 1652      | Achille de Harlay, Marquis de Bréval-Champvallon.                                                            |         |           | |
| 1652      | François-Marie de Broglio de Revel                                                                           |         |           | |
| 1652      | François de la Béraudière                                                                                    |         |           | |
| 1652      | Odet d’Harcourt, Comte de Croisy                                                                             | 1604    | 1661      | |
| 1652      | NN, Marquis de Cauvisson                                                                                     |         |           | |
| 1652      | Armand-Jean Mitte, Marquis de Saint-Chaumont                                                                 |         |           | |
| 1652      | Nicolas Dauvet, Comte des Marets                                                                             |         |           | Großfalkner von Frankreich |
| 1652      | Antoine-François de Lamet                                                                                    |         |           | |
| 1653      | Antoine du Bec, Comte de Moret                                                                               | um 1623 | 1658      | Lieutenant-général |
| 1653      | François, Comte d’Estain                                                                                     |         |           | |
| 1658      | Jean de Peyre, Comte de Troisvilles                                                                          |         |           | |
| 1661      | Abraham de Fabert d’Esternay                                                                                 | 1599    | 1662      | Marschall von Frankreich, Gouverneur von Sedan, wurde nicht aufgenommen, da er den Adelsnachweis nicht erbringen konnte                                                                                       |
| 1703      | Don Juan Claro Alonzo Perez de Guzman el Bueno, 11. Duque de Medina Sidonia                                  | 1643    | 1713      | spanischer Botschafter in Frankreich, vor der Aufnahme verstorben |
| 1703      | Don Francisco Casimiro Antonio Alphonso Pimentel de Quinonez de Benavides, 12. Conde y 9. Duque de Benavente | 1653    | 1709      | vor der Aufnahme verstorben |
| 1703      | Don Fabricio de Toledo Osorio, Marqués de Villafranca                                                        | 1635    | 1705      | vor der Aufnahme verstorben |
| 1703      | Don Juan Francesco Pacheco Gomez de Sandoval, Conde de Montalban                                             | 1649    |           | vor der Aufnahme verstorben |
| 1703      | Don Louis Emmanuel Ferdinand de Portocarrero, Kardinal, Erzbischof von Toledo                                | 1635    | 1709      | vor der Aufnahme verstorben |
| 1708      | Joseph-Emmanuel de La Trémoille de Noirmoutier, Kardinal                                                     | 1659    | 1720      | 1716–1718 Bischof von Bayeux, 1718 Erzbischof von Cambrai |

## 1715–1774: KönigLudwig XV.
Ludwig XV., fünfter Souverän des Ordens, erhält die Ordenskette am 27. Oktober 1722, dem Vorabend seiner Krönung, in Reims.
| Aufnahme                                                               | Name | Geboren | Gestorben                             | Bemerkungen |
| ---------------------------------------------------------------------- | --- | ------- | ------------------------------------- | --- |
| 1. Verleihung 26. Juli 1717 Versailles die Aufnahme erfolgte in Madrid | Ludwig, Fürst von Asturien                                                                                                | 1707    | 1724                                  | 1724 König von Spanien |
| 1. Verleihung 26. Juli 1717 Versailles die Aufnahme erfolgte in Madrid | Rostaino Cantelmi, duca di Popoli, Principe di Pettorano                                                                  | 1653    | 1723                                  | Befehlshaber der Artillerie des Königreichs Neapel |
| 2. Verleihung 27. Oktober 1722                                         | Louis de Bourbon, Duc de Chartres                                                                                         | 1703    | 1752                                  | Premier Prince du Sang, Premier Pair von Frankreich, 1723 Duc d’Orléans |
| 2. Verleihung 27. Oktober 1722                                         | Charles de Bourbon-Condé, comte de Charolais                                                                              | 1700    | 1760                                  | Sohn von Louis III. de Bourbon, prince de Condé |
| 3. Verleihung 3. Juni 1724 Versailles                                  | Henri Pons de Thiard de Bissy, Kardinal, Bischof von Meaux                                                                | 1657    | 1737                                  | |
| 3. Verleihung 3. Juni 1724 Versailles                                  | Léon Potier des Gesvres, Erzbischof von Bourges                                                                           | 1656    | 1744                                  | 1719 Kardinal, Sohn von León Potier |
| 3. Verleihung 3. Juni 1724 Versailles                                  | François-Paul de Neufville-Villeroi, Erzbischof von Lyon                                                                  | 1677    | 1731                                  | Sohn von François de Neufville, Duc de Villeroi |
| 3. Verleihung 3. Juni 1724 Versailles                                  | Charles Gaspard Guillaume de Vintimille du Luc, Erzbischof von Aix, dann Erzbischof von Paris, Duc de Saint-Cloud         | 1655    | 1746                                  | aus der Familie der Grafen von Marseille, Pair von Frankreich |
| 3. Verleihung 3. Juni 1724 Versailles                                  | René François de Beauvau de Rivau, Erzbischof von Narbonne                                                                | 1664    | 1738                                  | |
| 3. Verleihung 3. Juni 1724 Versailles                                  | Louis de Bourbon-Condé, comte de Clermont                                                                                 | 1709    | 1771                                  | |
| 3. Verleihung 3. Juni 1724 Versailles                                  | Charles de Lorraine, Graf von Armagnac                                                                                    | 1684    | 1751                                  | Großstallmeister von Frankreich, Bruder von Henri de Lorraine, Comte de Brionne |
| 3. Verleihung 3. Juni 1724 Versailles                                  | Charles Louis de Lorraine, Prince de Pons et de Mortagne                                                                  | 1696    | 1755                                  | Lieutenant général des armées du Roi, Sohn von Charles de Lorraine, Comte de Marsan |
| 3. Verleihung 3. Juni 1724 Versailles                                  | Jean Charles de Crussol, 7. Duc d’Uzès,                                                                                   | 1675    | 1739                                  | Premier Pair von Frankreich, Gouverneur von Saintonge und Angoumois |
| 3. Verleihung 3. Juni 1724 Versailles                                  | Maximilien-Henri de Béthune, Duc de Sully, Prince d’Enrichemont                                                           | 1669    | 1729                                  | Pair von Frankreich, Gouverneur von Mantes (Haus Béthune) |
| 3. Verleihung 3. Juni 1724 Versailles                                  | Louis-Antoine de Brancas, Duc de Villars, Comte de Lauragais.                                                             | 1682    | 1760                                  | Pair von Frankreich |
| 3. Verleihung 3. Juni 1724 Versailles                                  | François VIII., 4. Duc de La Rochefoucauld                                                                                | 1663    | 1728                                  | Pair von Frankreich, Grand maître de la garde-robe du Roi, Sohn von François VII. |
| 3. Verleihung 3. Juni 1724 Versailles                                  | Charles François I. de Montmorency-Luxembourg, Duc de Piney-Luxembourg                                                    | 1662    | 1726                                  | Pair von Frankreich, Gouverneur der Normandie |
| 3. Verleihung 3. Juni 1724 Versailles                                  | Louis Nicolas de Neufville, 3. Duc de Villeroy                                                                            | 1663    | 1734                                  | Pair von Frankreich, Capitaine des Gardes du corps, Sohn von François de Neufville, Duc de Villeroy |
| 3. Verleihung 3. Juni 1724 Versailles                                  | Louis de Rochechouart, 3. Duc de Mortemart                                                                                | 1681    | 1746                                  | Pair von Frankreich, Premier gentilhomme de la Chambre du Roi, Urenkel von Gabriel de Rochechouart, 1. Duc de Mortemart (siehe oben), |
| 3. Verleihung 3. Juni 1724 Versailles                                  | Paul-Hippolyte de Beauvilliers, duc de Saint-Aignan                                                                       | 1684    | 1776                                  | Pair von Frankreich, Premier gentilhomme de la Chambre du Roi; Gouverneur von Le Hâvre-de-Grâce, Sohn von François Honorat de Beauvilliers                                                                                                |
| 3. Verleihung 3. Juni 1724 Versailles                                  | François-Bernard Potier de Gesvres, Duc de Tresmes                                                                        | 1655    | 1739                                  | Pair von Frankreich, Premier gentilhomme de la Chambre du Roi, Sohn von Léon Potier |
| 3. Verleihung 3. Juni 1724 Versailles                                  | Adrien-Maurice de Noailles, 3. Duc de Noailles                                                                            | 1678    | 1766                                  | Pair von Frankreich, Ritter des Ordens vom Goldenen Vlies, Grande von Spanien, Capitaine de la première compagnie des Gardes du corps, Gouverneur von Roussillon, Sohn von Anne Jules de Noailles                                         |
| 3. Verleihung 3. Juni 1724 Versailles                                  | Armand I. de Béthune, Duc de Charost                                                                                      | 1663    | 1747                                  | Pair von Frankreich, Capitaine des Gardes du corps (Haus Béthune) |
| 3. Verleihung 3. Juni 1724 Versailles                                  | James Fitzjames, 1. Duke of Berwick                                                                                       | 1670    | 1734                                  | Pair von Frankreich, Peer von England, Grand von Spanien, Ritter des Ordens vom Goldenen Vlies, Marschall von Frankreich. |
| 3. Verleihung 3. Juni 1724 Versailles                                  | Louis Antoine de Pardaillan de Gondrin, Duc d’Antin, Marquis de Montespan                                                 | 1665    | 1736                                  | Pair von Frankreich, Gouverneur des Orléanais, Enkel von Roger-Hector de Pardaillan |
| 3. Verleihung 3. Juni 1724 Versailles                                  | Louis Auguste d’Albert d’Ailly, Duc de Chaulnes                                                                           | 1676    | 1744                                  | Pair von Frankreich, Capitaine-lieutenant des Chevaux-légers de la garde |
| 3. Verleihung 3. Juni 1724 Versailles                                  | Marie-Joseph d’Hostun de la Baume, Duc d’Hostun, Comte de Tallard,                                                        | 1684    | 1755                                  | Pair von Frankreich, Gouverneur der Franche-Comté, Sohn von Camille d’Hostun |
| 3. Verleihung 3. Juni 1724 Versailles                                  | Louis de Brancas de Forcalquier, Marquis de Céreste, genannt „le marquis de Brancas“                                      | 1672    | 1750                                  | Grande von Spanien, Ritter des Ordens vom Goldenen Vlies, Marschall von Frankreich |
| 3. Verleihung 3. Juni 1724 Versailles                                  | Jacques Bazin, Seigneur de Bezons                                                                                         | 1646    | 1733                                  | Marschall von Frankreich, Gouverneur von Cambrai |
| 3. Verleihung 3. Juni 1724 Versailles                                  | Pierre de Montesquiou, Comte d’Artagnan,                                                                                  | 1640    | 1725                                  | Marschall von Frankreich, Gouverneur von Stadt und Zitadelle von Arras. |
| 3. Verleihung 3. Juni 1724 Versailles                                  | Louis Nicolas Le Tellier, Marquis de Souvré                                                                               | 1667    | 1725                                  | Maître de la garde-robe du Roi |
| 3. Verleihung 3. Juni 1724 Versailles                                  | Louis II. Sanguin, Marquis de Livry                                                                                       | 1679    | 1741                                  | Premier maître d’hôtel du Roi |
| 3. Verleihung 3. Juni 1724 Versailles                                  | Louis-Jean-Baptiste Goyon de Matignon, genannt „le comte de Matignon“, Comte de Gacé, Gouverneur des Pays d’Aunis         | 1682    | 1747                                  | |
| 3. Verleihung 3. Juni 1724 Versailles                                  | Anne Jacques de Bullion, Marquis de Fervaques                                                                             | 1679    | 1745                                  | Gouverneur von Maine |
| 3. Verleihung 3. Juni 1724 Versailles                                  | Charles-François de Vintimille du Luc, Comte du Luc                                                                       | 1653    | 1740                                  | Conseiller d’État d’épée, Lieutenant du roi en Provence |
| 3. Verleihung 3. Juni 1724 Versailles                                  | Louis de Prie, Marquis de Planès, genannt „le marquis de Prie“                                                            | 1673    | 1751                                  | Botschafter in Turin |
| 3. Verleihung 3. Juni 1724 Versailles                                  | Louis III. de Mailly, Marquis de Nesle et de Mailly-en-Boulonois, Prince d’Orange                                         | 1689    | 1764                                  | |
| 3. Verleihung 3. Juni 1724 Versailles                                  | François-Marie de Hautefort, Marquis de Hautefort, de Pompadour et de Sarcelles                                           | 1654    | 1727                                  | Lieutenant général des armées du Roi |
| 3. Verleihung 3. Juni 1724 Versailles                                  | Joseph de Montesquiou, genannt „le comte d’Artagnan“                                                                      | 1651    | 1729                                  | Lieutenant général des armées du Roi et capitaine-lieutenant de la première compagnie des Mousquetaires |
| 3. Verleihung 3. Juni 1724 Versailles                                  | François, Comte d’Estaing, Marquis de Murole                                                                              | um 1654 | 1732                                  | Lieutenant général des armées du Roi |
| 3. Verleihung 3. Juni 1724 Versailles                                  | Armand de Madaillan de Lesparre, Marquis de Lassay,.                                                                      | 1652    | 1738                                  | Generalleutnant im Gouvernement Bresse und Bugey |
| 3. Verleihung 3. Juni 1724 Versailles                                  | Pierre Bouchard d’Esparbès de Lussan, Comte d’Aubeterre                                                                   | 1657    | 1748                                  | Lieutenant général des armées du Roi |
| 3. Verleihung 3. Juni 1724 Versailles                                  | Joachim de Montaigu, Vicomte de Beaune, Marquis de Bouzoles                                                               | 1662    | 1746                                  | Lieutenant général des armées du Roi, Generalleutnant der Provinz Auvergne |
| 3. Verleihung 3. Juni 1724 Versailles                                  | François de Franquetot, Comte de Coigny                                                                                   | 1670    | 1759                                  | Lieutenant général des armées du Roi, Generaloberst der Dragoner, später Duc de Coigny und Marschall von Frankreich |
| 3. Verleihung 3. Juni 1724 Versailles                                  | Jean de Montboisier, Comte de Canillac                                                                                    | 1661    | 1729                                  | Lieutenant général des armées du Roi, Capitaine-lieutenant de la seconde compagnie des Mousquetaires, Gouverneur der Stadt und Zitadelle Amiens und Corbie                                                                                |
| 3. Verleihung 3. Juni 1724 Versailles                                  | Jacques-Joseph Vipart, Marquis de Silly                                                                                   | 1671    | 1727                                  | Conseiller d’État d’épée, Lieutenant général des armées du Roi |
| 3. Verleihung 3. Juni 1724 Versailles                                  | Jacques de Cassagnet-Tilladet-Narbonne, Marquis de Fimarcon                                                               | 1659    | 1730                                  | Lieutenant général des armées du Roi, Generalleutnant des Roussillon, Gouverneur von Mont-Louis |
| 3. Verleihung 3. Juni 1724 Versailles                                  | Henri de Saint-Nectaire, genannt "le marquis de Sennecterre",                                                             | 1667    | 1746                                  | Lieutenant général des armées du Roi, Botschafter in England |
| 3. Verleihung 3. Juni 1724 Versailles                                  | Pierre-Madeleine de Beauvau, Comte de Beauvau                                                                             | 1663    | 1734                                  | Lieutenant général des armées du Roi. |
| 3. Verleihung 3. Juni 1724 Versailles                                  | Louis de Gand de Mérode de Montmorency, Prince d’Isenghien,                                                               | 1678    | 1767                                  | Lieutenant général des armées du Roi |
| 3. Verleihung 3. Juni 1724 Versailles                                  | Louis-Pierre Engelbert de la Marck-Bouillon, genannt "le comte de la Marck",                                              | 1674    | 1750                                  | Lieutenant général des armées du Roi |
| 3. Verleihung 3. Juni 1724 Versailles                                  | César de Saint-Georges, Marquis de Coué-Vérac                                                                             | 1673    | 1741                                  | Lieutenant général des armées du Roi, Generalleutnant des Poitou. |
| 3. Verleihung 3. Juni 1724 Versailles                                  | Alain Emmanuel Marquis de Coëtlogon                                                                                       | 1646    | 1730                                  | Marschall von Frankreich, Vizeadmiral von Frankreich, Grand-croix de l’ordre de Saint-Louis |
| 3. Verleihung 3. Juni 1724 Versailles                                  | Jean-Baptiste-François Desmarets, Marquis de Maillebois                                                                   | 1682    | 1762                                  | Maître de la garde-robe du Roi, Generalleutnant des Languedoc und Gouverneur von Saint-Omer. |
| 3. Verleihung 3. Juni 1724 Versailles                                  | Charles-Henri Gaspard de Saulx, Vicomte de Tavannes,                                                                      | 1683    | 1753                                  | Generalleutnant der Provinz Burgund |
| 3. Verleihung 3. Juni 1724 Versailles                                  | Gaspard de Clermont-Tonnerre, Marquis de Vauvillars et de Crusy                                                           | 1688    | 1781                                  | Generalkommissar der Kavallerie, später Marschall von Frankreich |
| 3. Verleihung 3. Juni 1724 Versailles                                  | François de Simiane, Marquis d’Esparron                                                                                   | 1674    | 1734                                  | Premier gentilhomme de la chambre du duc d’Orléans |
| 3. Verleihung 3. Juni 1724 Versailles                                  | Joseph-François de la Croix, Marquis de Castries                                                                          | 1663    | 1728                                  | Chevalier d’honneur de Madame la duchesse d’Orléans, Gouverneur und Seneschall von Montpellier |
| 3. Verleihung 3. Juni 1724 Versailles                                  | Pierre-Gaspar, marquis de Clermont-Gallerande                                                                             | 1682    | 1756                                  | Erster Stallmeister des Herzogs von Orléans, Brigadier des armées du Roi und Bailli von Dôle |
| 4. Verleihung 1. Januar 1725                                           | Marie-Thomas-Auguste Goyon, Marquis de Matignon, Baron de Briquebec, Comte de Gacé,                                       | 1684    | 1766                                  | Brigadier des armées du Roi |
| 5. Verleihung 1. Januar 1726                                           | Michael Tarlo de Teczin et Ozekarzowitz, Graf von Melszrin und Zakliczin                                                  | 1677    | 1727                                  | Oberst der Garde des Königs Stanislaw von Polen, Lieutenant général des armées du Roi |
| 6. Verleihung 2. Februar 1728 Versailles                               | Louis Auguste de Bourbon, prince de Dombes                                                                                | 1670    | 1736                                  | Generaloberst der Schweizer und der Bündner |
| 6. Verleihung 2. Februar 1728 Versailles                               | Louis Charles de Bourbon, Comte d’Eu                                                                                      | 1701    | 1775                                  | Großmeister der Artillerie von Frankreich, Bruder von Louis Auguste de Bourbon |
| 6. Verleihung 2. Februar 1728 Versailles                               | Louis de Rouvroy, duc de Saint-Simon                                                                                      | 1675    | 1755                                  | Pair von Frankreich, Grande von Spanien, Botschafter in Spanien |
| 6. Verleihung 2. Februar 1728 Versailles                               | Antoine-Gaston de Roquelaure, Duc de Roquelaure, marquis de Biran, Marschall von Frankreich                               | 1656    | 1738                                  | Sohn von Gaston Jean Baptiste de Roquelaure |
| 6. Verleihung 2. Februar 1728 Versailles                               | Yves d’Alègre, Marquis d’Alègre und Baron de Tourzel                                                                      | 1653    | 1733                                  | Marschall von Frankreich. |
| 6. Verleihung 2. Februar 1728 Versailles                               | Louis, comte, puis Duc de Gramont                                                                                         | 1689    | 1745                                  | Brigadier des armées du Roi, Lieutenant général und Colonel du régiment des Gardes françaises |
| 7. Verleihung 16. Mai 1728 Versailles                                  | Jacques-Henri de Lorraine, Prince de Lixheim                                                                              | 1698    | 1734                                  | siehe Guise, Grand maître de la maison du duc de Lorraine, Brigadier des armées du Roi, Bruder von Charles Louis de Lorraine, Comte de Marsan (siehe oben)                                                                                |
| 7. Verleihung 16. Mai 1728 Versailles                                  | Alexandre de La Rochefoucauld, 5. Duc de La Rochefoucauld                                                                 | 1690    | 1762                                  | Pair von Frankreich, Grand maître de la garde-robe du Roi et brigadier de ses armées, 1731 Duc de la Roche-Guyon, Sohn von François VIII.                                                                                                 |
| 7. Verleihung 16. Mai 1728 Versailles                                  | Louis Antoine VI. Armand, Duc de Gramont                                                                                  | 1688    | 1741                                  | Pair von Frankreich, Lieutenant général des armées du Roi, Colonel des Gardes françaises |
| 7. Verleihung 16. Mai 1728 Versailles                                  | François-Joachim Bernard Potier de Gesvres, duc de Gesvres,                                                               | 1692    | 1757                                  | Pair von Frankreich, Premier Gentilhomme de la Chambre du Roi, Sohn von François Bernard Potier |
| 7. Verleihung 16. Mai 1728 Versailles                                  | Paul-François de Béthune, 4. Duc de Charost                                                                               | 1682    | 1759                                  | Pair von Frankreich, Capitaine des Gardes du corps du Roi et Generalleutnant en ses armées (Haus Béthune) |
| 7. Verleihung 16. Mai 1728 Versailles                                  | François d’Harcourt, Duc d’Harcourt                                                                                       | 1689    | 1750                                  | Pair von Frankreich, Capitaine des Gardes du corps du Roi, Generalleutnant in der Franche-Comté |
| 7. Verleihung 16. Mai 1728 Versailles                                  | Réné Mans, Sire de Froulai, Comte de Tessé                                                                                | 1681    | 1746                                  | Grande von Spanien, Lieutenant général des armées du Roi, Erster Stallmeister der Königin, Sohn von René de Froulay de Tessé |
| 7. Verleihung 16. Mai 1728 Versailles                                  | Louis Armand de Brichanteau, Marquis de Nangis                                                                            | 1682    | 1742                                  | Lieutenant général des armées du Roi, Chevalier d’honneur der Königin |
| 8. Verleihung 1. Januar 1729 Versailles                                | Louis François Armand de Vignerot du Plessis, 3. Duc de Richelieu et de Fronsac                                           | 1696    | 1788                                  | Premier gentilhomme de la Chambre du Roi, Pair von Frankreich und Marschall von Frankreich |
| 9. Verleihung 25. April 1729 Sevilla                                   | Ferdinand, Fürst von Asturien                                                                                             | 1713    | 1759                                  | 1746 als Ferdinand VI. König von Spanien |
| 9. Verleihung 25. April 1729 Sevilla                                   | Carlos Infant von Spanien, Herzog von Parma und Piacenza, Erbherzog von Toskana                                           | 1716    | 1788                                  | als Karl V. König von Neapel und Sizilien (1735–1759), als Karl III. König von Spanien (1759–1788) |
| 9. Verleihung 25. April 1729 Sevilla                                   | José Maria Tellez-Giron, 7. Duque de Osuna                                                                                | 1685    | 1733                                  | Grande von Spanien, Botschafter in Frankreich |
| 9. Verleihung 25. April 1729 Sevilla                                   | Manuel-Dominique de Benavides de Aragona-la-Cueva-Biedma-d’Avila-Corella, 10. Conde de Sant-Istevan                       | 1682    |                                       | Grande von Spanien, spanischer Bevollmächtigter auf dem Kongress von Cambrai |
| 9. Verleihung 25. April 1729 Sevilla                                   | Alonzo Fernández Manrique de Solis y de Vivero, 1. Duque del Arco                                                         |         | 1737                                  | Grande von Spanien, Ritter des Ordens vom Goldenen Vlies, Groß- und Erster Stallmeister des Königs von Spanien |
| 9. Verleihung 25. April 1729 Sevilla                                   | Antonio Michele Giuseppe Niccolò Luigi Francesco Gaspare Giudice e Papacoda, 3. Duca di Giovenazzo, Principe di Cellamare | 1657    | 1733                                  | Grande von Spanien, Ritter des Santiago-Ordens, Gouverneur und Generalkapitän von Altkastilien, Großstallmeister der Königin von Spanien, Botschafter in Frankreich                                                                       |
| 10. Verleihung 2. Februar 1731 Versailles                              | Charles Eugène de Lévis, Duc de Lévis, 6. Comte de Charlus                                                                | 1669    | 1734                                  | Pair von Frankreich, Lieutenant général des armées du Roi, Urenkel von Charles de Lévis, 3. Comte de Charlus |
| 10. Verleihung 2. Februar 1731 Versailles                              | Christian Louis de Montmorency-Luxembourg, Prince de Tingry                                                               | 1675    | 1746                                  | Lieutenant général des armées du Roi, Sohn von François-Henri de Montmorency-Luxembourg (siehe oben) |
| 10. Verleihung 2. Februar 1731 Versailles                              | Alexandre-Madeleine-Rosalie de Châtillon, Baron d’Argenton, genannt "le comte de Châtillon"                               | 1690    | 1754                                  | Grand Bailli d’Haguenau, Lieutenant général des armées du Roi |
| 10. Verleihung 2. Februar 1731 Versailles                              | Henri-Camille, Marquis de Beringhen, de Châteauneuf et d’Uxelles                                                          | 1693    |                                       | Erster Stallmeister des Königs |
| 11. Verleihung 13. Mai 1731 Versailles                                 | Jean-Baptiste de Durfort, Duc de Duras                                                                                    | 1684    | 1770                                  | Lieutenant général des armées du Roi, später Marschall von Frankreich, Sohn von Jacques Henri de Durfort |
| 11. Verleihung 13. Mai 1731 Versailles                                 | François-Marie de Broglie, Comte de Revel, Baron de Ferrières                                                             | 1671    | 1745                                  | 1742 Duc de Broglie, Marschall von Frankreich |
| 11. Verleihung 13. Mai 1731 Versailles                                 | Philippe Charles de La Fare, Marquis de la Fare                                                                           | 1687    | 1752                                  | Ritter des Ordens vom Goldenen Vlies, Maréchal des camps et armées du Roi, Generalleutnant in der Provinz Languedoc |
| 12. Verleihung 1. Januar 1733 Versailles                               | Melchior de Polignac, Kardinal, Erzbischof von Auch                                                                       | 1661    | 1741                                  | |
| 12. Verleihung 1. Januar 1733 Versailles                               | Louis-François I. de Bourbon, prince de Conti, Duc de Mercoeur,                                                           | 1717    | 1776                                  | Pair von Frankreich. |
| 13. Verleihung 24. Mai 1733 Versailles                                 | Armand-Pierre de la Croix de Castries, Erzbischof von Albi                                                                | um 1659 | 1747                                  | |
| 13. Verleihung 24. Mai 1733 Versailles                                 | Henri Oswald de La Tour d’Auvergne, Erzbischof von Vienne                                                                 | 1671    | 1747                                  | Erster Kaplan des Königs, später Kardinal |
| 14. Verleihung 1. Januar 1735 Versailles                               | Charles Louis Auguste Fouquet de Belle-Isle, Comte de Gisors, Reichsfürst                                                 | 1684    | 1761                                  | Ritter des Ordens vom Goldenen Vlies, Marschall von Frankreich, Kriegsminister |
| 15. Verleihung 22. März 1736 Madrid                                    | Philipp, Infant von Spanien                                                                                               | 1720    | 1765                                  | 1748 Herzog von Parma und Piacenza |
| 16. Verleihung 20. Mai 1736 Versailles                                 | Jean Hercule de Rosset de Rocozel, Duc de Fleury                                                                          | 1683    | 1748                                  | |
| 17. Verleihung 2. Februar 1737 Versailles                              | Louis François Anne de Neufville, duc de Villeroy                                                                         | 1695    | 1765                                  | Pair von Frankreich, Capitaine des Gardes du corps, Sohn von Louis Nicolas de Neufville, Duc de Villeroy |
| 17. Verleihung 2. Februar 1737 Versailles                              | Charles-Armand-Dominique de Gontaut, Duc de Biron,                                                                        | 1663    | 1756                                  | Pair von Frankreich, Marschall von Frankreich, Großneffe von Charles de Gontaut |
| 17. Verleihung 2. Februar 1737 Versailles                              | Franz Maximilian, Graf von Teczin, Herzog von Ossolinski, Reichsfürst                                                     | 1676    | 1756                                  | |
| 17. Verleihung 2. Februar 1737 Versailles                              | Antoine-Félix, Marquis de Monti                                                                                           | 1684    | 1738                                  | Lieutenant général des armées du Roi, Botschafter in Polen |
| 18. Verleihung 15. September 1737 Rom                                  | Girolamo Vaini, Principe di Cantalupe, Duca di Selci                                                                      | 1697    | 1744                                  | |
| 19. Verleihung 17. Mai 1739 Versailles                                 | Jacques François de Chastenet de Puységur, Comte de Chessy                                                                | 1656    | 1743                                  | Marschall von Frankreich |
| 19. Verleihung 17. Mai 1739 Versailles                                 | Claude Théophile de Béziade, Marquis d’Avaray                                                                             | 1655    | 1745                                  | Lieutenant général des armées du Roi, Gouverneur von Stadt und Burg Péronne |
| 19. Verleihung 17. Mai 1739 Versailles                                 | Louis de Regnier, Marquis de Guerchy                                                                                      | 1663    | 1748                                  | Lieutenant général des armées du Roi |
| 19. Verleihung 17. Mai 1739 Versailles                                 | Antoine de la Font, Marquis de Savine                                                                                     | 1689    | 1748                                  | Lieutenant général des armées du Roi, Directeur général de la cavalerie. |
| 19. Verleihung 17. Mai 1739 Versailles                                 | François de Briqueville, Comte de la Luzerne, Seigneur de Monfreville                                                     | 1663    | 1746                                  | Lieutenant général des armées du Roi, Vizeadmiral des Westens (du Ponent) |
| 19. Verleihung 17. Mai 1739 Versailles                                 | Louis-Dominique de Cambis, Marquis de Cambis-Velleron                                                                     | 1669    | 1740                                  | Lieutenant général des armées du Roi, Botschafter in England |
| 19. Verleihung 17. Mai 1739 Versailles                                 | Jacques de Monceaux d’Auxy, Marquis d’Auxy                                                                                | 1673    | 1745                                  | Colonel du régiment Royal-comtois |
| 20. Verleihung 1. Januar 1740 Versailles                               | Jaime Miguel de Guzmán de Avalos y Spinola, Marqués de la Mina, Duque de Palata, Principe de Masa                         | 1691    | 1767                                  | Ritter des Ordens vom Goldenen Vlies, spanischer Botschafter |
| 21. Verleihung 2. Februar 1740 Versailles                              | Gabriel-Jacques de Salignac de la Mothe-Fenélon, Marquis de Fenélon                                                       | 1688    | 1746                                  | Lieutenant général des armées du Roi, Botschafter in den Niederlanden |
| 22. Verleihung 5. Juni 1740 Versailles                                 | Louis Philippe de Bourbon, Duc de Chartres                                                                                | 1725    | 1785                                  | 1752 Herzog von Orléans, Premier prince du sang, Pair von Frankreich. |
| 23. Verleihung 2. Februar 1741 Versailles                              | Gaston Pierre de Lévis, Marquis de Mirepoix                                                                               | 1699    | 1757                                  | Maréchal héréditaire de la Foi, 1751 Duc de Mirepoix, Marschall von Frankreich und Capitaine des Gardes du corps |
| 24. Verleihung 2. Februar 1742 Versailles                              | Frédéric Jérôme de La Rochefoucauld, Erzbischof von Bourges                                                               | 1701    | 1757                                  | 1747 Kardinal, Grand aumônier de France |
| 24. Verleihung 2. Februar 1742 Versailles                              | Gilbert de Montmorin de Saint-Herem, Bischof von Langres                                                                  | 1691    | 1770                                  | Pair von Frankreich |
| 24. Verleihung 2. Februar 1742 Versailles                              | Louis Jean Marie de Bourbon, duc de Penthièvre,                                                                           | 1725    | 1793                                  | Amiral de France et Grand veneur. |
| 25. Verleihung 13. Mai 1742 Fontainebleau                              | Jean-Louis de Berton de Crillon, Erzbischof von Narbonne                                                                  | 1684    | 1751                                  | |
| 25. Verleihung 13. Mai 1742 Fontainebleau                              | Louis Ferdinand de Bourbon, dauphin de Viennois                                                                           | 1729    | 1765                                  | |
| 26. Verleihung 1. Januar 1743 Versailles                               | Pierre Guérin de Tencin, Kardinal, Erzbischof von Lyon                                                                    | 1680    | 1758                                  | Staatsminister |
| 27. Verleihung 2. Juni 1743 Versailles                                 | Jean de Gassion, Marquis de Gassion et d’Alluye                                                                           | 1678    | 1746                                  | Lieutenant général des armées du Roi |
| 28. Verleihung 1. Januar 1744 Versailles                               | Jean Paul Timoléon de Cossé, duc de Brissac                                                                               | 1698    | 1780                                  | Pair von Frankreich, Grand panetier de France |
| 28. Verleihung 1. Januar 1744 Versailles                               | Charles-François-Frédéric de Montmorency-Luxembourg, Duc de Luxembourg, de Piney et de Montmorency                        | 1702    | 1764                                  | Pair von Frankreich, Marschall von Frankreich, Kapitän der Leibgarde |
| 28. Verleihung 1. Januar 1744 Versailles                               | Joseph Marie de Boufflers, Duc de Boufflers                                                                               | 1706    | 1747                                  | Pair von Frankreich, Generalleutnant für Flandern und Hennegau |
| 28. Verleihung 1. Januar 1744 Versailles                               | Louis Charles de La Mothe-Houdancourt                                                                                     | 1687    | 1755                                  | Grande von Spanien, Chevalier d’honneur der Königin, später Marschall von Frankreich |
| 28. Verleihung 1. Januar 1744 Versailles                               | Louis Antoine de Gontaut, Duc de Biron                                                                                    | 1701    | 1788                                  | Pair von Frankreich und Marschall von Frankreich |
| 28. Verleihung 1. Januar 1744 Versailles                               | Daniel François de Gélas de Voisins d’Ambres, genannt "le comte de Lautrec"                                               | 1686    | 1762                                  | Lieutenant général des armées du Roi, Generalinspekteur der Infanterie, später Marschall von Frankreich |
| 28. Verleihung 1. Januar 1744 Versailles                               | Jean-Antoine-François de Franquetot, Comte de Coigny                                                                      | 1702    | 1748                                  | Generaloberst der Dragoner |
| 29. Verleihung 6. Januar 1745 Versailles                               | Armand II. François Auguste de Rohan-Soubise, Kardinal, Fürstbischof von Straßburg                                        | 1717    | 1756                                  | genannt „le cardinal de Soubise“, Großalmosenier von Frankreich |
| 30. Verleihung 2. Februar 1745 Versailles                              | Louis-Marie-Augustin d’Aumont, Duc d’Aumont                                                                               | 1709    | 1782                                  | Pair von Frankreich, Sohn von Herzog Louis, später Lieutenant général des armées du Roi und Gouverneur des Boulonnais. |
| 30. Verleihung 2. Februar 1745 Versailles                              | Guy Michel de Durfort, Duc de Quintin, Duc de Randan                                                                      | 1704    | 1773                                  | Lieutenant général des armées du Roi, Enkel von Guy Aldonce de Durfort (siehe oben) |
| 30. Verleihung 2. Februar 1745 Versailles                              | Charles-Louis de Montsaulnin, Comte de Montal,                                                                            | 1681    | 1758                                  | Lieutenant général des armées du Roi. |
| 30. Verleihung 2. Februar 1745 Versailles                              | Jean-Charles de Saint-Nectaire, Marquis de Sennetaire et Brinon                                                           | 1685    | 1771                                  | Lieutenant général des armées du Roi, später Marschall von Frankreich |
| 30. Verleihung 2. Februar 1745 Versailles                              | Henri-Louis de Choiseul, Marquis de Meuse                                                                                 | 1689    | 1754                                  | Lieutenant général des armées du Roi |
| 30. Verleihung 2. Februar 1745 Versailles                              | Henri-Charles de Saulx, Comte de Tavannes, Marquis de Trichâteau                                                          | 1686    | 1761                                  | Generalleutnant in Burgund |
| 31. Verleihung 1. Januar 1746 Versailles                               | Luis Riggio Saladino-Branciforti-Colonna, Principe de Campo-Florido                                                       |         | 1758                                  | Grande von Spanien, Capitaine général des gardes de Sa Majesté catholique, Botschafter in Frankreich |
| 32. Verleihung 2. Februar 1746 Versailles                              | Louis-Jacques de Chapt de Rastignac, Erzbischof von Tours                                                                 |         | 1750                                  | |
| 32. Verleihung 2. Februar 1746 Versailles                              | Nicolas-Joseph-Balthasar de Langlade, Vicomte du Chayla                                                                   | 1686    | 1754                                  | Lieutenant général des armées du Roi, Directeur général de la cavalerie. |
| 32. Verleihung 2. Februar 1746 Versailles                              | Ulrich von Löwendal | 1700    | 1755                                  | Lieutenant général des armées du Roi, Marschall von Frankreich. |
| 32. Verleihung 2. Februar 1746 Versailles                              | Pierre de Bérenger, Comte de Charmes et du Gua                                                                            | 1691    | 1731                                  | Lieutenant général des armées du Roi |
| 32. Verleihung 2. Februar 1746 Versailles                              | Louis-Charles-César Le Tellier, Marquis de Courtanvaux                                                                    | 1695    | 1771                                  | 1763 Duc d’Estrées, Generalinspekteur der Kavallerie, Lieutenant général des armées du Roi, später Marschall von Frankreich |
| 32. Verleihung 2. Februar 1746 Versailles                              | Claude Annet d’Apchier, genannt "le comte d’Apchier"                                                                      | 1693    | 1753                                  | Lieutenant général des armées du Roi |
| 33. Verleihung 1. Januar 1747 Versailles                               | Charles O’Brien, Vicomte de Clare, genannt "Comte de Thomond"                                                             | 1699    | 1761                                  | jakobitischer Peer of Ireland, Lieutenant général des armées du Roi, später Marschall von Frankreich |
| 33. Verleihung 1. Januar 1747 Versailles                               | Giacomo Francesco Milano Franco-Arragon, 2. Principe d’Ardore, 2. Reichsfürst                                             |         | 1780                                  | Gentilhomme de la chambre du Roi des Deux-Siciles, neapolitanischer Botschafter in Frankreich |
| 34. Verleihung 1. Januar 1748 Versailles                               | Christophe de Beaumont du Repaire, Erzbischof von Paris, Duc de Saint-Cloud                                               | 1703    | 1781                                  | Pair von Frankreich |
| 34. Verleihung 1. Januar 1748 Versailles                               | Nicolas de Saulx-Tavannes, Erzbischof von Rouen                                                                           | 1690    | 1759                                  | Pair von Frankreich, später Kardinal, Großalmosenier von Frankreich |
| 34. Verleihung 1. Januar 1748 Versailles                               | Abraham-Louis de Harcourt, Marquis de Beuvron, Abt von Notre-Dame de Signy und Saint-Taurin,                              | 1694    | 1750                                  | |
| 35. Verleihung 2. Februar 1748 Versailles                              | Charles Philippe d’Albert, Duc de Luynes, Comte de Tours et de Montfort-l’Amaury                                          | 1695    | 1758                                  | Pair von Frankreich |
| 35. Verleihung 2. Februar 1748 Versailles                              | Jean Hector de Faÿ, Marquis de La Tour-Maubourg                                                                           | 1684    | 1764                                  | Lieutenant général des armées du Roi, Generalinspekteur der Infanterie, später Marschall von Frankreich |
| 35. Verleihung 2. Februar 1748 Versailles                              | François de Bulkeley, genannt "le comte de Bulkeley"                                                                      | 1686    | 1756                                  | Lieutenant général des armées du Roi |
| 35. Verleihung 2. Februar 1748 Versailles                              | Henri François de Ségur, Comte de Ségur                                                                                   | 1689    | 1751                                  | Lieutenant général des armées du Roi, Generalinspekteur der Kavallerie und der Dragoner |
| 35. Verleihung 2. Februar 1748 Versailles                              | Louis Philogène Brûlart de Sillery, Marquis de Puissieux et de Sillery                                                    | 1702    | 1770                                  | Staatssekretär für äußere Angelegenheiten |
| 36. Verleihung 1. Januar 1749 Versailles                               | Alphonse-Marie-Louis, Comte de Saint-Séverin d’Aragon                                                                     | 1705    | 1757                                  | Bevollmächtigter Minister beim Aachener Kongress |
| 37. Verleihung 2. Februar 1749 Versailles                              | Louis de Noailles, Duc d’Ayen, Marquis de Maintenon                                                                       | 1713    | 1793                                  | Marschall von Frankreich, Capitaine de la première compagnie des Gardes du corps du Roi, Gouverneur des Roussillon, 1766 Duc de Noailles, Sohn von Adrien Maurice de Noailles                                                             |
| 37. Verleihung 2. Februar 1749 Versailles                              | Louis François Armand de La Rochefoucauld de Roye, Duc d’Estissac                                                         | 1695    | 1783                                  | Grand maître de la garde-robe du Roi |
| 37. Verleihung 2. Februar 1749 Versailles                              | François-Marie de Villers la Faye, Comte de Vaulgrenant                                                                   | 1699    | 1774                                  | Bevollmächtigter Minister in Dresden. Botschafter in Spanien |
| 38. Verleihung 25. Mai 1749 Versailles                                 | Louis César de La Baume Le Blanc, Duc de La Vallière                                                                      | 1708    | 1780                                  | Pair von Frankreich und Grand Fauconnier de France |
| 38. Verleihung 25. Mai 1749 Versailles                                 | Charles-François, Marquis de Sassenage                                                                                    | 1704    | 1762                                  | Chevalier d’honneur de madame la Dauphine. (Haus Sassenage) |
| 38. Verleihung 25. Mai 1749 Versailles                                 | Louis, Comte de Mailly | 1696    | 1767                                  | Lieutenant général des armées du Roi, Premier écuyer de madame la Dauphine. |
| 38. Verleihung 25. Mai 1749 Versailles                                 | Anne-Léon, Baron de Montmorency                                                                                           | 1705    | 1785                                  | Lieutenant général des armées du Roi |
| 38. Verleihung 25. Mai 1749 Versailles                                 | Louis de Talaru, Marquis de Chalmazel,.                                                                                   | 1682    | 1763                                  | Premier-maître d’hôtel de la Reine |
| 38. Verleihung 25. Mai 1749 Versailles                                 | François-Louis le Tellier, Comte de Rebellac, Marquis de Souvré et de Louvois                                             | 1704    | 1767                                  | Lieutenant général des armées du Roi |
| 39. Verleihung 17. Mai 1750 Versailles                                 | Louis-François II. de Bourbon, prince de Conti                                                                            | 1734    | 1814                                  | |
| 40. Verleihung 2. Februar 1751 Versailles                              | Michel Ferdinand d’Albert d’Ailly, Duc de Chaulnes                                                                        | 1714    | 1769                                  | Pair von Frankreich, Lieutenant général des armées du Roi, Gouverneur von Picardie und Artois |
| 41. Verleihung 2. Februar 1752 Versailles                              | Louis V. Joseph de Bourbon, prince de Condé                                                                               | 1736    | 1818                                  | |
| 42. Verleihung 21. Mai 1752 Versailles                                 | Louis Charles de Lorraine, Comte de Brionne et de Charny                                                                  | 1725    | 1761                                  | Großstallmeister von Frankreich, Enkel von Henri de Lorraine, Comte de Brionne |
| 42. Verleihung 21. Mai 1752 Versailles                                 | Louis-Jules-Barbon Mazarini-Mancini, Duc de Nivernois                                                                     | 1716    | 1798                                  | Pair von Frankreich, Grande von Spanien, Botschafter in Rom |
| 43. Verleihung 1. Januar 1753 Versailles                               | Emmanuel Dieudonné de Hautefort, Marquis deHautefort et de Sarcelles, Comte de Montignac                                  | 1700    | 1777                                  | Maréchal des camps et armées du Roi, Botschafter beim Kaiser |
| 44. Verleihung 2. Februar 1753 Versailles                              | André Hercule de Rosset de Rocozel                                                                                        | 1715    | 1788                                  | Duc de Fleury, Pair von Frankreich, Lieutenant général des armées du Roi, Premier gentilhomme de la Chambre de Sa Majesté |
| 44. Verleihung 2. Februar 1753 Versailles                              | Basile-Hyacinthe-Toussaint de Brancas, Comte de Céreste                                                                   | 1697    | 1754                                  | |
| 44. Verleihung 2. Februar 1753 Versailles                              | Paul-Gallucio de l’Hôpital, Marquis de Châteauneuf-sur-Cher                                                               | 1697    | 1776                                  | Lieutenant général des armées du Roi, Botschafter in Sankt Petersburg, Generalinspekteur der Kavallerie und der Dragoner. |
| 44. Verleihung 2. Februar 1753 Versailles                              | Antoine-Paul-Jacques de Quélen de Stuer de Caussade, Prince de Carency, Comte de la Vauguyon                              | 1706    | 1772                                  | Lieutenant général des armées du Roi, Gouverneur des enfants de France, Premier gentilhomme de la Chambre du Roi, Grand maître de sa garde robe                                                                                           |
| 44. Verleihung 2. Februar 1753 Versailles                              | Louis de Conflans, Marquis d’Armantières                                                                                  | 1711    | 1774                                  | Marschall von Frankreich |
| 44. Verleihung 2. Februar 1753 Versailles                              | Pierre-Emmanuel, Marquis de Crussol                                                                                       | 1717    | 1758                                  | Maréchal des camps et armées du Roi, bevollmächtigter Minister in Parma |
| 45. Verleihung 10. Juni 1753 Versailles                                | Charles-Antoine de la Roche-Aymon, Erzbischof von Narbonne, dann Erzbischof von Reims                                     | 1697    | 1777                                  | Großalmosenier von Frankreich, Kardinal |
| 45. Verleihung 10. Juni 1753 Versailles                                | Louis César Constantin de Rohan-Guéméné, Bischof von Straßburg, Kardinal                                                  | 1697    | 1779                                  | Großalmosenier von Frankreich |
| 45. Verleihung 10. Juni 1753 Versailles                                | François-Claude de Beaufort-Montboissier-Canillac                                                                         | 1699    | 1761                                  | Auditor an der Römischen Rota |
| 46. Verleihung 2. Februar 1756 Versailles                              | Louis Camille de Lorraine, genannt "le prince Camille", Sire de Pons, Prince de Mortagne                                  | 1725    | 1782                                  | Maréchal des camps et armées du Roi, später Generalleutnant, Sohn von Charles Louis de Lorraine, Comte de Marsan (siehe oben) |
| 46. Verleihung 2. Februar 1756 Versailles                              | Anne Pierre d’Harcourt, 4. Duc d’Harcourt                                                                                 | 1701    | 1783                                  | Pair von Frankreich, Marschall von Frankreich, Generalleutnant der Provinz Normandie |
| 46. Verleihung 2. Februar 1756 Versailles                              | Charles de Fitz-James, Duc de Fitzjames                                                                                   | 1712    | 1787                                  | Pair von Frankreich, Lieutenant général des armées du Roi, Sohn von James Fitzjames, 1. Duke of Berwick (siehe oben) |
| 46. Verleihung 2. Februar 1756 Versailles                              | Emmanuel-Armand de Vignerot du Plessis de Richelieu, duc d’Aiguillon                                                      | 1720    | 1788                                  | Pair von Frankreich, Lieutenant général des armées du Roi, Commandant en chef en Bretagne, Minister und Staatssekretär im Außen- und Kriegsministerium                                                                                    |
| 47. Verleihung 6. Juni 1756 Versailles                                 | Giacomo-Antonio, Conte de San Vitale e Fontanellato, Marchese di Bellaforte                                               | 1699    | 1780                                  | Chevalier d’honneur de l’infante duchesse de Parme. |
| 47. Verleihung 6. Juni 1756 Versailles                                 | Józef Aleksander Jablonowsky, Reichsfürst                                                                                 | 1712    | 1777                                  | Generalpalatin von Nowgorod, Großseneschall von Litauen |
| 48. Verleihung 1. Januar 1757 Versailles                               | Francisco di Baschi, Conte di Baschi-Saint-Estève                                                                         |         |                                       | Botschafter in Portugal |
| 49. Verleihung 2. Februar 1757 Versailles                              | Charles Juste de Beauvau-Craon, Reichsfürst                                                                               | 1720    | 1793                                  | Grande von Spanien, Kapitän der Leibgarde, Maréchal des camps et armées du Roi. |
| 49. Verleihung 2. Februar 1757 Versailles                              | Charles-Antoine-Armand de Gontaut-Biron, Duc de Gontaut                                                                   | 1708    | 1800?                                 | Lieutenant général des armées du Roi |
| 49. Verleihung 2. Februar 1757 Versailles                              | Jean-Marie Desmarets, genannt "le comte de Maillebois"                                                                    | 1715    | 1791                                  | Maître de la garde-robe du Roi, Lieutenant général de ses armées, Generalleutnant im Languedoc |
| 49. Verleihung 2. Februar 1757 Versailles                              | Armand, Marquis de Béthune et de Chabris                                                                                  | 1711    | nach 1792                             | Maître de camp général und später Colonel général de la cavalerie légère de France (Haus Béthune) |
| 49. Verleihung 2. Februar 1757 Versailles                              | Joseph Henri Bouchard d’Esparbès de Lussan, Marquis d’Aubeterre,.                                                         | 1714    | 1788                                  | Maréchal des camps et armées du Roi, Botschafter in Spanien |
| 49. Verleihung 2. Februar 1757 Versailles                              | Charles-François de Broglie, genannt "le comte de Broglie"                                                                | 1719    | 1781                                  | Botschafter in Polen, Premier colonel attaché aux grenadiers de France. |
| 50. Verleihung 29. Mai 1757 Versailles                                 | Étienne-François de Choiseul, Marquis de Stainville                                                                       | 1719    | 1785                                  | 1758 Duc de Choiseul-Stainville, 1762 Duc de Choiseul-Amboise, Pair von Frankreich, Maréchal des camps et armées du roi, Gesandter in Rom und Wien, Außenminister                                                                         |
| 51. Verleihung 14. Mai 1758 Versailles                                 | François-Joachim de Pierre de Bernis, Kardinal, Erzbischof von Albi                                                       | 1715    | 1794                                  | Außenminister |
| 52. Verleihung 1. Januar 1759 Versailles                               | Paul d’Albert de Luynes, Kardinal, Erzbischof von Sens                                                                    | 1703    | 1788                                  | |
| 53. Verleihung 2. Februar 1759 Versailles                              | Etienne-René Potier de Gesvres, Kardinal, Bischof von Beauvais                                                            | 1697    | 1774                                  | Pair von Frankreich, Sohn von François-Bernard Potier |
| 53. Verleihung 2. Februar 1759 Versailles                              | Charles-Louis d’Albert, Duc de Luynes et de Chevreuse                                                                     | 1717    | 1771                                  | Pair von Frankreich, Generaloberst der Dragoner, Gouverneur und Generalleutnant von Stadt, Vogtei und Vizegrafschaft Paris |
| 53. Verleihung 2. Februar 1759 Versailles                              | Louis-Georges-Erasme de Contades, genannt "le marquis de Contades"                                                        | 1704    | 1793                                  | Marschall von Frankreich |
| 53. Verleihung 2. Februar 1759 Versailles                              | Louis-Robert Malet de Graville, genannt "le comte de Graville", Comte de Chamilly                                         | 1698    | 1776                                  | Lieutenant général des armées du Roi, Generalinspekteur der Kavallerie und der Dragoner, Commandant en chef in Roussillon, Conflans und Cerdagne                                                                                          |
| 53. Verleihung 2. Februar 1759 Versailles                              | François Charles de Rochechouart, Marquis de Faudoas, genannt "Comte de Rochechouart"                                     | 1703    | 1784                                  | Lieutenant général des armées du Roi, Gouverneur von Orléans und des Orléanais, bevollmächtigter Minister beim Herzog von Parma, |
| 53. Verleihung 2. Februar 1759 Versailles                              | Claude Louis François Régnier, Comte de Guerchy                                                                           | 1715    | 1767                                  | Lieutenant général des armées du Roi |
| 53. Verleihung 2. Februar 1759 Versailles                              | Emmanuel Herzog von Croÿ, Reichsfürst                                                                                     | 1718    | 1784                                  | Maréchal de camp, Kommandant in Artois, Picardie, Calaisis und Boulonnais. |
| 53. Verleihung 2. Februar 1759 Versailles                              | Hyacinthe-Cajetan de Lannion, genannt "le comte de Lannion", Baron de Malestroit,                                         | 1719    | 1762                                  | Pair de Bretagne, Gouverneur et Generalleutnant von Menorca |
| 54. Verleihung 18. Mai 1760                                            | Carlos, Fürst von Asturien                                                                                                | 1748    | 1819                                  | 1788–1808 als Karl IV. König von Spanien |
| 55. Verleihung 21. Juli 1760                                           | Don Lois Antonio, Infant von Spanien                                                                                      | 1727    | 1785                                  | Sohn von König Philipp V. |
| 56. Verleihung 22. Juli 1760                                           | Felipe Portocarrero, Conde de Montijo                                                                                     |         |                                       | Gentilhomme de la chambre du roi d’Espagne |
| 56. Verleihung 22. Juli 1760                                           | Francisco de Silva y Álvarez de Toledo, 12 Duque de Alba                                                                  | 1714    | 1778                                  | |
| 57. Verleihung 8. September 1760                                       | Ferdinand IV., König von Neapel                                                                                           | 1751    | 1825                                  | |
| 17. Februar 1761                                                       | Gabriel Antonio de Bourbon, Infant von Spanien                                                                            | 1752    | 1788                                  | Sohn des Königs Karl III., diese Verleihung wird manchmal nicht mitgezählt, wohl weil strittig ist, ob Gabriel de Bourbon tatsächlich in den Orden aufgenommen wurde                                                                      |
| 58. Verleihung 10. Mai 1761 Versailles                                 | Louis Sextius de Jarente de La Bruyère, Bischof von Orléans                                                               | 1706    | 1778                                  | |
| 59. Verleihung 1. Januar 1762 Versailles                               | César Gabriel de Choiseul-Chevigny, Marquis de Choiseul                                                                   | 1712    | 1785                                  | 1761–1766 Außenminister, 1762 Duc de Praslin, Pair von Frankreich, zuvor Botschafter beim Kaiser |
| 60. Verleihung 2. Februar 1762 Versailles                              | Victor-François de Broglie, 2. Duc de Broglie                                                                             | 1718    | 1804                                  | Marschall von Frankreich |
| 60. Verleihung 2. Februar 1762 Versailles                              | Pablo Geronimo, Duque de Grimaldi                                                                                         | 1720    | um 1790                               | spanischer Botschafter in Frankreich |
| 61. Verleihung 30. Mai 1762 Versailles                                 | Jean-François-Joseph de Rochechouart, Bischof von Laon, Kardinal                                                          | 1708    | 1777                                  | Bruder von Jean Charles de Rochechouart, Marquis de Faudoas |
| 61. Verleihung 30. Mai 1762 Versailles                                 | Louis Philippe II. Joseph de Bourbon, Duc de Chartres.                                                                    | 1747    | 1793                                  | 1785 Duc d’Orléans |
| 61. Verleihung 30. Mai 1762 Versailles                                 | Charles Eugène Gabriel de La Croix de Castries, Marquis de Castries                                                       | 1727    | 1801                                  | Marschall von Frankreich, Minister und Staatssekretär im Marinedepartement, Commandant général et inspecteur du corps de la gendarmerie.                                                                                                  |
| 62. Verleihung 25. August 1762                                         | Ferdinand, Infant von Spanien, Erbprinz von Parma                                                                         | 1751    | 1802                                  | 1765 Herzog von Parma |
| 63. Verleihung 2. Februar 1763 Versailles                              | Louis Alexandre de Bourbon, prince de Lamballe                                                                            | 1747    | 1768                                  | |
| 64. Verleihung 2. Februar 1764 Versailles                              | Charles-Gaspar-Michel, Comte de Saulx-Tavannes                                                                            | 1713    | 1784                                  | Lieutenant général des armées du Roi, Generalleutnant im Herzogtum Burgund, Chevalier d’honneur de la Reine |
| 64. Verleihung 2. Februar 1764 Versailles                              | Louis Nicolas Victor de Félix d’Ollières, Comte du Muy                                                                    | 1711    | 1775                                  | Marschall von Frankreich, Minister und Staatssekretär im Kriegsministerium |
| 65. Verleihung 10. Juni 1764 Versailles                                | Louis Marie Florent, duc du Chatelet Lomont d’Haraucourt                                                                  | 1727    | 1793                                  | Botschafter beim Kaiser |
| 66. Verleihung 1. Januar 1767 Versailles                               | Charles-Henri, comte d’Estaing                                                                                            | 1729    | 1794                                  | Vizeadmiral de France, Lieutenant général des armées du Roi. |
| 67. Verleihung 2. Februar 1767                                         | Louis-Auguste, Dauphin de France                                                                                          | 1754    | 1793                                  | |
| 67. Verleihung 2. Februar 1767                                         | Louis-Stanislas-Xavier de France, Comte de Provence.                                                                      | 1755    | 1824                                  | |
| 67. Verleihung 2. Februar 1767                                         | Emmanuel-Félicité de Durfort, Duc de Duras                                                                                | 1715    | 1789                                  | Pair von Frankreich, Marschall von Frankreich, Premier gentilhomme de la Chambre du Roi, Sohn von Jean-Baptiste de Durfort |
| 67. Verleihung 2. Februar 1767                                         | Joaquin Athanasio Pignatelli d’Aragona, Conde de Fuentes                                                                  | 1724    | 1776                                  | Grande von Spanien, Botschafter in Frankreich, nach anderen Quellen Aufnahme am 2. Februar 1768 |
| 68. Verleihung 7. Juni 1767 Versailles                                 | Philippe de Noailles, duc de Mouchy                                                                                       | 1715    | 1794                                  | Marschall von Frankreich, Grande von Spanien, Sohn von Adrien Maurice de Noailles |
| 68. Verleihung 7. Juni 1767 Versailles                                 | Gabriel Marie de Talleyrand, Comte de Périgord                                                                            | 1726    | 1797                                  | Grande von Spanien, Maréchal des camps et armées du Roi, Gouverneur und Generalleutnant von Haut Berry und Bas Berri. |
| 68. Verleihung 7. Juni 1767 Versailles                                 | Louis-Paul, Marquis de Brancas                                                                                            | 1718    | 1802                                  | Grande von Spanien, Lieutenant général des armées du Roi, Generalleutnant der Provence |
| 68. Verleihung 7. Juni 1767 Versailles                                 | Claude Guillaume Testu, Marquis de Balincourt                                                                             | 1680    | 1770                                  | Marschall von Frankreich |
| 68. Verleihung 7. Juni 1767 Versailles                                 | Charles-François-Christian de Montmorency-Luxembourg, Prince de Tingry                                                    | 1713    | 1787                                  | Lieutenant général des armées du Roi, Kapitän der Leibgarde |
| 68. Verleihung 7. Juni 1767 Versailles                                 | Charles Léonard de Baylens, Marquis de Poyanne                                                                            | 1718    | 1781                                  | Lieutenant général des armées du Roi, Maître-de-camp, Inspecteur et commandant du corps des carabiniers |
| 68. Verleihung 7. Juni 1767 Versailles                                 | Emmanuel-Louis-Auguste, Comte de Pons-Saint-Maurice                                                                       | 1712    | 1791                                  | Lieutenant général des armées du Roi, Premier gentilhomme du duc d’Orléans. |
| 68. Verleihung 7. Juni 1767 Versailles                                 | Philippe-Henri de Ségur, Marquis de Ségur-Ponchat                                                                         | 1724    | 1801                                  | später Marschall von Frankreich und Staatssekretär im Kriegsministerium |
| 69. Verleihung 1. Januar 1768                                          | Giulio Césare Colonna, 5. Principe di Carbognano, Duca di Bassanello                                                      | 1702    | 1787                                  | nach anderen Quellen (siehe Weblink) vor der Aufnahme verstorben, wird auch fälschlicherweise als Principe di Palestrina bezeichnet |
| 70. Verleihung 22. Mai 1768                                            | Don Francisco Xavier, Infant von Spanien                                                                                  | 1757    | 1771                                  | Sohn von König Karl III., nach anderen Quellen (siehe Weblink) Ernennung am 1. Januar 1768 und vor der Aufnahme verstorben |
| 71. Verleihung 1. Januar 1771 Versailles                               | Jean-Joseph de Saint-Jean de Jumilhac, Erzbischof von Arles                                                               | 1706    | 1775                                  | |
| 71. Verleihung 1. Januar 1771 Versailles                               | Charles-Philippe de France, Comte d'Artois                                                                                | 1757    | 1836                                  | |
| 72. Verleihung 1. Januar 1773 Versailles                               | Louis VI. Henri Joseph de Bourbon, prince de Condé, Duc de Bourbon                                                        | 1756    | 1830                                  | |
| 72. Verleihung 1. Januar 1773 Versailles                               | Gabriel Louis François de Neufville, Duc de Villeroy et de Retz                                                           | 1731    | 1794                                  | Pair von Frankreich, Capitaine de la première compagnie française des Gardes du corps du Roi, Generalleutnant de ses armées, Gouverneur von Lyon, Lyonnais, Forez und Beaujolois, Sohn von François Camille de Neufville, Duc d’Alincourt |
| 72. Verleihung 1. Januar 1773 Versailles                               | Louis-León Potier de Gesvres, Duc de Tresmes                                                                              | 1695    | 1774                                  | Pair von Frankreich, Lieutenant général des armées du Roi, Gouverneur und Generalleutnant in der Île-de-France, Sohn von François Bernard Potier                                                                                          |
| 72. Verleihung 1. Januar 1773 Versailles                               | Jean-Baptiste-Joachim Colbert, Marquis de Croissy,                                                                        | 1777    | Lieutenant général des armées du Roi. | |
| 72. Verleihung 1. Januar 1773 Versailles                               | Louis de Bouchet, Marquis de Sourches                                                                                     | 1711    | 1788                                  | Lieutenant général des armées du Roi, Großvogt Frankreich |
| 72. Verleihung 1. Januar 1773 Versailles                               | Jean-Baptiste-François, Marquis de Montmorin de Saint-Hérem                                                               | 1704    | 1792                                  | Lieutenant général des armées du Roi. |

### Ernannte, aber nicht aufgenommene Ritter und Kommandeure
| Ernennung          | Name                                                                                    | Geboren | Gestorben | Bemerkungen |
| ------------------ | --------------------------------------------------------------------------------------- | ------- | --------- | --- |
| 20. Mai 1724       | Filippo Antonio Gualterio, Kardinal, Apostolischer Nuntius, Bischof von Todi            | 1660    | 1728      | Abt von Saint-Victor bei Paris und Saint-Remy in Reims, vor der Aufnahme verstorben |
| 3. Juni 1724       | Antoine I. Grimaldi, Prince de Monaco, Duc de Valentinois                               | 1661    | 1731      | Pair von Frankreich, vor der Aufnahme verstorben |
| 1724               | Charles Auguste de Goyon de Matignon                                                    | 1647    | 1729      | Marschall von Frankreich, in Anbetracht seines hohen Alters ernannte der König am 1. Januar 1725 an seiner Stelle seinen Sohn Marie Thomas, Marquis de Matignon |
| 1724               | Antonio Gaspar de Moscoso y Osorio Benavides, 9. Conde de Altamira                      |         | 1725      | 11. Conde de Monteagudo, 7. Marqués de Almazán, Conde de Lodosa, 7. Marqués de Poza, 5. Duque de Sanlúcar la Mayor, 4. Marqués de Leganés, Grande de España, Señor de la casa de Moscoso |
| 3. Februar 1725    | Francisco Maria Spinola Contreras, Duca di San Pietro in Galatino, Principe di Molfetta |         | 1727      | Grande von Spanien, vor der Aufnahme verstorben |
| 20. Mai 1725       | Alvaro Antonio de Bazán Benavides y Pimentel, Marqués de Santa Cruz                     |         |           | Grande von Spanien, vor der Aufnahme verstorben |
| 9. August 1725     | Stanislaus I. Leszczyński, König von Polen                                              | 1677    | 1766      | |
| 13. Mai 1731       | Konrad Alexander, Graf von Rottenburg                                                   | 1684    |           | vor der Aufnahme verstorben |
| 28. Oktober 1734   | Hubert de Courtavel, Marquis de Courtavel                                               | 1680    | 1734      | vor der Aufnahme verstorben |
| 2. Februar 1745    | Francesco III. d’Este, Herzog von Modena                                                | 1698    | 1780      | |
| 2. Juli 1745       | Annibal Déodat, Marquis de Scotti                                                       |         | 1752      | vor der Aufnahme verstorben |
| 1746               | Cristobál V. Portocarrero, 5. Conde de Montijo                                          | 1693    | 1763      | Grande von Spanien, Marschall von Kastilien |
| 4. Mai 1748 Choisy | Anne-Louis de Thiard, Marquis de Bissy                                                  | 1715    | 1748      | Mestre-de-camp général de la cavalerie. In einer Sondersitzung des Ordenskapitels ernannt; die Ernennung wurde zurückgezogen, da der General am Vorabend seinen Verletzungen, die er bei der Belagerung von Maastricht erlitten hatte, erlegen war. Eine königliche Order vom 17. Mai 1750 erlaubte seiner Familie, die Insignien des Ordens dem Familienwappen hinzuzufügen. |
| 1. Januar 1749     | Marc-Antoine Front de Beaupoil de Saint-Aulaire, Marquis de Lanmary                     | 1688    | 1749      | Botschafter in Schweden; der Marquis verstarb in Stockholm, bevor er seinen Adelsnachweis erbringen konnte; seine Erben erhielten am 25. Mai 1749 die Erlaubnis de Königs, die Ordensinsignien dem Familienwappen hinzuzufügen. |
| 1749               | Ferdinando de Silva y Álvarez de Toledo, 12. Duque de Alba, Duque de Huescar            | 1714    | 1776      | Botschafter in Frankreich |
| 1. Januar 1750     | Stanislaw Wincenty Jablonowski, Reichsfürst                                             | 1694    | 1754      | verstarb vor der Aufnahme in den Orden |
| 1. Januar 1756     | Ludwig Eugen, Prinz von Württemberg                                                     | 1731    | 1795      | 1793 Herzog von Württemberg |
| 1757               | Pedro Pablo de Osuna, Marqués de Osuna.                                                 |         |           | wohl: Zoilo Pedro Téllez-Girón Pérez de Guzmán el Bueno, 8. Duque de Osuna (1728–1787) |
| 1. Januar 1760     | César Gabriel de Choiseul-Praslin, genannt "le comte de Choiseul"                       |         |           | Ernannt 1. Januar, aufgenommen 2. Februar 1760; vgl. 59. Verleihung (1. Januar 1762 Versailles) César Gabriel de Choiseul-Chevigny, Marquis de Choiseul (1712–1785) |
| 1761               | Le comte d’Estaing.                                                                     |         |           | vgl. 66. Verleihung (1. Januar 1767 Versailles) Charles-Henri, comte d’Estaing (1729–1794) |
| 7. Juni 1767       | Don Antonio Pascual de Borbón, Infant von Spanien                                       | 1755    | 1817      | Sohn von König Karl III. |

## 1774–1791: LudwigXVI.
Ludwig XVI. war seit dem 2. Februar 1767 Ordensritter
| Aufnahme          | Name | Geboren | Gestorben | Bemerkungen |
| ----------------- | --- | ------- | --------- | --- |
| 1. Januar 1776    | Jean-Louis-Roger de Rochechouart, genannt „Marquis de Rochechouart“                                                   | 1717    | 1776      | Bruder von François Charles und Jean François Joseph de Rochechouart                                                                                |
| 1. Januar 1776    | Jean-Gilles du Coëtlosquet, Altbischof von Limoges                                                                    | 1700    | 1784      | |
| 1. Januar 1776    | Arthur Richard Dillon, Bischof von Évreux                                                                             | 1721    | 1806      | später Erzbischof von Toulouse, dann Erzbischof von Narbonne                                                                                        |
| 1. Januar 1776    | Antoine Louis François de La Roche-Aymon, Marquis de La Roche-Aymon                                                   | 1714    | 1789      | |
| 1. Januar 1776    | Charles Daniel de Talleyrand-Périgord, Comte de Talleyrand-Périgord                                                   | 1734    | 1789      | |
| 1. Januar 1776    | Jean François de La Rochefoucauld, Vicomte de La Rochefoucauld, Marquis de Surgères                                   | 1735    | 1789      | |
| 1. Januar 1776    | Jean François de Talaru, Vicomte de Talaru                                                                            | 1729    | 1782      | |
| 26. Mai 1776      | François Emmanuel de Crussol, Comte de Crussol                                                                        | 1728    | 1802      | dann Duc d’Uzès, Pair von Frankreich, Prince de Soyons und Marquis de Montsalés                                                                     |
| 26. Mai 1776      | Louis Hercule Timoléon de Cossé, Duc de Cossé                                                                         | 1734    | 1792      | später Duc de Brissac, Pair von Frankreich, Capitaine-Colonel des Cent-Suisses de la Garde, Grand Panetier de France                                |
| 26. Mai 1776      | René Mans de Froulay, Marquis de Tessé et de Lavardin                                                                 | 1736    | 1814      | |
| 26. Mai 1776      | Augustin-Joseph de Mailly, Comte de Mailly, Marquis d’Haucourt                                                        | 1708    | 1794      | Marschall von Frankreich |
| 26. Mai 1776      | Philippe Claude de Montboissier-Beaufort-Canillac, Comte de Montboissier                                              | 1712    | 1797      | |
| 26. Mai 1776      | François-Gaston de Lévis, Marquis de Lévis                                                                            | 1719    | 1787      | später Duc de Lévis, Marschall von Frankreich |
| 26. Mai 1776      | Anne François d’Harcourt, Marquis de Beuvron                                                                          | 1727    | 1797      | später Duc de Beuvron |
| 26. Mai 1776      | Aimeric Joseph de Durfort, Marquis de Civrac                                                                          | 1716    | 1787      | später Duc de Civrac |
| 26. Mai 1776      | Louis Auguste Le Tonnelier de Breteuil                                                                                | 1730    | 1807      | |
| 1. Januar 1777    | Charles Eugène de Lorraine, Prince de Lambesc, Comte de Brionne, Duc d’Elbeuf                                         | 1751    | 1825      | Pair von Frankreich, Großstallmeister von Frankreich, Sohn von Louis Charles de Lorraine                                                            |
| 1. Januar 1777    | Marie François Henri de Franquetot, Comte de Coigny                                                                   | 1737    | 1821      | später Marquis, dann Duc de Coigny, Pair von Frankreich, Marquis de Bordage et de La Moussaye, Generaloberst der Dragoner, Marschall von Frankreich |
| 2. Februar 1777   | Louis-Alexandre-Céleste d’Aumont, Duc de Villequier                                                                   | 1736    | 1814      | dann Duc d’Aumont, Pair von Frankreich |
| 2. Februar 1777   | Louis Melchior Armand de Polignac, Vicomte de Polignac, Marquis de Chalençon                                          | 1717    | nach 1792 | |
| 2. Februar 1777   | Pierre Raymond de Bérenger, Marquis de Bérenger, Comte de Gua                                                         | 1732    | nach 1792 | |
| 9. November 1777  | Louis René Édouard de Rohan-Guéméné, Kardinal, Fürstbischof von Straßburg                                             | 1734    | 1803      | Großalmosenier von Frankreich |
| 1. Januar 1778    | Pierre Augustin Bernardin de Rosset de Rocozel, Bischof von Chartres                                                  | 1717    | 1780      | |
| 2. Februar 1778   | Pierre Paul d’Ossuna, Marquis d’Ossuna,                                                                               | 1713    | 1788      | Seigneur de Saint-Luc et de Bartrès |
| 7. Juni 1778      | Charles François Elzéar de Vogüé, Marquis de Vogüé, Comte de Montlaur, Baron d’Aubenas                                | 1713    | 1782      | |
| 7. Juni 1778      | Alexandre Marie Léonor de Saint-Mauris Prince de Montbarrey, Reichsfürst                                              | 1732    | 1795      | |
| 7. Juni 1778      | Louis Bruno de Boisgelin, Comte de Boisgelin, Marquis de Cucé                                                         | 1734    | 1794      | |
| 1. Januar 1780    | Jean Armand de Bessuéjouls Roquelaure, Bischof von Senlis                                                             | 1721    | 1818      | später Erzbischof von Mecheln |
| 14. Mai 1780      | Dominique de La Rochefoucauld, Erzbischof von Albi, Abt von Cluny                                                     | 1712    | 1800      | später Erzbischof von Rouen, Kardinal |
| 2. Februar 1782   | Étienne Charles de Loménie de Brienne, Bischof von Condom                                                             | 1727    | 1794      | später Erzbischof von Toulouse, dann Erzbischof von Sens, Kardinal                                                                                  |
| 1. Januar 1784    | Maximilien VI. Antoine Armand de Béthune, Vicomte de Meaux                                                            | 1730    | 1786      | später Prince d’Henrichemont, dann Duc de Sully, Pair von Frankreich, Prince Souverain d’Henrichemont et de Boisbelle (Haus Béthune)                |
| 1. Januar 1784    | Paul François de Quélen de Stuer de Caussade Marquis de Saint-Maigrin                                                 | 1746    | 1828      | später Duc de Saint-Maigrin, dann Duc de La Vauguyon, Pair von Frankreich, Prince de Carency                                                        |
| 1. Januar 1784    | Marie Louis Caillebot, Marquis de La Salle, Seigneur de Montpinçon                                                    | 1716    | 1796      | |
| 1. Januar 1784    | Louis Augustin d’Affry, Comte d’Affry, Seigneur de Saint-Barthélémy et de Brétigny                                    | 1713    | 1793      | Vater von Louis d’Affry |
| 1. Januar 1784    | Charles Claude Andrault, Marquis de Maulévrier-Langeron                                                               | 1720    | 1792      | |
| 1. Januar 1784    | Luc Urbain du Bouexic, comte de Guichen                                                                               | 1712    | 1790      | |
| 1. Januar 1784    | Auguste Louis Hennequin, Marquis d’Ecquevilly                                                                         | 1717    | 1794      | |
| 1. Januar 1784    | Jean-Baptiste-Donatien de Vimeur, comte de Rochambeau                                                                 | 1725    | 1807      | Marschall von Frankreich |
| 1. Januar 1784    | Louis-Antoine de Rohan-Chabot, Duc de Chabot                                                                          | 1733    | 1807      | |
| 1. Januar 1784    | François-Claude-Amour de Bouillé du Chariol, genannt "Marquis de Bouillé"                                             | 1739    | 1800      | |
| 1. Januar 1784    | Adrien-Louis de Bonnières, Comte de Guines                                                                            | 1735    | 1806      | später Duc de Guines |
| 1. Januar 1784    | Charles Léopold de Jaucourt, Seigneur de Chazelles, genannt "Marquis de Jaucourt"                                     | 1736    | nach 1792 | |
| 1. Januar 1784    | Jean Baptiste Charles François de Clermont d’Amboise, Chevalier de Reynel                                             | 1728    | 1792      | später Marquis de Reynel |
| 1. Januar 1784    | Anne Pierre de Montesquiou, Seigneur de Pont-Saint-Pierre, genannt "Marquis de Montesquiou-Fezensac"                  | 1739    | 1798      | |
| 1. Januar 1784    | Charles François Gaspard Fidèle de Vintimille, Seigneur de Figanières et de Vitauban, genannt "Marquis de Vintimille" | 1738    | 1796      | |
| 1. Januar 1784    | Charles François Casimir de Saulx, Comte de Tavannes                                                                  | 1739    | 1792      | später Duc de Tavannes |
| 1. Januar 1784    | Louis François Marie de Pérusse, Comte des Cars et de Saint-Bonnet                                                    | 1737    | 1814      | |
| 1. Januar 1784    | Joseph Hyacinthe François de Paule Rigaud, Comte de Vaudreuil                                                         | 1740    | 1817      | später Pair von Frankreich, Großfalkner von Frankreich                                                                                              |
| 1. Januar 1784    | Bálint Laszlo Esterházy de Galantha, Graf von Groddeck                                                                | 1740    | 1805      | |
| 1. Januar 1784    | Louis Etienne François de Damas, Comte de Crux                                                                        | 1735    | 1814      | später Comte de Damas-Crux |
| 1. Januar 1784    | Armand Marc de Montmorin, Comte de Saint-Hérem                                                                        | 1746    | 1792      | |
| 1. Januar 1784    | Alexandre Charles Emmanuel de Crussol-Florensac, Baron de Crussol                                                     | 1743    | 1815      | später Pair von Frankreich, Bailli des Malteserordens                                                                                               |
| 30. Mai 1784      | François Alexandre Frédéric de La Rochefoucauld, Comte de Liancourt                                                   | 1747    | 1827      | später Duc de Liancourt, 1792 Duc de La Rochefoucauld, dann Pair von Frankreich                                                                     |
| 30. Mai 1784      | Jules Charles Henri de Clermont, Comte de Clermont-Tonnerre                                                           | 1720    | 1794      | später Duc de Clermont-Tonnerre und Pair von Frankreich                                                                                             |
| 30. Mai 1784      | Antoine Marie d’Apchon, Comte de Saint-Germain, Baron de Corgenon                                                     | 1714    | nach 1792 | |
| 30. Mai 1784      | Pierre André de Suffren                                                                                               | 1726    | 1788      | Bailli des Malteserordens, Vizeadmiral von Frankreich                                                                                               |
| 1. Januar 1785    | Yves Alexandre de Marbeuf                                                                                             | 1734    | 1798      | später Bischof von Autun, dann Erzbischof von Lyon                                                                                                  |
| 2. Februar 1785   | François Henri d’Harcourt, Comte de Lillebonne                                                                        | 1726    | 1802      | später Duc d’Harcourt und Pair von Frankreich, |
| 2. Februar 1786   | Anne Emmanuel Ferdinand François de Croÿ, 8. Duc de Croy, Prince de Solre, Reichsfürst                                | 1743    | 1803      | |
| 2. Februar 1786   | Anne Louis Alexandre de Montmorency, Prince de Robecq                                                                 | 1724    | 1812      | Grande von Spanien |
| 2. Februar 1786   | Jean Philippe de Choiseul, Comte de Stainville                                                                        | 1727    | 1789      | später Duc de Stainville, Marschall von Frankreich                                                                                                  |
| 2. Februar 1786   | Joseph Louis Bernard de Cléron, Comte d’Haussonville                                                                  | 1739    | 1806      | Grand Louvetier de France |
| 2. Februar 1786   | Esprit François Henri de Castellane, genannt "Comte de Castellane"                                                    | 1730    | um 1795   | später "Marquis de Castellane" genannt |
| 2. Februar 1786   | Augustin Gabriel de Franquetot, Comte de Coigny                                                                       | 1740    | 1817      | |
| 11. Juni 1786     | Louis-Joseph de Montmorency-Laval, Kardinal, Bischof von Metz                                                         | 1724    | 1808      | Großalmosenier von Frankreich |
| 12. November 1786 | Ludwig von Bourbon Infant von Spanien                                                                                 | 1773    | 1803      | Erbprinz von Parma, später König von Etrurien |
| 27. Mai 1787      | Louis-Antoine de Bourbon, duc d’Angoulême                                                                             | 1775    | 1844      | |
| 2. Februar 1788   | Louis Antoine Henri de Bourbon-Condé, duc d’Enghien                                                                   | 1772    | 1804      | |
| 1. Januar 1789    | Louis-Marie-Athanase de Loménie, Comte de Brienne                                                                     | 1730    | 1794      | |
| 1. Januar 1789    | Anne Paul Emmanuel Sigismond de Montmorency-Luxembourg, Chevalier de Luxembourg                                       | 1742    | 1790      | |
| 2. Februar 1789   | Louis Philippe d’Orléans, Duc de Valois                                                                               | 1773    | 1850      | später Duc de Chartres, dann Duc d’Orléans, schließlich König der Franzosen                                                                         |
| 31. Mai 1789      | Charles-Ferdinand de Bourbon, duc de Berry                                                                            | 1778    | 1820      | |
| 31. Mai 1789      | Henri de Thiard de Bissy, genannt "Comte de Thiard"                                                                   | 1723    | 1794      | |

### Ernannte, aber nicht aufgenommene Ritter und Kommandeure
| Ernennung      | Name                                                        | Geboren | Gestorben | Bemerkungen |
| -------------- | ----------------------------------------------------------- | ------- | --------- | ----------- |
| 2. Januar 1777 | Pierre Paul Abarca y Bolea-Ximenes, Conde de Aranda         | 1718    | 1799      |             |
| 1. Januar 1781 | Ercole III. d’Este, Herzog von Modena, Reggio und Mirandola | 1727    | 1803      |             |

## 1793–1795 Ludwig "XVII."
„Das unglückliche Kind, der Sohn Ludwigs XVI., regierte nur unter den Riegeln des Tempels vom 21. Januar 1793 bis 8. Juni 1795, und wir glauben nicht, dass er jemals den Orden vom Heiligen Geist erhalten hat, da es üblich war, diesen Orden den Prinzen der königlichen Familie erst zu verleihen, nachdem sie ihre Erstkommunion vollzogen hatten. Da er jedoch von einem beträchtlichen Teil der Nation, insbesondere in der Bretagne, als König anerkannt wurde, glauben wir, ihn als siebtes Oberhaupt und souveränen Großmeister des Ordens vom Heiligen Geist zählen zu müssen.“

## 1795–1824 Ludwig XVIII.
„Ludwig XVIII., achtes Oberhaupt und souveräner Großmeister des Ordens vom Heiligen Geist, erhielt die Ordenskette am 7. Juni 1767. Für die Ritter des Heiligen Geistes sind die Republik, das Konsulat und das Kaiserreich so, als hätten sie nie existiert, und für sie dauerte die Herrschaft von Ludwig XVIII., die am Juni 1795 mit dem Tod des jungen Königs, seines Neffen, begann, ohne Unterbrechung bis zum 16. September 1824.“

### 1. Verleihung (1808)
- Kommandeur:
  - Alexandre Angélique de Talleyrand-Périgord (1736–1821), Erzbischof von Reims, Duc et Pair de France, Großalmosenier von Frankreich, später Erzbischof von Paris

### 2. Verleihung (1810)
- Ritter:
  - Francesco Gennaro di Borbone (1777–1830), Erbprinz des Königreichs beider Sizilien, später König Franz I.
  - Leopoldo di Borbone-Due Sicilie, Fürst von Salerno (1790–1851), dessen Bruder

### 3. Verleihung (1814)
- Ritter:
  - Georges-Frédéric-Auguste, Prince of Wales (1762–1830), Regent des Vereinigten Königreichs etc., später König Georg IV.
  - Frederick, Duke of York and Albany (1763–1827)
  - William-Henry, Duke of Clarence, dessen Bruder (1765–1837), später König Wilhelm IV.
  - Ferdinand VII., König von Spanien (1784–1833)
  - Carlos María Isidro de Borbón (Don Carlos), Infant von Spanien (1788–1855), dessen Bruder

### 4. Verleihung (1815)
- Ritter:
  - Franz I., Kaiser von Österreich (1768–1835)
  - Alexander I., Kaiser von Russland (1777–1825)
  - Konstantin Pawlowitsch Romanow, Großfürst und Zarewitsch (1779–1831), dessen Bruder
  - Michael Pawlowitsch Romanow, Großfürst (1798–1849), dessen Bruder
  - Friedrich Wilhelm III., König von Preußen (1770–1840)
  - Arthur Wellesley, 1. Duke of Wellington (1769–1852)

### 5. Verleihung (1816)
- Ritter:
  - Ferdinand-Charles-Léopold-François-Joseph Crescentius, Erbprinz von Österreich, Erzherzog von Österreich (1793–1875), später als Ferdinand I. Kaiser von Österreich
  - Karl Philipp zu Schwarzenberg, Herzog von Krumau (1771–1820)
  - Carlos Luis, Infant von Spanien (1799–1883)
  - Ludwig Aloysius, Fürst von Hohenlohe-Waldenburg-Bartenstein (1765–1829), Pair et Maréchal de France

### 6. Verleihung (1818)
- Ritter:
  - Friedrich VI., König von Dänemark (1768–1839)
  - Armand Emmanuel Sophie Septimanie de Vignerot du Plessis, Duc de Richelieu (1766–1822), Pair de France

### 7. Verleihung (Paris, 30. September 1820)
- Prälaten:
  - Louis-François de Bausset-Roquefort (1748–1824), Duc et Pair de France, Kardinal
  - Charles François d’Aviau du Bois de Sanzay (1736–1826), Erzbischof von Bordeaux
  - François Xavier de Montesquiou-Fézensac (1756–1832), Pair de France
  - César-Guillaume de La Luzerne (1738–1821), Kardinal
- Ritter:
  - Charles-Maurice de Talleyrand-Périgord, Prince de Talleyrand-Périgord (1754–1838), Pair de France
  - Charles-Emmanuel-Sigismond de Montmorency, Duc de Luxembourg (1774–1861), Pair de France
  - Antoine-Louis-Marie de Gramont, Duc de Gramont (1755–1836), Pair de France
  - Louis-Marie-Céleste d’Aumont, Duc d’Aumont (1762–1831), Pair de France
  - Anne-Adrien-Pierre de Montmorency, Duc de Laval-Montmorency (1768–1837), Pair de France, Grande von Spanien 1. Klasse, Ritter im Orden vom Goldenen Vlies
  - Amédée Bretagne Malo de Durfort, Duc de Duras (1771–1838), Pair de France
  - Charles Arthur Tristan Languedoc de Noailles, Duc de Mouchy, Prince de Poix (1771–1834), Pair de France, Ritter im Orden vom Goldenen Vlies
  - Pierre-Marc-Gaston de Lévis, Duc de Lévis (1764–1830), Pair de France
  - Armand-Louis, Duc de Serent (1736–1822), Pair de France
  - Emmerich Joseph Duc de Dalberg (1773–1833), Pair de France
  - Bon-Adrien-Jeannot de Moncey, Duc de Conégliano (1754–1842), Pair et Maréchal de France
  - Claude-Victor Perrin, Duc de Bellune (1764–1841), Pair et maréchal de France
  - Jacques-Étienne-Joseph-Alexandre Macdonald, Duc de Tarente (1765–1840), Pair et Maréchal de France
  - Charles Nicolas Oudinot, Duc de Reggio (1767–1847), Pair et Maréchal de France
  - Auguste Frédéric Louis Viesse de Marmont, Duc de Raguse (1774–1852), Pair et Maréchal de France
  - Louis Gabriel Suchet, Duc d’Albuféra (1770–1826), Pair et Maréchal de France
  - Claude-Louis, Duc de La Châtre (1745–1824)
  - Claude Antoine de Béziade, Duc d’Avaray (1740–1829), Pair de France
  - Élie, Duc Decazes (1780–1860), Pair de France
  - Charles-Joseph-Hyacinthe du Houx, Comte de Vioménil (1734–1827), dann Marquis de Vioménil, Pair et Maréchal de France
  - Marie-Victor-Nicolas de Fay, Marquis de la Tour-Maubourg (1768–1850), Pair de France
  - Jean-Charles-François de Nettancourt-Haussonville, Marquis de Vaubécourt (1726–1822)[31]
  - Jean-Joseph-Paul-Augustin, Marquis Dessole (1767–1828), Pair de France
  - Charles François Riffardeau, Marquis de Riviére (1763–1828), dann Duc de Rivière, Pair de France
  - Victor-Louis-Charles de Riquet, Marquis de Caraman (1762–1839), dann Duc de Caraman, Pair de France
  - Pierre-Louis-Jean-Casimir, Duc de Blacas (1771–1839), Pair de France
  - Joseph-Henri-Joachim, Vicomte Lainé (1768–1835), Pair de France
  - Hercule, Comte de Serre (1776–1824)
  - Étienne-Denis, Baron Pasquier (1767–1862), Pair de France
  - François-Nicolas-Pierre de Pérusse, Comte d*Escars (1759–1822), dann Duc d’Escars, Pair de France
  - Pierre Riel, Marquis de Beurnonville (1752–1821), Pair et Maréchal de France

### 8. Verleihung (1821)
- Prälaten:
  - Anne-Louis-Henri, Duc de la Fare (1752–1829), Erzbischof von Sens, Pair de France
  - Gustave-Maximilien-Just, Prince de Croy (1773–1844), Erzbischof von Rouen, Kardinal
- Ritter:
  - Fabrizio Ruffo, Principe de Castecicala (1763–1832)
  - Joseph-François-Louis-Charles-César, Comte de Damas (1758–1829), dann Duc de Damas d’Antigny, Pair de France
  - Ferdinando Carlo, Duc de Noto (1810–1859), später König Ferdinand II. beider Sizilien
  - Hélie Charles de Talleyrand-Périgord, Prince-Duc de Chalais (1754–1829), Pair de France, Grande von Spanien 1. Klasse

### 9. Verleihung (1823)
- Ritter:
  - Johann VI., König von Portugal (1767–1826)
  - Peter I., Kaiser von Brasilien (1798–1834), später al Peter IV. König von Portugal
  - Miguel, Infant von Portugal (1802–1866), später als Michael I. König von Portugal
  - Jacques-Alexandre-Bernard Law, Marquis de Lauriston (1768–1828), Pair et Maréchal de France
  - José Miguel de Carvajal, Duque de San-Carlos (1771–1828), Grande von Spanien 1. Klasse
  - Joseph, Comte de Villèle (1773–1854), Pair de France, Ritter im Orden vom Goldenen Vlies

### 10. Verleihung (5. Februar 1824)
- Ritter:
  - François-Charles-Joseph, Erzherzog von Österreich (1802–1878)
  - Alexandre, Großfürst von Russland (1818–1881), später Kaiser Alexander II. von Russland
  - Karl Albert, Fürst von Carignan (1798–1849), später König Karl Albert von Sardinien-Piemont
  - Friedrich Wilhelm, Prinz von Preußen (1795–1861), später König Friedrich Wilhelm IV. von Preußen
  - Karl Robert Reichsgraf von Nesselrode-Ehreshoven (1780–1862)
  - François-René-Auguste, Vicomte de Chateaubriand (1768–1848), Pair de France, Ritter im Orden vom Goldenen Vlies
  - Ambroise-Polycarpe de La Rochefoucauld, Duc de Doudeauville (1765–1841), Pair de France, Grande von Spanien 1. Klasse
  - Étienne-Charles, Duc de Damas-Crux (1754–1846), Pair de France
  - Louis-Justin-Marie, Marquis de Talaru (1769–1850), Pair de France, Ritter im Orden vom Goldenen Vlies

## 1824–1830 Karl X.
Neuntes Oberhaupt und souveräner Großmeister des Heilig-Geist-Ordens, erhielt die Ordenskette am 1. Januar 1771

### 1. Verleihung (Reims, 30. Mai 1825)
Verleihung anlässlich der Krönung Karls X
- Prälaten:
  - Anne-Antoine-Jules de Clermont-Tonnerre (1749–1830), Erzbischof von Toulouse, Kardinal, Pair de France
  - Jean-Baptiste de Latil (1761–1839), Erzbischof von Reims, Kardinal, Pair de France
- Ritter:
  - Klemens Wenzel Lothar von Metternich, Fürst von Metternich-Winneburg (1773–1859)
  - Ferdinand-Philippe-Louis-Charles-Henri d’Orléans, Duc de Chartres, dann Duc d’Orléans (1810–1842)
  - Marie François Emmanuel de Crussol, Duc d’Uzès (1756–1843), Pair de France
  - Charles Marie Paul André d’Albert de Luynes, Duc de Chevreuse (1783–1839), Pair de France
  - Augustin-Marie-Paul-Pétronille-Timoléon de Cossé, Duc de Brissac (1775–1848), Pair de France
  - Casimir-Louis-Victurnien de Rochechouart, Duc de Mortemart (1787–1875), Pair de France
  - Édouard, Duc de Fitz-James (1776–1838), Pair de France
  - Jean-Laurent de Durfort-Civrac, Comte, dann Duc de Lorges (1746–1826), Pair de France
  - Armand de Chalençon, Duc de Polignac (1771–1847), Pair de France
  - Charles de Maillé de La Tour-Landry, Duc de Maillé (1770–1837), Pair de France
  - Armand Charles Augustin de La Croix, Duc de Castries (1756–1842), Pair de France
  - Raimond-Jacques-Marie, Duc de Narbonne-Pelet (1771–1855), Pair de France
  - Jean-Baptiste, Comte Jourdan (1762–1833), Pair et Maréchal de France
  - Nicolas Jean-de-Dieu Soult, Duc de Dalmatie (1769–1851), Pair et Maréchal de France
  - Louis-François Chamillart, Marquis de La Suze (1751–1833), Pair de France
  - Henri-Évrad, Marquis de Dreux-Brézé (1762–1829), Pair de France
  - Claude-Emmanuel-Joseph-Pierre, Marquis de Pastoret (1755–1840), Pair de France
  - Auguste-Pierre-Marie Ferron, Comte de La Ferronays (1777–1842), Pair de France
  - Antoine-Jean, Vicomte d’Agoult (1750–1828), Pair de France
  - Jean-Francois-Thérèse-Louis de Beaumont, Marquis d’Autichamp (1738–1831)
  - Auguste-Simon-Hubert-Marie Ravez (1770–1849)
  - Just, Comte de Noailles (1777–1846)

### 2. Verleihung (Paris, 14. Mai 1826)
- Ritter:
  - Carlo Ferdinando di Borbone-Due Sicilie, Principe di Capua, Sohn von König Ferdinand I. von Neapel
  - Leopoldo di Borbone-Due Sicilie, Conte di Siracusa (1813–1860), dessen Bruder
  - Charles Bretagne Marie Joseph de La Trémoille, Duc de la Trémoille, Prince de Tarente (1764–1839)
  - Emmanuel Marie Maximilien de Croÿ (1768–1842)[32], Prince de Solre, später Pair de France
  - Auguste-Jules-Armand-Marie, Prince de Polignac (1780–1847), Pair de France
  - Pjotr Michailowitsch Fürst Wolkonski (1776–1852)

### 3. Verleihung (Paris, 3. Juni 1827)
- Ritter:
  - Charles Paul François de Beauvilliers, Duc de Saint-Aignan (1746–1828), Pair de France
  - Aynard de Clermont-Tonnerre, Duc de Clermont-Tonnerre (1769–1837), Pair de France
  - Gabriel-Jean-Joseph, Comte Molitor (1770–1849), Pair et Maréchal de France
  - Pierre-Denis, Comte de Peyronnet (1778–1854), Pair de France
  - Jacques-Joseph-Guillaume-Pierre, Comte de Corbière (1766–1853), Pair de France
  - Philibert-Jean-Baptiste-Joseph, Comte Curial (1774–1829), Pair de France
  - Jean, Baron de La Rochefoucauld-Bayers (1757–1834), Pair de France
  - Anne-Victor-Denis Hurault, Marquis de Vibraye (1767–1843), Pair de France
  - Armand-Charles, Comte Guilleminot (1774–1840), Pair de France
  - Louis Charles Pierre Bonaventure, Comte de Mesnard (1769–1842), Pair de France
  - Édouard-Thomas, Comte Burgues de Missiessy (1756–1837)

### 4. Verleihung (Paris, 25. Mai 1828)
- Prälaten:
  - Denis, Comte Frayssinous (1765–1841), Bischof von Hermopolis, Erster Almosenier des Königs
- Ritter:
  - Christophe, Comte de Chabrol de Crouzol (1771–1836), Pair de France
  - José Antonio Azlor de Aragón y Pignatelli de Aragón, 13. Duque de Villahermosa (1785–1852)[33]

### 5. Verleihung (Paris, 19. Februar 1829)
- Ritter:
  - Antonio Pasquale di Borbone-Due Sicilie, Conte di Lecce (1816–1843), Sohn von König Franz I. beider Sizilien
  - Louis-Charles-Philippe-Raphaël d’Orléans, Duc de Nemours (1814–1896)

### Sechste und letzte Verleihung (Tuilerien, 31. Mai 1830, Pfingsten)
- Prälaten:
  - Hyacinthe-Louis de Quélen (1778–1839), Erzbischof von Paris, Pair de France
  - Jean-Louis Lefebvre de Cheverus (1768–1836), Erzbischof von Bordeaux, Kardinal
- Ritter:
  - Amédée de Broglie, Prince de Broglie (1772–1851)
  - Étienne Narcisse, Comte de Durfort (1753–1839), Pair de France
  - Antoine, Comte Roy (1764–1847), Pair de France
  - Armand François Hennequin, Marquis d’Ecquevilly (1747–1830), Pair de France
  - Honoré-Charles-Michel-Joseph, Comte Reille (1775–1860), Pair de France, später Maréchal de France
  - Armand-Maximilien-François-Joseph-Olivier de Saint-Georges, Marquis de Vérac (1768–1858), Pair de France
  - Charles Louis Gabriel de Conflans, Marquis d’Armentières (1772–1849), Pair de France
  - Étienne Tardif de Pommereux, Comte de Bordesoulle (1771–1837), Pair de France
  - Artus-Hugues-Gabriel-Timoléon, Comte de Cossé (1790–1857) (Cossé-Brissac)